# Bateau
Pour les articles ayant des titres homophones, voir Bato et Batho.
Pour les articles homonymes, voir Bateau (homonymie).
 (février 2011).
Un bateau est un moyen de transport capable de flotter sur l'eau et de s'y déplacer, dirigé par ses occupants. Sa flottabilité résulte de la réalisation, par transformation d'un matériau selon des procédés divers, d'un volume creux et étanche, la coque. Le bateau répond aux besoins du transport maritime, fluvial ou fluvio-maritime, et permet diverses activités telles que le transport de personnes ou de marchandises, la guerre sur mer, la pêche, la plaisance, ou d'autres services tels que la sécurité des autres bateaux.
Les bateaux ont accompagné l'Homme dans son évolution. Indispensables lors des grandes guerres et des conquêtes, et aussi pour la subsistance par la pêche, ils ont été transformés et font maintenant partie intégrante des systèmes commerciaux et militaires modernes : plusieurs millions de bateaux de pêche sont utilisés par quelques dizaines de millions de pêcheurs de par le monde et les guerres modernes font appel à des navires hautement sophistiqués pour transporter et soutenir les forces à terre ; près de 35 000 navires de commerce ont transporté 7,4 milliards de tonnes de marchandises en 2007 (voir détail de ces chiffres plus bas).
Les bateaux ont également pris part aux grandes explorations, aux découvertes scientifiques et à la propagation des grandes cultures : les navigateurs chinois comme Zheng He ont permis de partager des inventions comme la boussole ou la poudre à canon, tandis que les expéditions en Amérique ont diffusé la culture européenne sur ce continent. Si les bateaux ont été utilisés pour les colonisations et le commerce triangulaire, ils ont aussi servi et servent toujours à la recherche scientifique et au rayonnement culturel des pays.
Comme l’a démontré Thor Heyerdahl avec le Kon-Tiki, il est possible de faire de longues traversées avec un simple radeau de rondins.

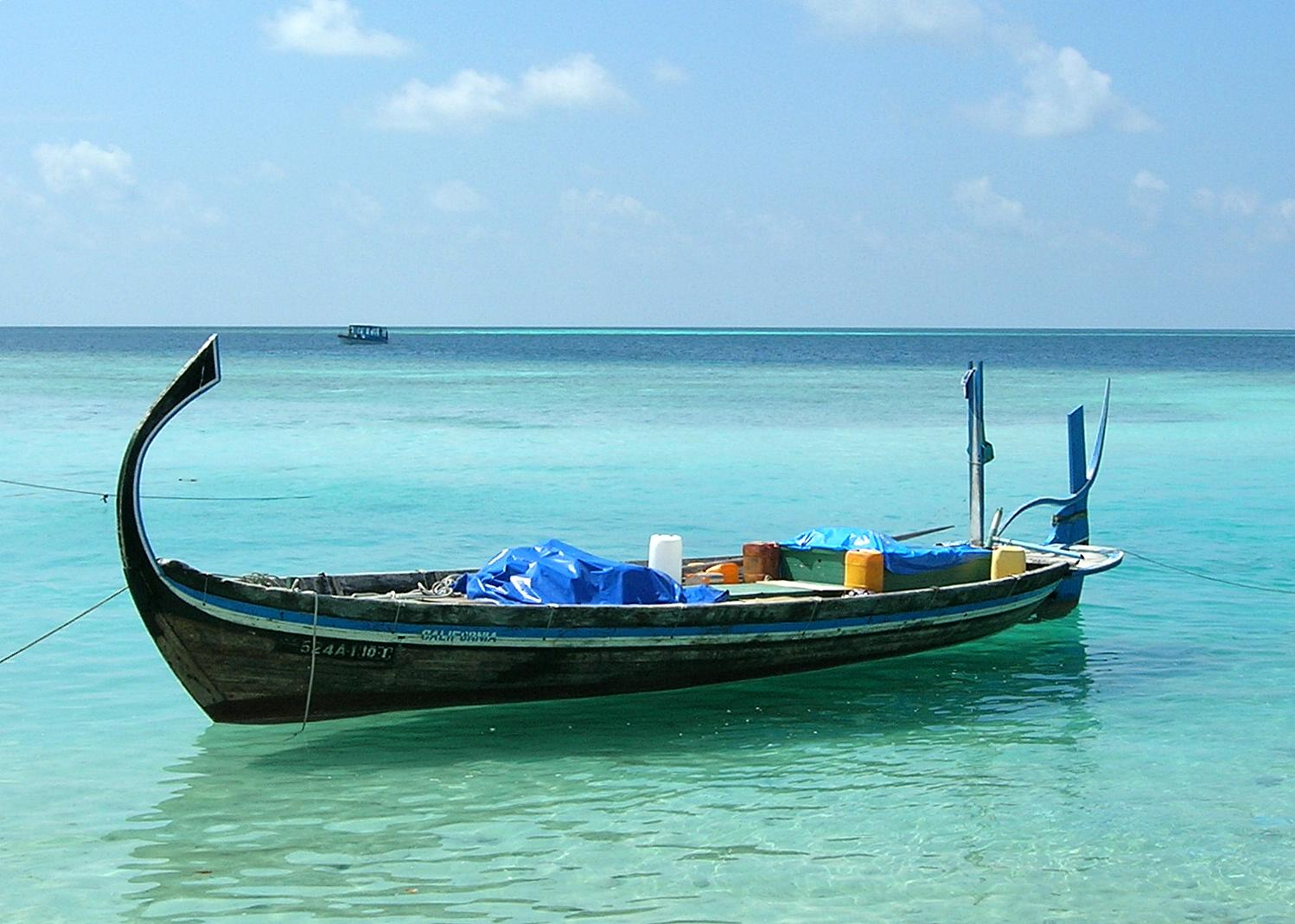
Un doni aux Maldives.

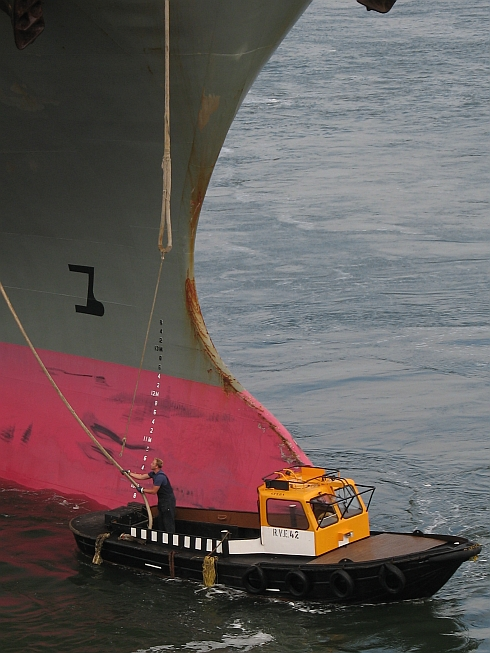
Un bateau de lamanage devant l'étrave d'un porte-conteneurs.

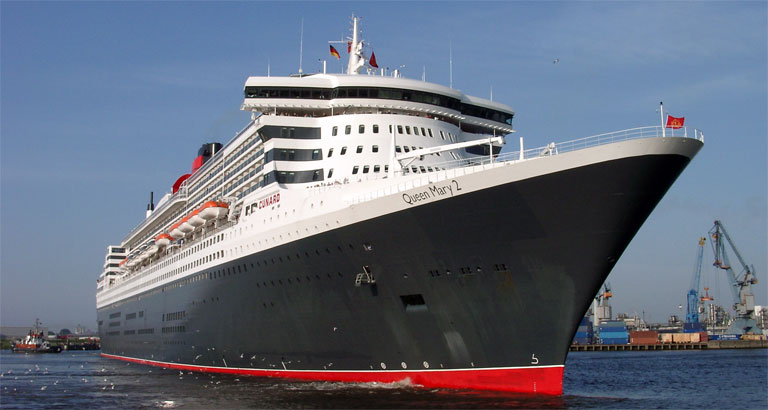
Le paquebot Queen Mary 2 en Allemagne.

## Terminologie
Le mot bateau est attesté pour la première fois en 1138 sous la forme batel « embarcation dont on se sert principalement sur les rivières » (Gaimar, L'Estorie des Engles [histoire des Anglais]). Il est issu de l'anglo-normand bat, lui-même emprunt au vieil anglais bāt (nominatif pluriel bātas) « embarcation, bateau de taille modeste » (> anglais boat, apparenté à l'allemand Boot et au néerlandais boot), procédant tous d'un germanique occidental *baitaz, lui-même d'un proto-germanique *baito- (« briser », « fendre »), dérivé avec le suffixe -ĕllus en latin médiéval (latinisme pour -el en ancien français, devenu -eau(x), normalement diminutif mais étant ici de nature expressive pour donner du corps au monosyllabe),, la forme primitive bat est restée dialectale (normand, gallo), tandis que batel a encore été utilisée jusqu'au XVe siècle et a persisté comme radical de mots tels que batellerie.
Le terme peut concerner n'importe quelle structure flottante pouvant avancer efficacement et être dirigée (contrairement au radeau), mais d'autres appellations sont préférées dans certains cas : on parle d'embarcation pour un bateau de petite taille (de l'ordre de quelques mètres de longueur), de navire pour un bateau maritime ponté de fort tonnage, de vaisseau pour les mêmes navires anciens à voile et de bâtiment pour un navire de guerre ou de commerce.
La distinction entre « bateau » et « navire » notamment, et même d'autres termes, reste cependant variable selon les usages, le contexte, etc. Juridiquement, « bateau » désigne un bâtiment destiné à la navigation sur les fleuves et canaux, tandis qu'un « navire » est destiné à la navigation maritime.
L'emploi est quasiment sans ambiguïté dans certaines expressions consacrées ; on parle par exemple d'un « navire de charge » et d'un « bateau-feu », non de l'inverse ; mais d'autres expressions admettent les deux termes (« navire de pêche » ou « bateau de pêche »).
La Institution of Naval Architects (RINA) britannique propose de fixer une limite à 100 mètres de longueur hors-tout entre « navires » (« ships ») et « bateaux » (« boats »), limite vite démentie par l'utilisation du terme « small ships » (« petits navires ») pour combler les manques de cette définition.
En pratique, l'équipage d'un pétrolier pourra appeler (son) « bateau » ce qui serait assez gros pour être appelé navire[réf. nécessaire].
L'usage du terme « bateau » ou « navire » peut être contesté pour les sous-marins, qui peuvent flotter, mais aussi se déplacer dans les trois dimensions. Les équipages des sous-marins parlent toutefois fréquemment de leur bâtiment comme de leur « bateau ».
Cet article traite donc indifféremment des navires et bateaux, en employant chaque terme selon son contexte.

## Histoire
Note : l'histoire des bateaux se confond avec celle de la navigation maritime ; on peut également consulter l'article Histoire de la navigation astronomique à ce sujet.

### Les débuts: Préhistoire et Antiquité

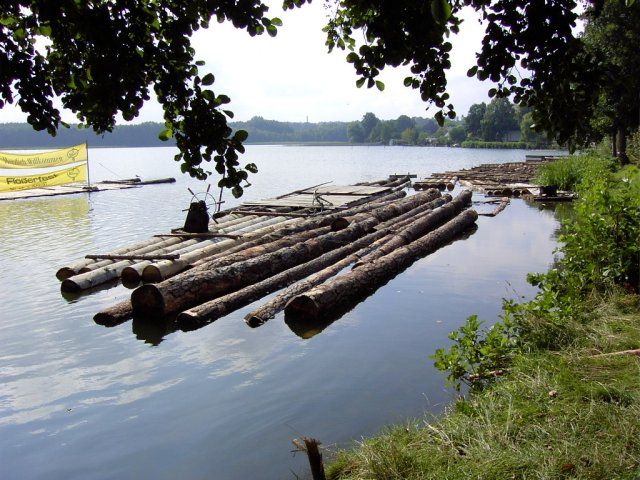
Radeau constitué de troncs d'arbre reliés entre eux.

L'invention du bateau est attestée au Néolithique, comme le montre l'épave d'Uluburun, même si des preuves montrent que l'homme a pris la mer il y a quelque 130 000 ans et que le peuplement de la Nouvelle-Guinée par Homo sapiens il y a 40 000 ans pourrait selon Jared Diamond s'être fait par voie maritime. Ces premiers bateaux ont une fonction simple, qui est de pouvoir se déplacer sur l'eau, essentiellement pour la chasse et la pêche. Les plus anciennes pirogues monoxyles découvertes lors de recherches archéologiques sont la plupart du temps taillées dans des arbres résineux, à l'aide de simples outils en pierre. La pirogue de Pesse trouvé aux Pays-Bas est considérée comme étant le plus ancien bateau connu au monde.
Il y a environ sept mille ans, des bateaux constitués de plaques de fibres végétales et des éléments de calfatage ainsi que de lest en bitume naviguent dans le Golfe persique, témoins des relations qu'entretiennent les populations de la péninsule arabique et de la Mésopotamie. Le plus vieux vestige de bateau de ce type en roseau est retrouvé à As-Sabiya, dans le désert du Koweït. Il y a environ cinq mille ans, des constructeurs vivant au bord de la rivière Åmose au Danemark inventent le bordage cousu, qui permet progressivement d'augmenter la taille des embarcations. De la pirogue monoxyle, il ne reste bientôt que la quille des bateaux, qui perdure encore aujourd'hui dans les constructions en bois.
Parallèlement, les premiers navigateurs constatent qu'en déployant une peau de bête ou une toile végétale tressée, tendue au bout d'une perche plus ou moins verticale fixée au fond de l'embarcation, ils peuvent utiliser la force éolienne : la voile est née. C'est ainsi que débute le peuplement de l'Océanie il y a trois mille ans sur des pirogues pouvant embarquer jusqu’à une cinquantaine de passagers.
Les Égyptiens ont une parfaite maîtrise de la construction des voiliers, dont on a retrouvé un exemplaire remarquable, la célèbre barque solaire, devant la pyramide de Gizeh. D'après Hérodote, les Égyptiens réalisent vers 600 avant notre ère une première circumnavigation autour de l'Afrique. Les Phéniciens et les Grecs achèvent progressivement de maîtriser la navigation en mer à bord des trières, explorent puis colonisent toute la Méditerranée à bord de leurs navires. Vers 340 av. J.-C., Pythéas atteignit Thulé qu'il ne put dépasser, bloqué par la banquise. Les Romains ont peu innové dans la construction navale, à l'exception du système d'abordage du corbeau. Leurs bateaux sont principalement en bordages à clin et à voile carrée.
Avant l'introduction de la boussole, la navigation en mer se fait principalement par la navigation astronomique. L'usage de l'aiguille aimantée est mentionné en Chine dès le IIe siècle av. J.-C. et elle y est d'usage pour la navigation entre les IVe et VIe siècles. Cette utilisation est transmise aux Arabes qui, quelques siècles plus tard, la révèlent aux Européens du Moyen Âge.

### Développements: de l'Antiquité à la Renaissance

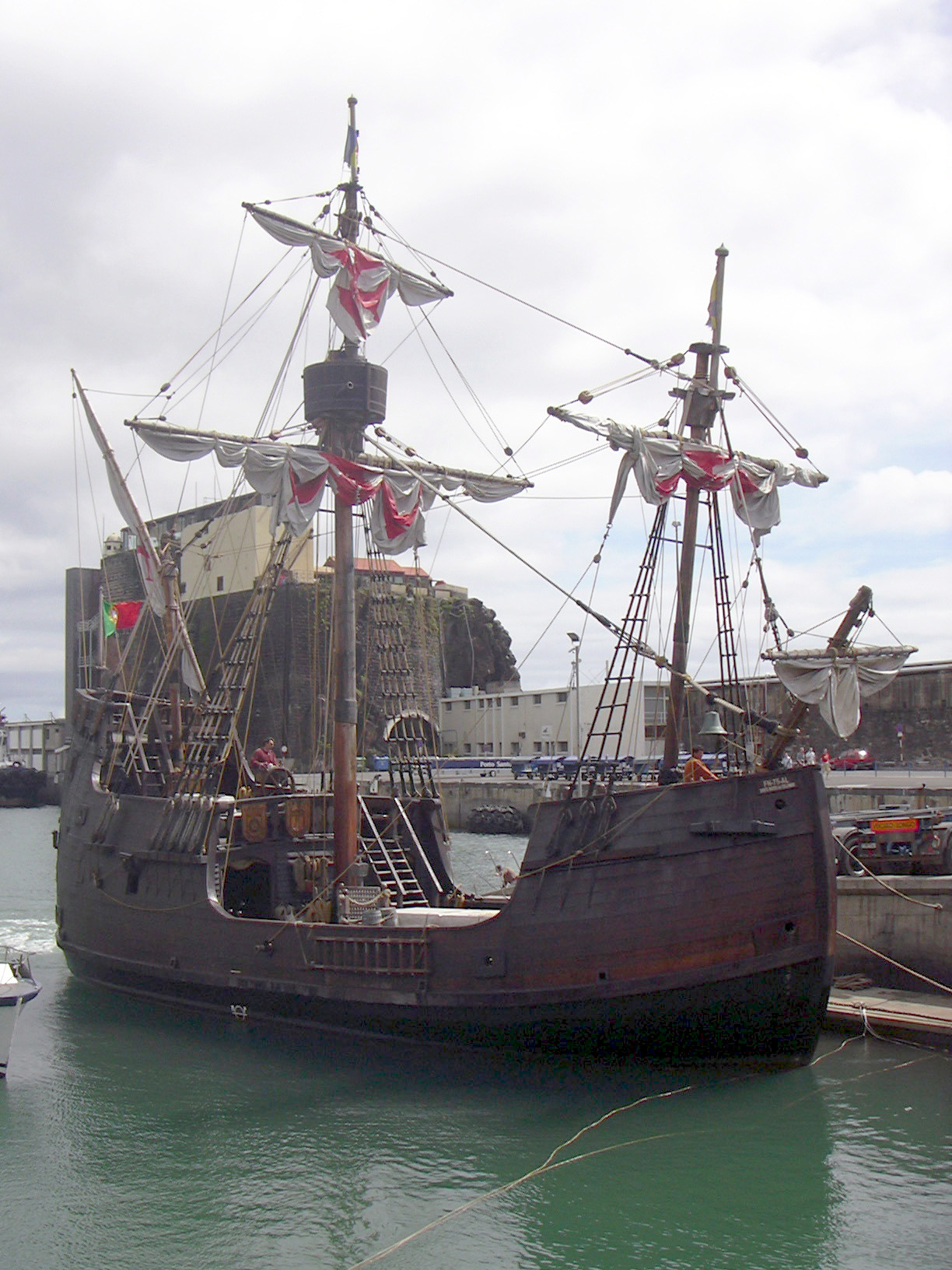
Une reconstitution de la caraque Santa Maria de Christophe Colomb.

Jusqu'à la Renaissance, la technologie de la navigation reste primitive, basée sur les acquis techniques des civilisations méditerranéennes de l'Antiquité. L'absence d'avancée technologique importante n'empêche pas certaines civilisations de prospérer grâce à leur maîtrise de la navigation, comme les républiques maritimes de Gênes et de Venise, ou encore la marine byzantine. Les Vikings utilisent leurs knörrs pour explorer l'Amérique du Nord, commercer dans la mer Baltique et envahir ou piller de nombreuses régions côtières d'Europe occidentale.
Vers la fin du XIVe siècle, des navires comme les cogues commencent à être systématiquement équipés de tours installées sur le pont, à la proue et à la poupe. Ces tours rendent le navire instable, et au XVe siècle, les caraques et les caravelles, les supplantent. Les tours sont progressivement remplacées par des châteaux installés à la proue et à la poupe, comme sur la Santa Maria de Christophe Colomb. L'invention du bordage à franc-bord permet une autre innovation beaucoup plus décisive, celle du sabord, et de l'artillerie qui y est associée.

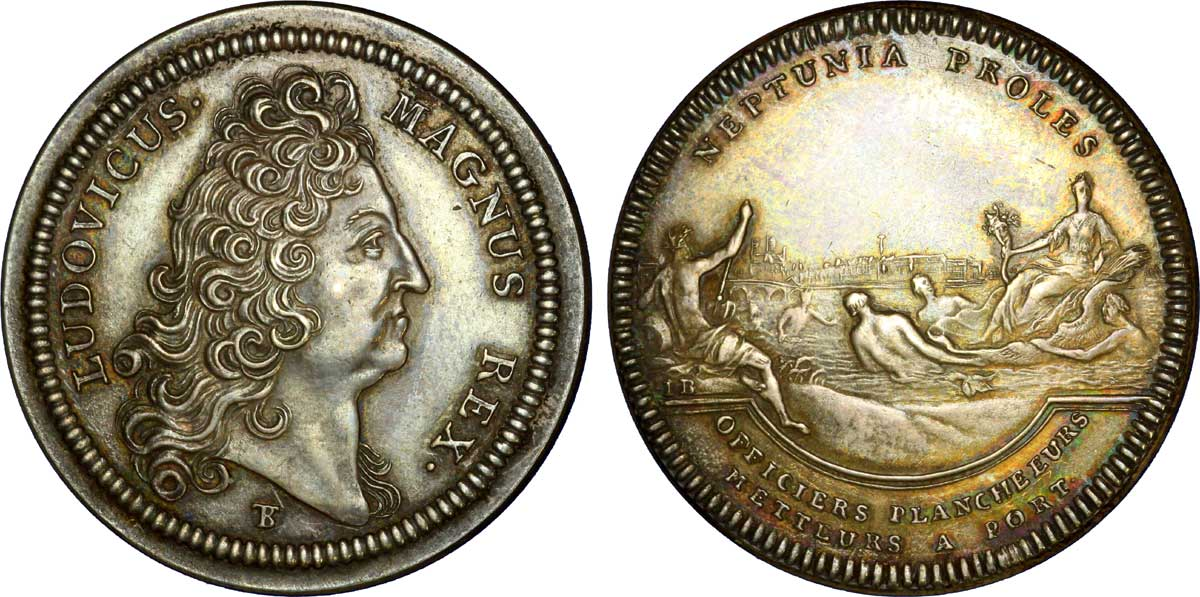
Jeton de la corporation des planchéeurs, metteurs à port.

Au XVIe siècle, l'usage du franc-bord et des sabords se généralise sur les galions, ainsi que les ponts multiples, qui permettent d'augmenter le nombre de sabords et donc la puissance de feu. Les Anglais modifient leurs navires en conséquence, et font la preuve de l'efficacité de leur doctrine, en vainquant en 1588 l'Invincible Armada.
La technique maritime dans la partie asiatique du globe se développe d'une façon assez similaire à celle de l'Europe, en matière d'efficacité et de complexité des bateaux. On peut noter des références d'actions navales japonaises dans les rapports de l'invasion mongole du Japon par la marine de Kubilai Khan en 1281. Il est probable que les Mongols permettent à cette époque le lien entre connaissances technologiques européennes et asiatiques.

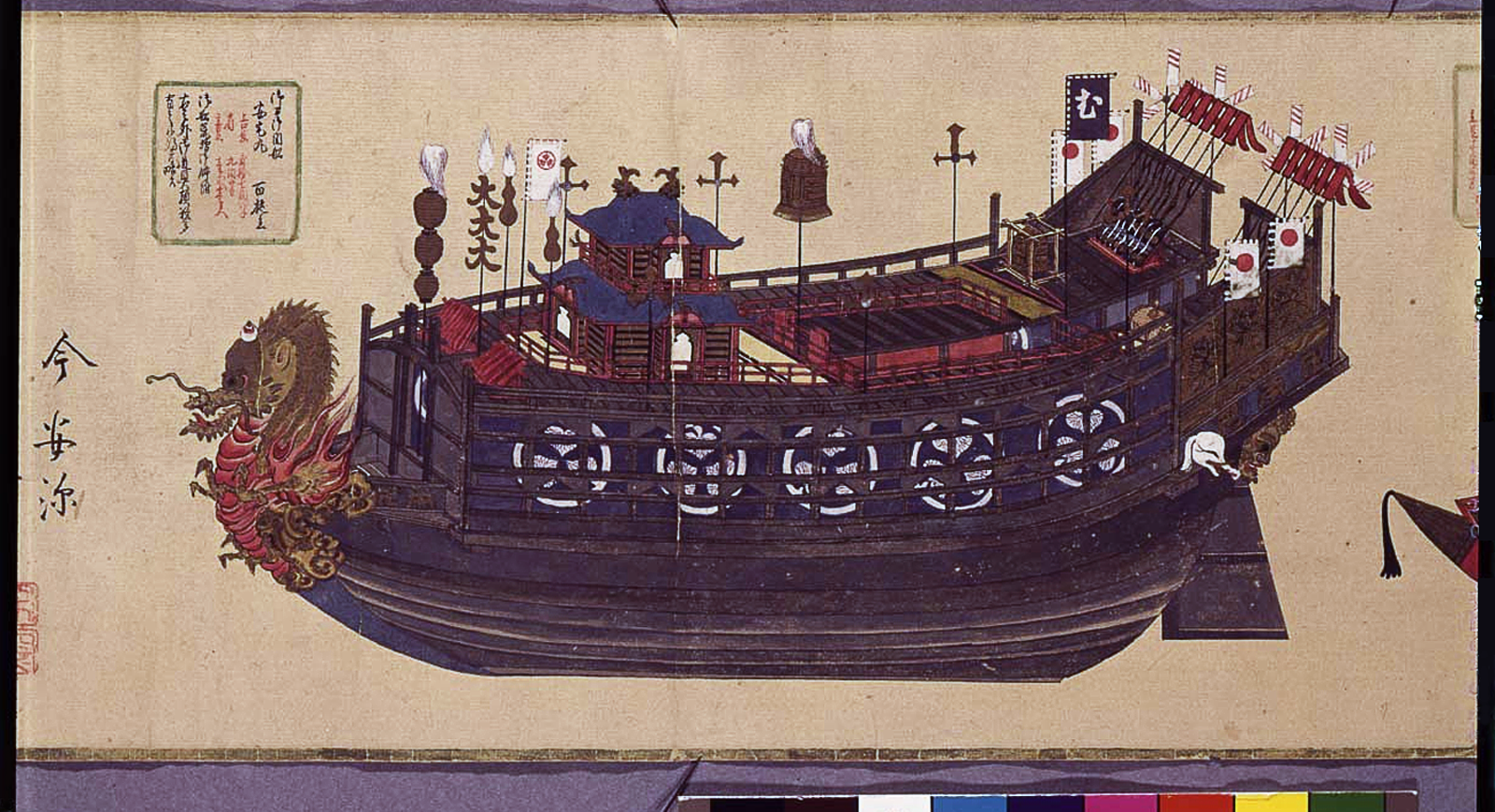
Un atakebune japonais du XVIe siècle.

En Chine, 50 ans avant Christophe Colomb, Zheng He parcourt le monde à la tête d'une armada gigantesque pour l'époque, dont les plus grandes jonques comptent 9 mâts, mesurent 130 mètres de long et 55 mètres de large. L'armada de Zheng He emporte 30 000 hommes à bord de 70 vaisseaux, l'objectif des expéditions se limitant à vanter la gloire de l'empereur chinois.
Au Japon, au cours de l'époque Sengoku (XVe au XVIIe siècle), les grands féodaux qui luttent pour la suprématie font construire de grandes flottes côtières de plusieurs centaines de bateaux, comme les Atakebune.

### Spécialisation et modernisation

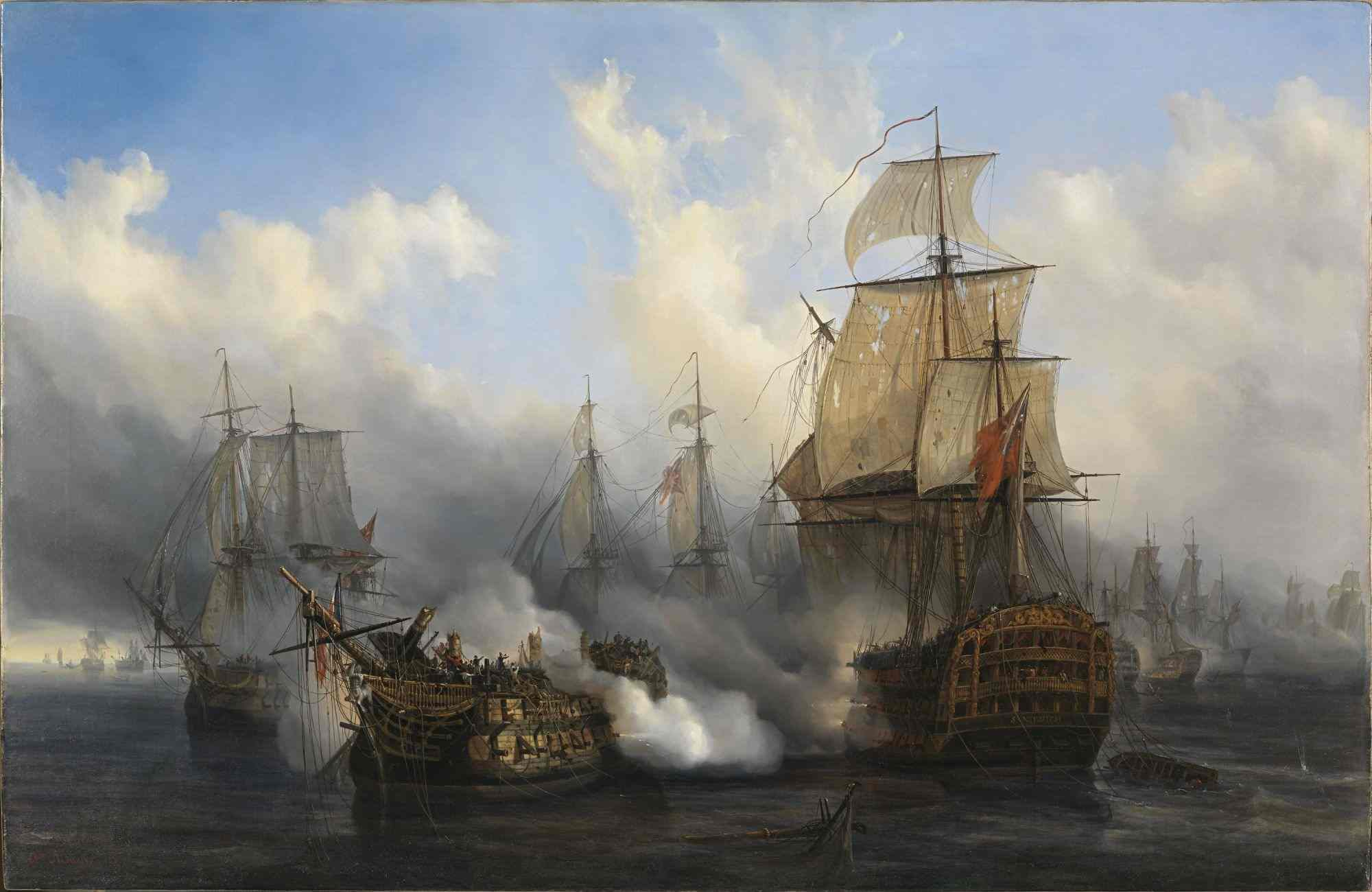
Le Redoutable à Trafalgar (Auguste Mayer)
1836,, musée national de la Marine, Paris
Le (à droite - 90 canons, non présent à la bataille) achève le Bucentaure (à gauche - vaisseau de 80 canons, confondu à tort avec le Redoutable, lequel venait de combattre durant 2 heures le, vaisseau de 104 canons de Nelson, ici représenté à l'arrière plan).

Parallèlement à la spécialisation militaire, on constate entre l'Antiquité et la Renaissance une différenciation de plus en plus nette entre marine de pêche et marine commerciale. La pêche reste, et restera jusqu'à la fin du XIXe siècle, une activité essentiellement côtière, de cabotage, pratiquée par des individus ayant par ailleurs peu de moyens financiers, donc utilisant des bateaux de petite taille. Le commerce maritime, lui, connaît un essor progressif qui pousse à l'emploi de grands navires, tels que les gabares, affrétés par des compagnies maritimes aux moyens financiers importants. Cette activité de commerce reste également associée, en Europe du moins, à l'activité exploratoire, qui s'autofinance par les retombées commerciales de l'exploration.
Lors de la première moitié du XVIIIe siècle, la marine française met au point un nouveau type de navire, portant soixante-quatorze canons. Ce type de navire devient l'ossature de toutes les flottes de combat européennes. Ces vaisseaux de 56 mètres de long nécessitent chacun plus de 3500 chênes centenaires pour leur construction, ainsi que 40 km de cordage. Ils emportent un équipage de près de 800 marins et soldats.

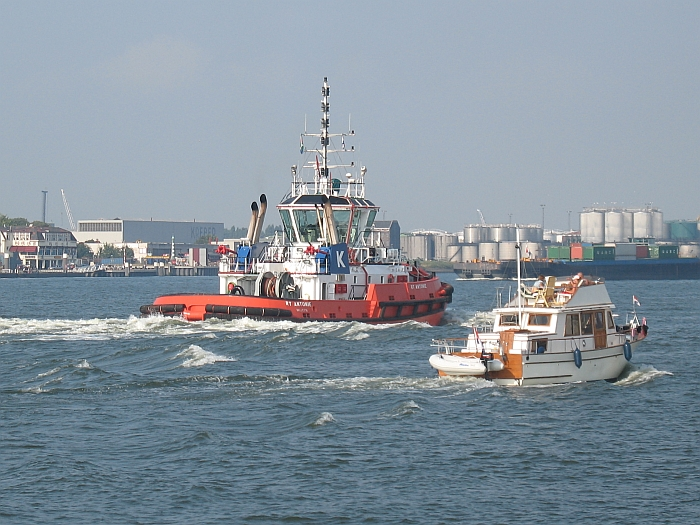
Un petit bateau de plaisance et un remorqueur à Rotterdam.

La différenciation des fonctions des navires évolue peu jusqu'à la fin du XIXe siècle. La révolution industrielle et l'arrivée de nouvelles méthodes de propulsion (mécanique) et de construction (métallique) déclenchent par contre une explosion des différenciations. Le besoin d'avoir des bateaux de plus en plus efficaces pour les missions qui leur sont confiées, la fin des conflits systématiques pour la suprématie maritime, l'augmentation des capacités financières des puissances industrielles, engendrent une prolifération de bateaux à usage de plus en plus spécialisé, autant dans les domaines de la pêche et du commerce que dans le domaine militaire. On voit également apparaître des navires très spécialisés dans des fonctions nouvelles, comme les bateaux de sauvetage, les navires scientifiques, les bateaux pompiers.
On comprend dès lors qu'une classification des bateaux par type ou par fonction est difficile. Soit on se limite aux quatre fonctions historiques : pêche, commerce, militaire, exploration, la classification est très généraliste, et déjà à ce niveau on a des difficultés à classifier la plupart des navires anciens; soit on classifie selon les types de navires spécialisés contemporains, et on ne sait alors vraiment plus comment classer les navires anciens. La difficulté est augmentée par le fait que la désignation de nombre de types de bateaux, comme sloop, frégate… est autant utilisée pour désigner des navires anciens que des bateaux modernes n'ayant parfois pas grand-chose à voir avec leurs prédécesseurs.
Distinguer les bateaux anciens des bateaux modernes est également difficile, nombreux étant ceux pouvant relever des deux périodes.

### Situation actuelle

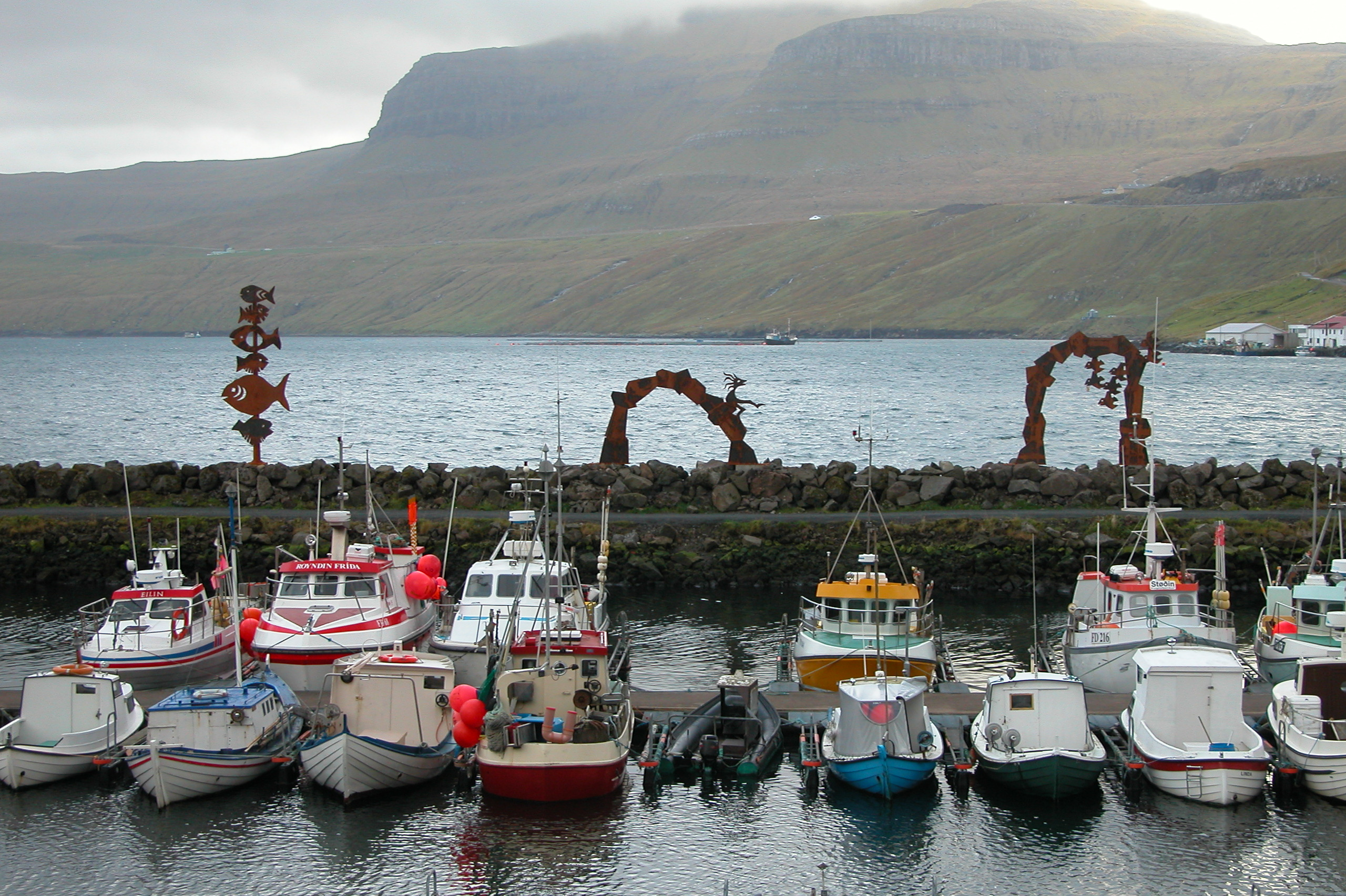
Flottille de pêche aux îles Féroé, mêlant chalutiers modernes à l'arrière-plan et embarcations traditionnelles à l'avant-plan.

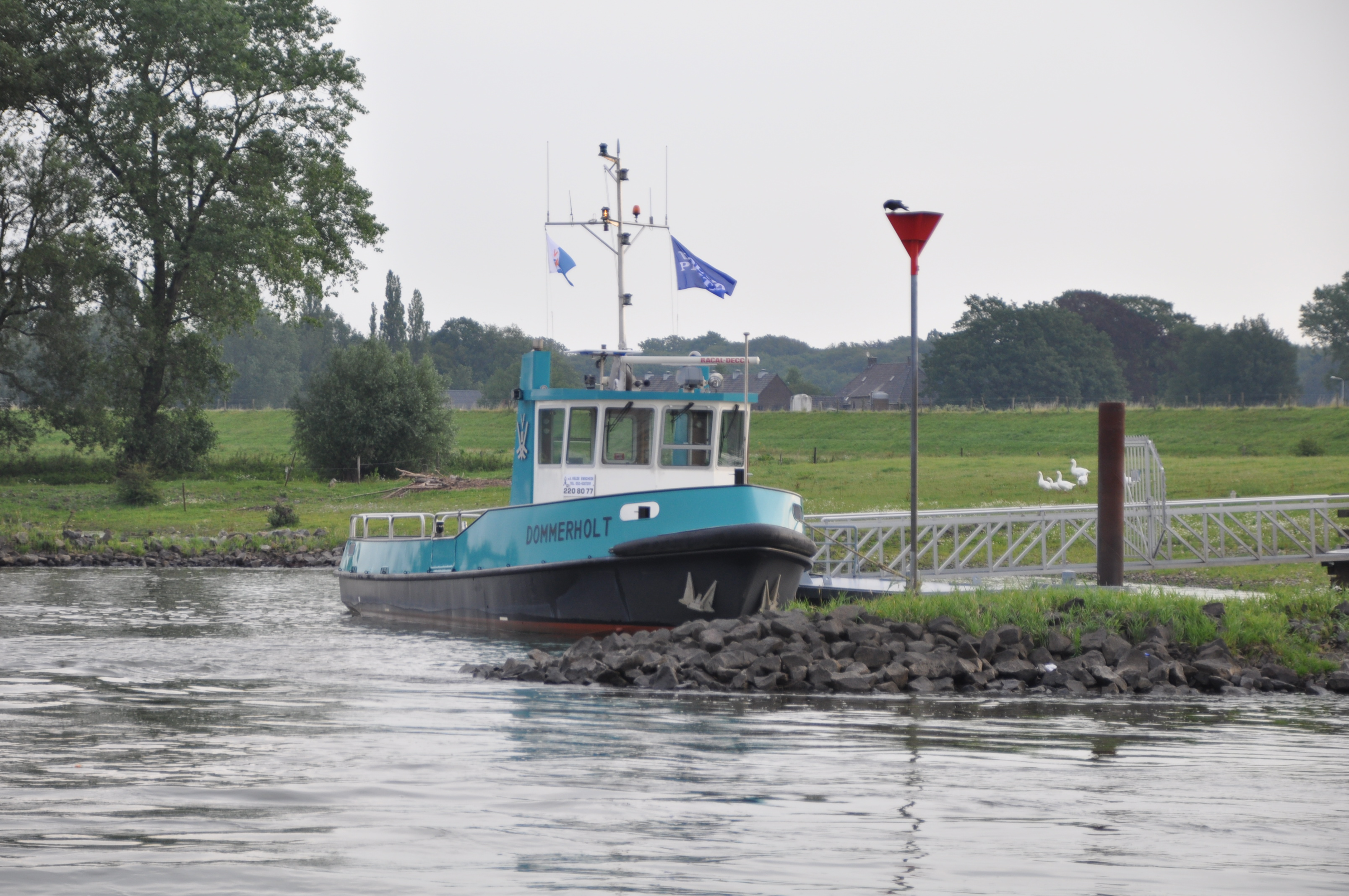
Bateau de liaison entre les deux rives de l'IJssel, en province de Gueldre (Pays-Bas).

Actuellement, les bateaux et navires restent des outils essentiels pour le commerce international et local, la sécurité des États ou le rayonnement culturel.
La flotte de commerce comprenait 34 882 navires de plus de mille tonneaux de jauge brute en 2007, totalisant 1,04 milliard de tonnes de port en lourd ; ils ont transporté 7,4 milliards de tonnes de marchandises en 2006, une somme qui a augmenté de 8 % par rapport à l'année précédente; la flotte de commerce croît au même rythme. Pour ce qui est du tonnage, 37,5 % de ces navires sont des pétroliers, 35,8 % des vraquiers, 10,9 % des porte-conteneurs et 10,3 % des cargos polyvalents.
En 2002, on comptait 1 240 bâtiments de guerre en activité dans le monde, sans les petites unités comme les corvettes et patrouilleurs. Les États-Unis possédaient 3 millions de tonnes de matériel, la Russie 1,35 million, le Royaume-Uni 504 660 tonnes et la Chine 402 830 tonnes. Si le XXe siècle a vu se passer de nombreux engagements navals lors des deux guerres mondiales, il a aussi été marqué par la guerre froide et la montée en puissance des forces navales des deux blocs. Actuellement, les grandes puissances se servent de leur marine pour la projection de puissance (mener une guerre loin de son territoire, comme le Royaume-Uni aux Malouines ou les États-Unis en Irak) ou pour la défense de leur territoire.
Il est plus difficile d'estimer le nombre de bateaux de pêche : les plus grands sont comptés comme navires de commerce, les plus petits sont innombrables: on peut en trouver dans la plupart des villages de bord de mer dans le monde, assurant la subsistance de leurs habitants. En 1995, la FAO estimait la flotte de pêche mondiale à quelque 3,8 millions de navires, dont un tiers de navires pontés et deux tiers d'embarcations non pontées d'une longueur généralement inférieure à 10 mètres. On estime que 132,2 millions de tonnes de poissons et de coquillages ont été produites en 2003. En 1990, 28,6 millions de pêcheurs étaient en activité dans le monde.
La flotte de plaisance est encore plus difficile à estimer, puisqu'elle rassemble un grand nombre d'embarcations, de bateaux annexes, etc. Rien qu'en France, 837 182 bateaux de plaisance étaient immatriculés en 2003, dont 75 % de bateaux à moteur.

## Anatomie

Quelques éléments constitutifs d'un bateau ponté : 1- cheminée - 2- arrière, poupe ou "cul" - 3- hélice devant le safran - 4- bordé de la coque - 5- ancre - 6- bulbe d'étrave - 7- avant, proue ou étrave - 8- pont ou gaillard d'avant et 9- superstructure.

Quelle que soit sa taille, un bateau comprend toujours divers éléments constitutifs. On trouve un flotteur, solide fermé assurant l'étanchéité, constitué principalement de la coque et éventuellement d'un pont la recouvrant. Il dispose d'un système propulsif, souvent d'un appareil à gouverner. Suivant l'utilisation du bateau, on trouve ensuite divers locaux : logement, cale, soute, compartiment machine, et des équipements lui permettant d'assurer sa fonction, comme des grues pour les cargos.

### Flotteur

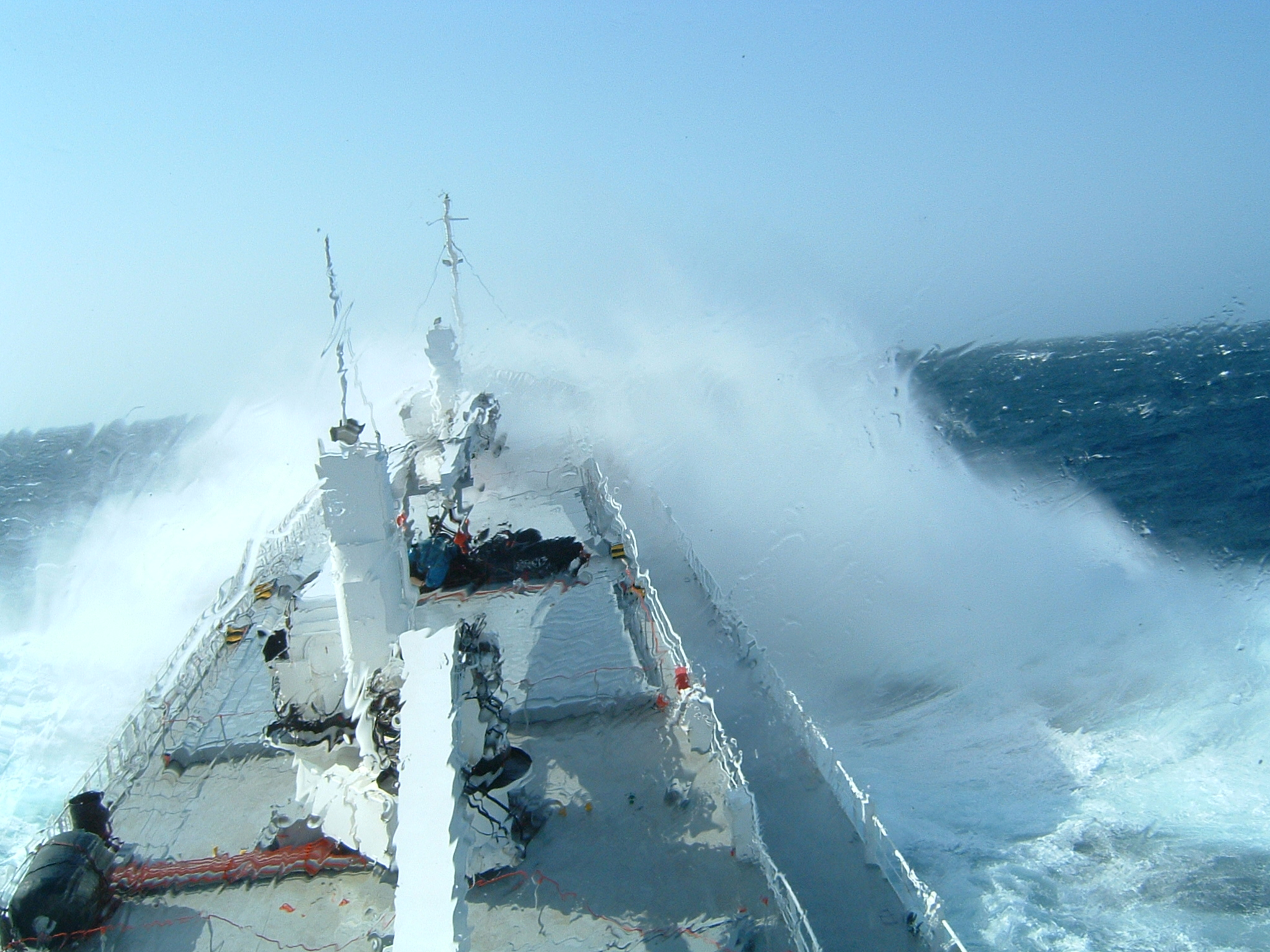
La coque doit pouvoir supporter les dures conditions de mer : illustration sur un navire frigorifique dans du mauvais temps.

Le flotteur (la coque) doit avoir pour première caractéristique d'être plus léger que le poids d'eau correspondant à son volume, afin que la poussée d'Archimède lui permette de flotter. La coque peut prendre plusieurs formes, de simples rondins de bois assemblés pour constituer un radeau, aux coques composites des voiliers de compétition. Il peut y avoir une seule coque (monocoque), deux (catamaran), trois (trimaran) mais rarement plus, bien que certaines expériences soient tentées avec des pentamarans comme futurs navires de commerce. Les coques sont en général parallèles les unes aux autres, et reliées par des bras.
La coque est divisée en plusieurs éléments : l'étrave est la partie la plus à l'avant, le brion est la partie avant sous la flottaison ; la quille ou la ligne de quille le prolonge sur sa longueur ; l'arrière est formé d'un étambot et d'un tableau arrière. La coque comporte souvent des appendices servant à la propulsion (hélice), à la giration (gouvernail), à limiter certains mouvements (quilles de roulis), à l'hydrodynamisme (bulbe d'étrave) ou aux fonctions du navire (apparaux de pêche, dôme sonar). La flottaison sépare les œuvres vives en dessous et les œuvres mortes au-dessus.
La coque supporte enfin les différentes contraintes : contraintes hydrostatiques puisqu'elle doit supporter le poids du bateau, souvent inégalement réparti ; contraintes hydrodynamiques provenant du choc des vagues ; elle doit aussi prévenir le naufrage en cas de collision ou d'échouement. Elle est ainsi souvent doublée sur les plus gros navires, notamment les pétroliers. La coque est construite en bois pour les navires anciens et certains bateaux de plaisance, en acier pour la majorité des navires de commerce, en aluminium pour les navires rapides, en plastique pour de nombreux bateaux de plaisance et en composite pour les voiliers rapides.

### Appareil propulsif

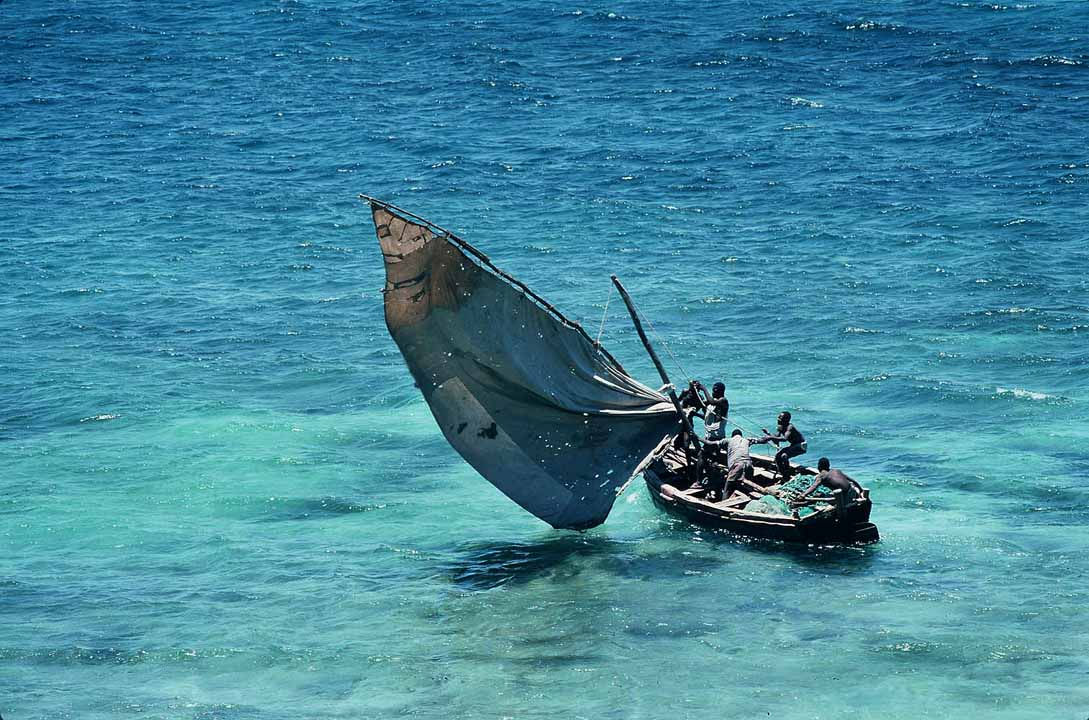
Voilier de pêche traditionnel du Mozambique.

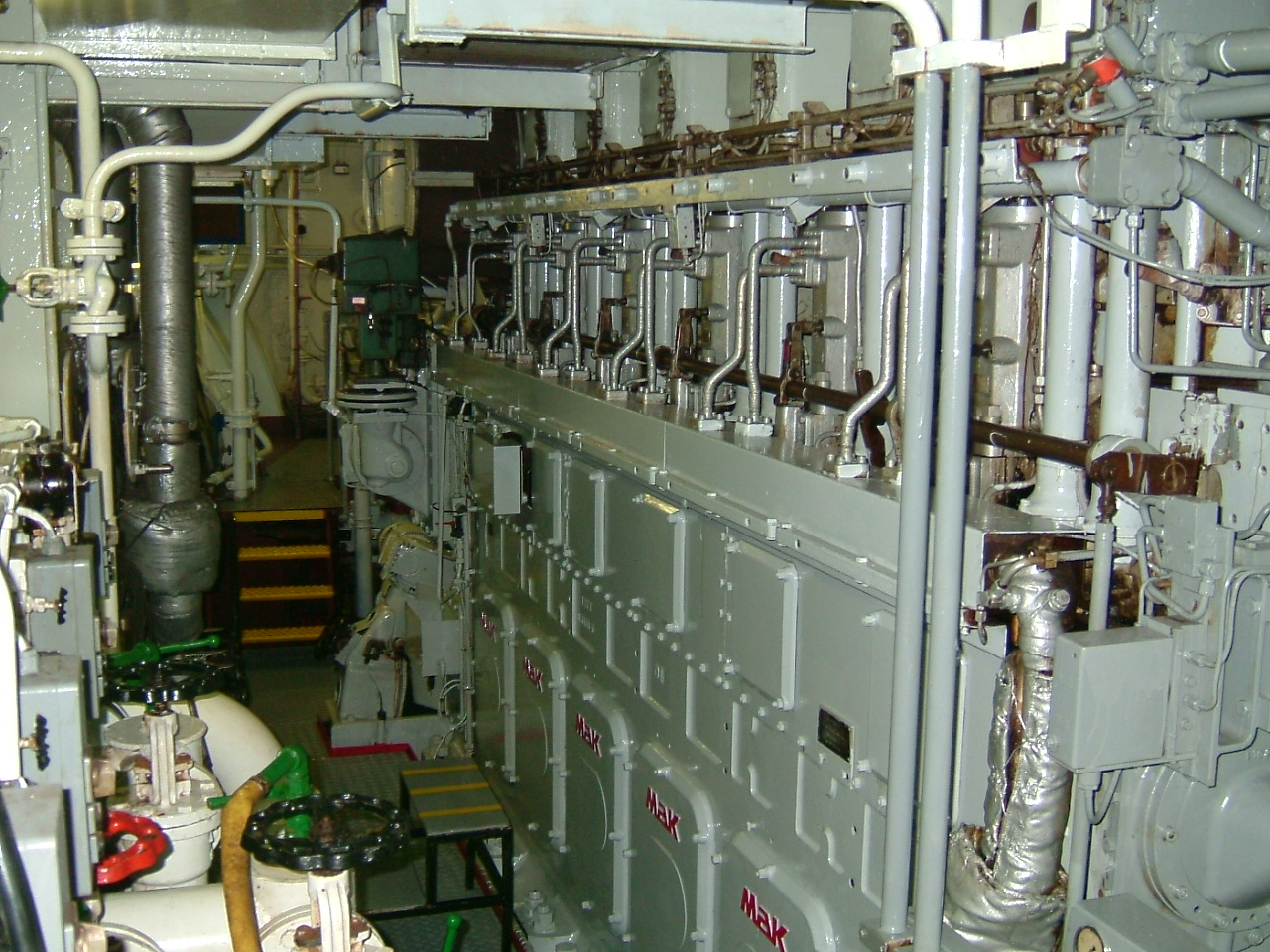
Moteur Diesel quatre-temps sur un navire de charge.

Si le système propulseur peut être constitué d'une simple pagaie, on trouve aussi sur les grands cargos, les plus gros moteurs Diesel au monde. La propulsion relève de trois catégories: propulsion humaine, propulsion vélique et propulsion mécanique. La propulsion humaine comprend la perche, encore utilisée en zone marécageuse, l'aviron (sport) utilisé en compétition et historiquement sur les galères, la pagaie, la godille et le pédalo. Actuellement ces systèmes sont réservés aux petites embarcations ou comme propulsion d'appoint sur les petits voiliers.
La propulsion vélique s'effectue au moyen de voiles dressées sur un ou des mât(s), supportées par des espars et contrôlées par des cordages. Historiquement le système le plus employé jusqu'au XIXe siècle, il est maintenant réservé à la plaisance, aux régates et aux grands voiliers d'apparat. Cependant, des systèmes expérimentaux sont testés afin de réaliser des économies de carburant sur les grands navires, tels que la turbovoile ou le cerf-volant de traction.
La propulsion mécanique comprend un moteur et un propulseur. Le moteur s'est d'abord développé avec la machine à vapeur, maintenant remplacée dans la plupart des utilisations par des moteurs Diesel deux-temps ou quatre-temps, par un moteur hors-bord à essence sur les petites unités, par une turbine à gaz sur les navires rapides (NGV, frégates…), ou par un groupe diésel-électrique pour des applications avancées. Certaines machines avancées combinent deux systèmes, comme le CODAG pour Combined Diesel and Gas (moteur Diesel et turbine à gaz combinés, sur les bâtiments de guerre). Des moteurs électriques ont parfois été utilisés, par exemple sur des paquebots. Enfin, l'énergie nucléaire est employée sur des navires de guerre et les brise-glaces.
Le propulseur le plus courant est l'hélice et ses diverses variantes: hélices jumelles, supra-divergentes ou supra-convergentes, à pas variable, en tuyère… un petit bateau possède souvent une seule hélice et un porte-avions jusqu'à quatre, complétées par des propulseurs transversaux, d'étrave ou d'arrière.. La puissance est transmise aux hélices par un arbre d'hélice relié éventuellement à un réducteur. Les hélices peuvent être montées sur des supports externes (arbres porte-hélices) ou (Z-drive, pods) ou remplacées par un système similaire (propulseur Voith-Schneider, hydrojets). Il existe enfin des systèmes expérimentaux (propulsion magnétohydrodynamique, à réaction) dont l'utilisation est réservée aux applications militaires ou aux records de vitesse.

### Appareil à gouverner

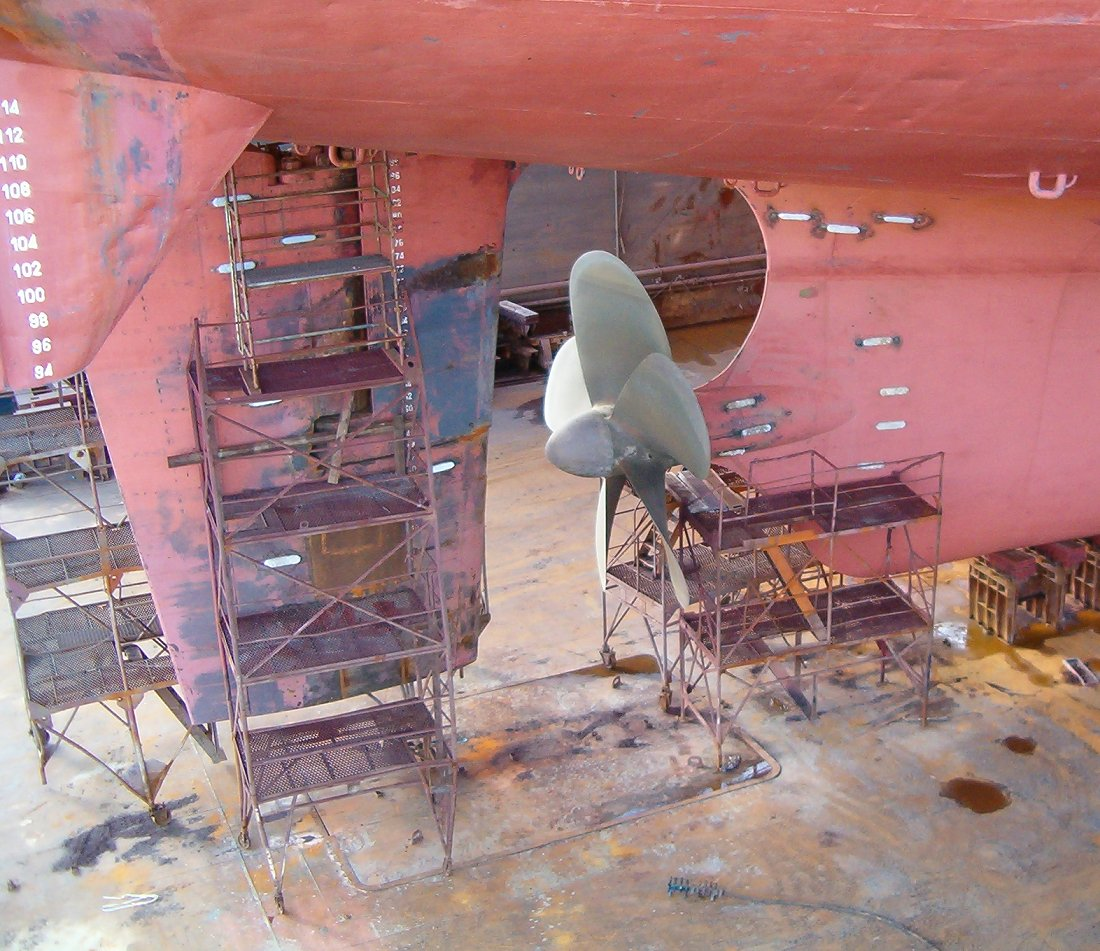
Safran d'un navire en cale sèche au chantier de Remontowa à Gdańsk en Pologne.

Sur un bateau à propulsion humaine, un système pour contrôler la direction peut ne pas être nécessaire. Il le devient en cas de propulsion mécanique ou vélique. Le dispositif le plus courant est un gouvernail constitué d'un safran, plan immergé à l'arrière de la coque, pouvant être braqué pour générer une force latérale servant à faire tourner le bateau. Le safran est braqué par la barre, actionnée manuellement ou par un pilote automatique. Le gouvernail peut être supprimé quand le propulseur est orientable : moteur hors-bord, pods ou Z-drive.
En appoint, les propulseurs d'étrave permettent de faire éviter (tourner) le bateau à faible vitesse, par exemple dans les ports ou pour les navires à positionnement dynamique. Les voiles situées aux extrémités d'un voilier ont également un rôle plus directionnel que propulsif.

### Cales, locaux et superstructures

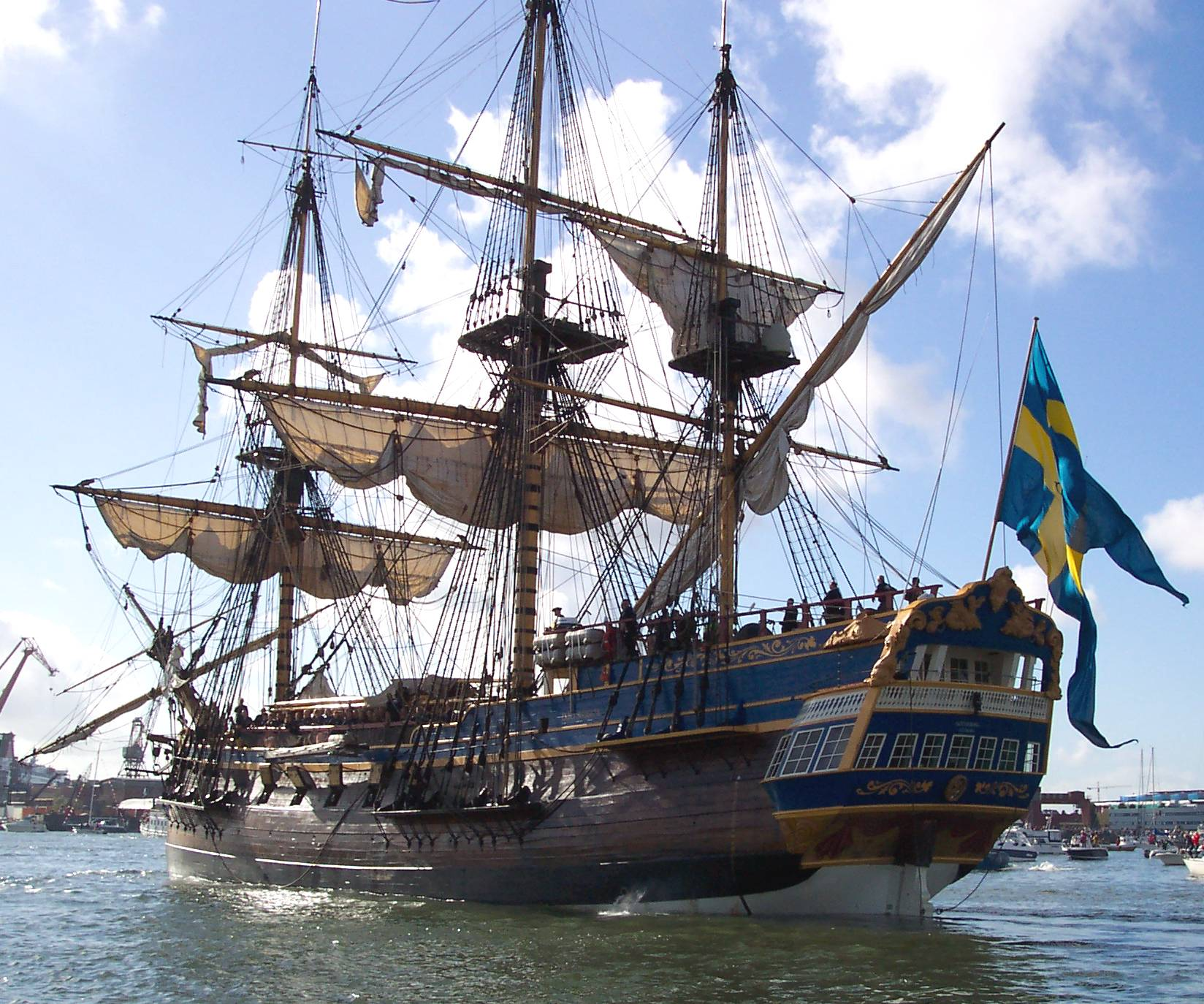
Dunette richement décorée sur le trois-mâts Götheborg.

Dès qu'il atteint une certaine taille, de l'ordre de huit mètres de longueur, un bateau possède souvent un ou plusieurs ponts fermant la coque et divisant l'espace horizontalement. Le pont principal constitue un élément essentiel de la rigidité de la poutre-navire. Sur un voilier de plaisance, ils serviront à délimiter une cabine pour l'habitation ; sur un bateau plus grand (bateau de pêche ou de commerce), on trouvera une ou plusieurs cales abritant les marchandises, une salle des machines pour l'appareil propulsif, divers locaux permettant le travail, et des cabines pour l'équipage. Des réservoirs permettent de stocker le carburant, l'huile de moteur et l'eau douce. Enfin, des ballasts sont aménagés afin d'équilibrer le navire.
Au-dessus du pont principal, on trouve diverses superstructures dont la fonction est parfois esthétique. Elles sont en général très basses sur un voilier, entièrement à l'arrière sur un navire de charge, s'étendant sur toute la longueur pour un navire des passagers, ou divisées en plusieurs éléments sur les grands voiliers.

### Équipements

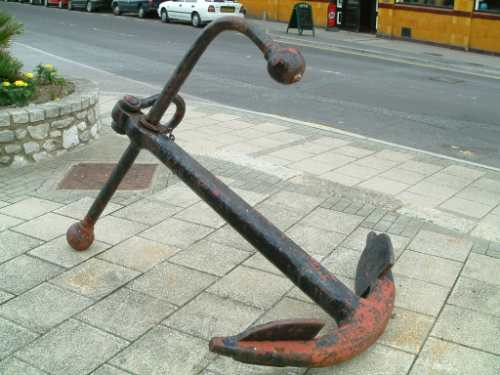
L'ancre à jas est le symbole courant des bateaux et de la navigation.

Si chaque type de bateau a ses équipements propres (se reporter à chaque article pour les détails), certains équipements sont communs à de nombreux types:
- Une ou plusieurs ancres à l'avant permet le mouillage et l'immobilisation du bateau en eaux peu profondes. Elle est reliée à une chaîne passant à travers un écubier jusqu'au puits aux chaînes. les chaînes et les ancres ainsi que les apparaux constituent les lignes de mouillages qui sont manœuvrées par un guindeau ou un cabestan.
- Un mât permet de porter les antennes, feux de navigations, pavillons, radar, corne de brume, etc. conformément à la législation. Sur un voilier, le ou les mâts portent également les voiles; ils sont maintenus par des manœuvres dormantes, tandis que les voiles sont contrôlées par des manœuvres courantes. L'ensemble de la mâture forme le gréement.
- Divers apparaux tels que cabestans, guindeaux, treuils ou winchs servent à manœuvrer les cordages pour l'amarrage, les voiles ou les grues.
- Des grues ou des mâts de charge sont utilisés pour charger et décharger des marchandises au travers d'ouvertures pratiquées dans le pont (écoutilles recouvertes de panneaux de cale) ou dans la coque (portelones). Une coupée permet aux personnes de transiter entre le bateau et la terre.
- L'accastillage comprend enfin les diverses pièces d'équipement nécessaires pour les manœuvres.

Finalement, à partir d'une certaine taille, tout bateau emporte une embarcation de sauvetage ou un radeau de sauvetage assurant la sécurité des personnes en cas de naufrage.

## Fonctionnement

### Hydrostatique

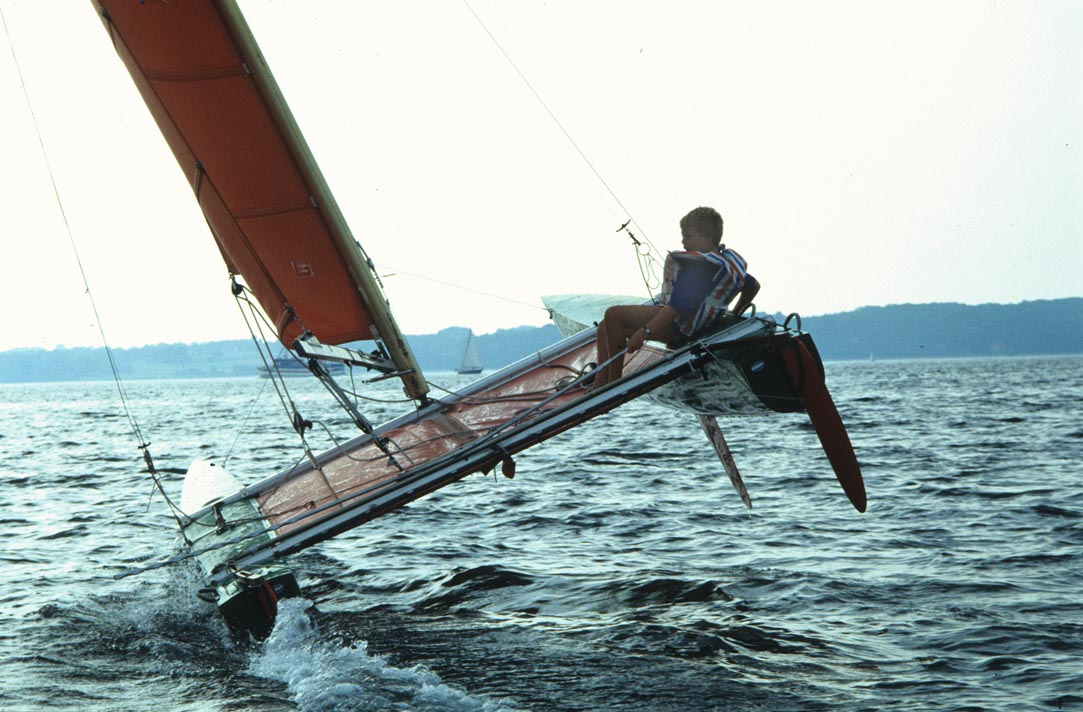
Catamaran « Tornado » à la gîte : la stabilité est assurée par l'écartement entre les coques.

La sustentation d'un bateau peut être assurée de différentes façons :
- pour un bateau « archimédien » ou « à déplacement », le poids de la coque est compensé par la poussée d'Archimède correspondant au poids du volume d'eau déplacé (d'où le terme de déplacement). C'est le cas de tous les gros navires et de la majorité des bateaux « classiques ».
- pour un bateau à coque « planante », de type hydroptère, la sustentation est hydrodynamique : le bateau flotte à l'arrêt mais la coque se soulève à pleine vitesse grâce à l'action de l'eau sur les surfaces portantes, réduisant d'autant la résistance de l'eau.
- pour les navires à effet de surface et les aéroglisseurs, la sustentation est assurée de façon aérostatique soit par un coussin d'air, soit par la création d'une poche d'air par effet de surface.

Le bateau est en équilibre d'une part lorsque les forces sont d'égale grandeur, donc quand l'immersion est suffisante pour que la poussée d'Archimède compense le poids ; d'autre part lorsque les moments sont équilibrés. Le bateau prend ainsi une position d'équilibre. Si les poids sont également répartis, le bateau flotte avec une inclinaison nulle, mais l'action des vagues, du vent et le déplacement des poids (déplacement de l'équipage, du lest, de la cargaison) entraîne une inclinaison par rapport à l'axe longitudinal (gîte) ou transversal (assiette). Si la gîte est prévue sur les voiliers en raison de l'action du vent, elle est évitée autant que possible sur les bateaux à moteur : elle est source d'inconfort et de risques puisqu'une gîte excessive peut mener au chavirage.
L'équilibre et la stabilité d'un bateau sont donc étudiés d'une part de façon statique (répartition des poids) et dynamique (action des vagues et du vent). Les moyens pour compenser une gîte excessive sont le déplacement de l'équipage sur les petits voiliers, le réglage des voiles selon l'allure, un lest fixe (placé en bas de la quille) ou orientable, ou des ballasts pouvant être remplis d'eau. L'assiette est compensée de la même façon.

### Hydrodynamique

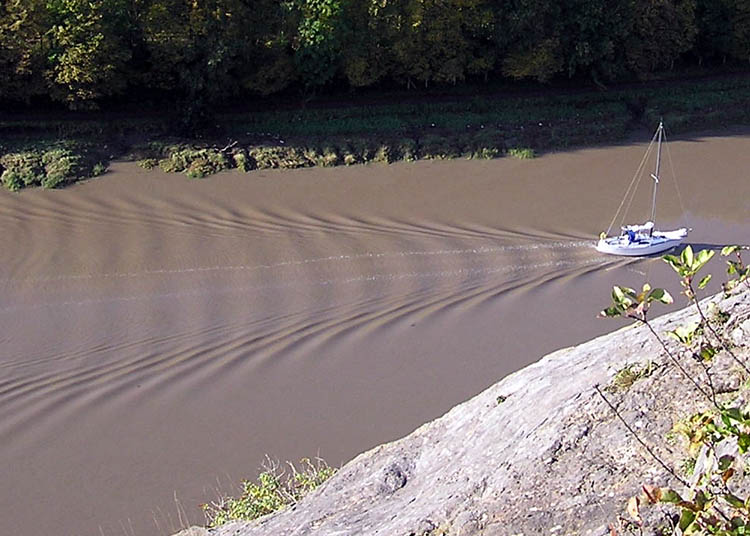
Le sillage d'un bateau provoque des remous à l'origine du phénomène de batillage qui entraîne une érosion des berges.

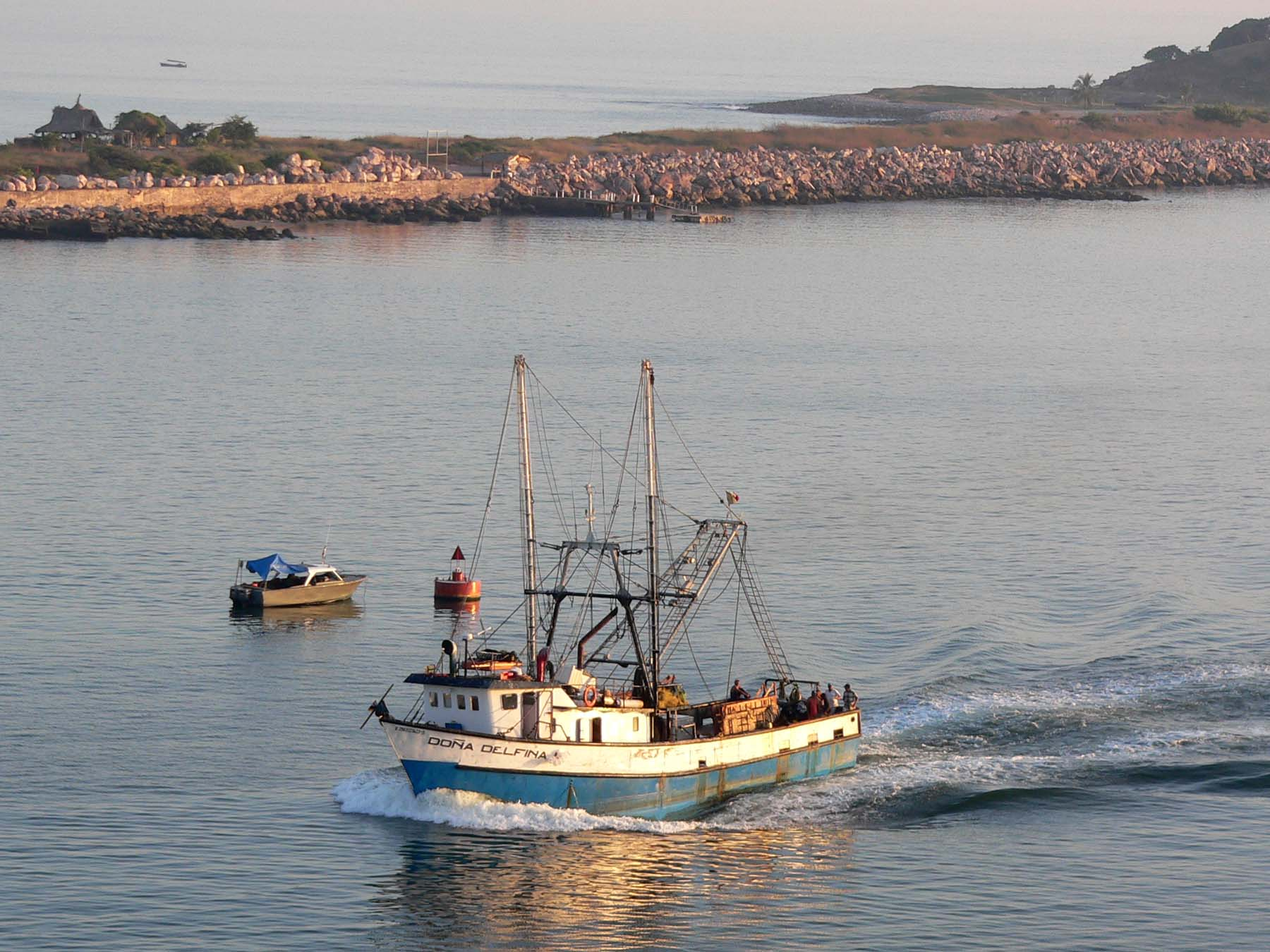
Système de vagues généré par le bateau de pêche Doña Delfina aux formes assez pleines.

L'avancée d'un bateau est contrariée par la résistance de l'eau. Cette résistance peut être décomposée en plusieurs composants dont les principaux sont la friction de l'eau sur la coque et la création de vagues. Pour réduire la résistance et donc accroître la vitesse pour une puissance donnée, il faut réduire la surface immergée et utiliser des formes de coque produisant des vagues d'amplitude moindre. Pour cela, les bateaux rapides sont souvent plus fins, avec des appendices de taille plus réduite ; la friction de l'eau est aussi réduite par un entretien régulier de la coque sur laquelle se déposent des animaux et des algues, en l'enduisant d'un antifouling. La résistance de vague peut être réduite par l'ajout d'un bulbe d'étrave et par des formes régulières et fines.
Cependant, la résistance à l'avancement grandit très vite pour un navire à déplacement lorsque le nombre de Froude atteint 0,4 ; pour dépasser cette vitesse, il faut soit alléger et affiner la coque soit utiliser une portance dynamique additionnelle permettant à la coque de « déjauger » et de réduire la résistance :
- coques « planantes ». C'est le cas de dériveurs de course comme les 49ers, des "hors-bords", des vedettes et de certains navires à passagers rapides,
- catamarans à ailes immergées (foils), hydroptères,
- portance aérostatique (coussin d'air).

Mouvements d'un bateau selon les trois axes : 1- pilonnement - 2- embardée - 3- cavalement - 4- lacet - 5- tangage et 6- roulis.

Pour les grands projets, disposant d'un financement adéquat, la résistance hydrodynamique peut être testée dans un bassin d'essais des carènes ou en utilisant la simulation numérique.
Le bateau subit également des mouvements dus à son déplacement dans l'eau : ces mouvements peuvent être éprouvants pour les passagers et pour le matériel et doivent être maîtrisés si possible. Le roulis peut être limité par une quille de roulis, par des ailerons stabilisateurs ou par un système de poids ; le tangage est plus difficile à limiter et peut devenir dangereux si l'avant du bateau tape dans les vagues, phénomène appelé tossage. C'est en général au stade de la conception que la forme de coque est optimisée pour cela ; lors de la navigation, c'est le centrage des poids, le matossage, et le changement de route (ou d'allure) qui permet de limiter les mouvements.

### Structure

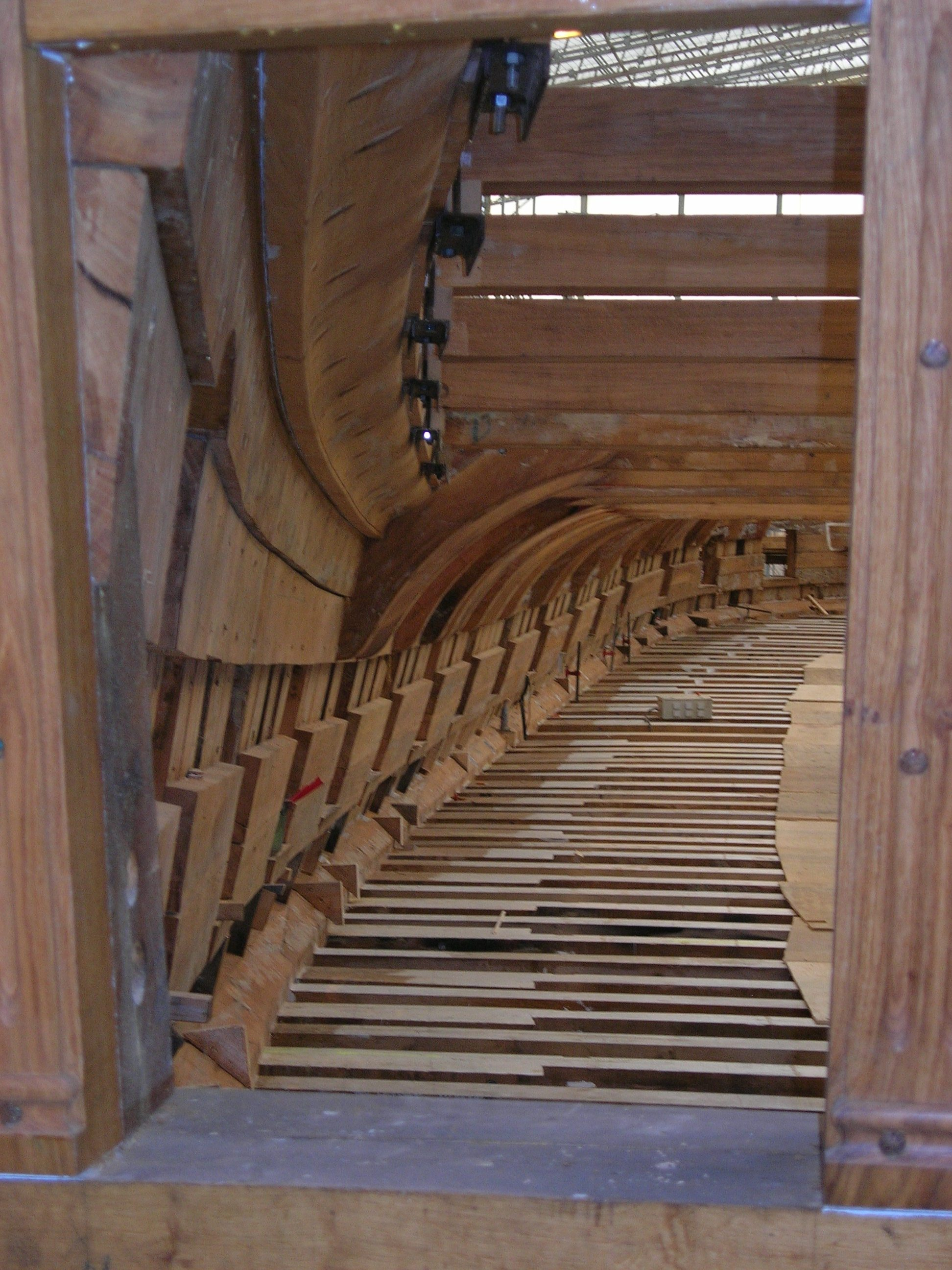
Reconstruction de la frégate Hermione à Rochefort en bois massif.

La structure absorbe la répartition des masses, le choc des vagues, les efforts dus à l'avancée dans l'eau et à la pression du vent, et les diverses contraintes de la navigation ou du port. La structure est constituée de deux parties : la charpente primaire ou principale qui soutient la structure, et la charpente secondaire plus dense qui est associée au bordé pour le raidir. Cette distinction est claire pour la construction en bois massif ou en métal, mais disparaît sur les constructions à clin ou en sandwich, où la structure est intégrée au bordé. La charpente est complétée par un système de raidisseurs transversaux (des raidisseurs sont ajoutés transversalement, comme les membrures et les barrots) ou longitudinaux (raidisseurs longitudinaux comme les lisses). Des renforts sont ajoutés aux endroits subissant de fortes contraintes : carlingue, base du moteur, support de l'arbre d'hélice, épontilles, pied de mât et cadènes, etc.
La structure a aussi le rôle d'absorber le bruit et les vibrations qui sont une source d'inconfort et de risque pour la structure elle-même. La structure intègre également des cloisons étanches afin de subdiviser le bateau en zones étanches permettant de garder une stabilité suffisante après avarie (par exemple, le bateau doit pouvoir rester à flot si un compartiment ou deux sont envahis), ainsi que des cloisons anti-feu pour retarder la progression d'un incendie.

## Vie d'un bateau
La vie d'un bateau passe par plusieurs étapes : tout d'abord, son acquisition qui revêt diverses formes selon l'utilité finale (de la commande à un chantier de production en série, au contrat entre armateur, affréteur et chantier) ; puis la phase de conception réalisée par un architecte naval. La construction est ensuite réalisée dans un chantier naval, après quoi le bateau est lancé et peut être utilisé. La fin de vie revêt également différentes formes.

### Conception

Le plan de formes est un des plans de base et ici pour un cargo polyvalent.

La conception d'un bateau passe par différentes phases : à partir d'un programme ou d'un cahier des charges, l'architecte naval suit une spirale de projet consistant à créer un premier schéma, évaluer les dimensions, les espaces et le déplacement. À partir de là, un avant-projet peut être réalisé incluant la forme de la carène, le profil général et une première estimation de la puissance propulsive. Une fois ces données fixées, le projet en tant que tel peut être défini.
Un dossier de projet comprend typiquement un plan d'ensemble, une spécification générale décrivant les particularités du bateau et incluant un devis de masses, le plan de formes, divers plans de structure et de construction que le chantier utilisera, dont une coupe au maître présentant les échantillonnages. Selon la taille du bateau et les besoins, on peut encore trouver un plan de voilure, des capacités, électrique, des systèmes de ventilation…
L'architecte est également soumis aux diverses réglementations ; un rapport de franc-bord et une épure de jauge montre le respect de ces règlements, de même que des schémas d'évacuation en cas de naufrage pour un bateau à passagers ou un schéma de cloisonnement anti-feu.

### Construction

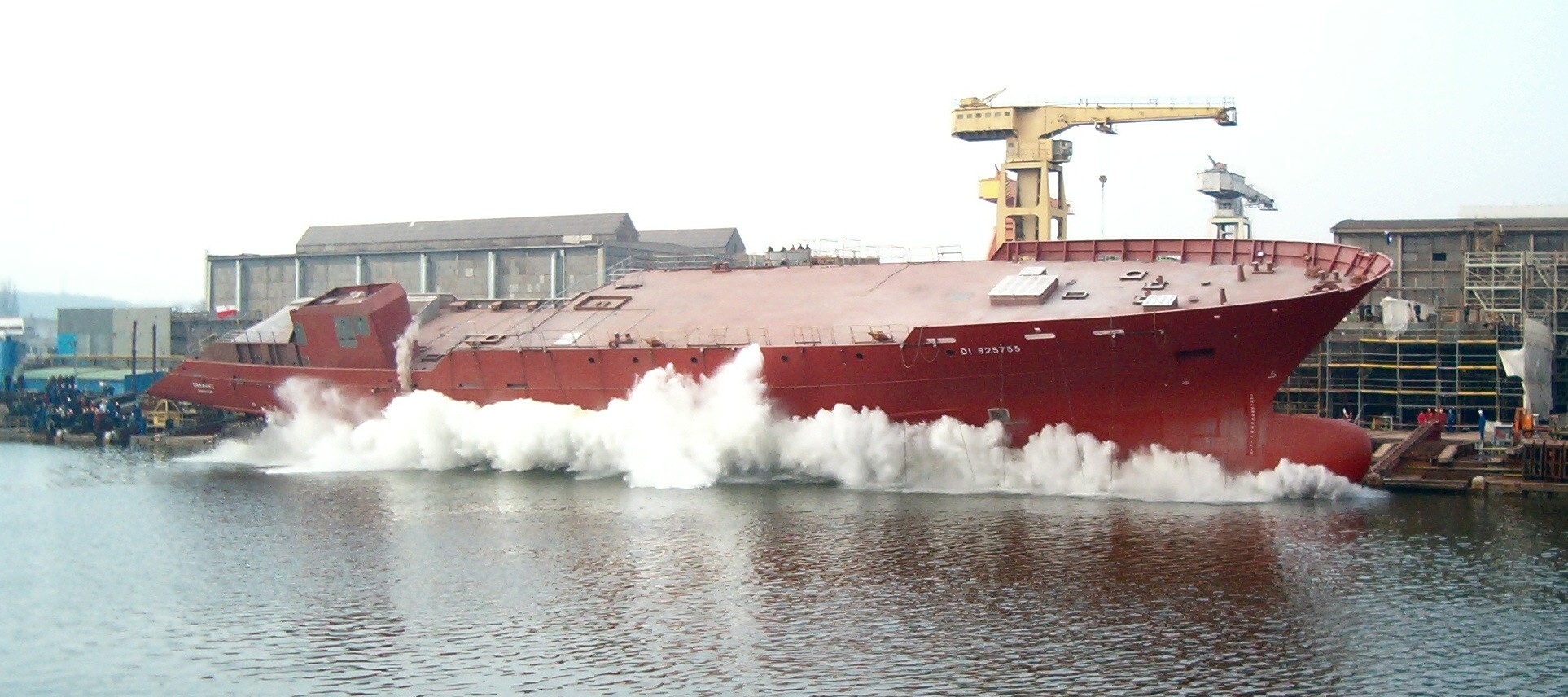
Lancement d'un navire par le côté à Gdansk en Pologne.

La construction a lieu dans un chantier naval ; elle peut durer de quelques mois pour une unité produite en série, à plusieurs années pour la reconstruction d'un bateau en bois comme la frégate Hermione, voire plus de dix ans pour un porte-avions. Le mode de construction est dicté principalement par le matériau de la coque et par la taille du bateau. La coque d'un voilier de série en plastique est construite à partir d'un moule ; la coque d'un cargo en acier est réalisée en plusieurs blocs soudés les uns aux autres au fur et à mesure qu'ils sont construits.
De manière générale, la construction commence par la coque (et par la pose de la quille dès que le bateau dépasse une trentaine de mètres), dans une cale sèche ou à terre. Une fois celle-ci assemblée et éventuellement peinte, elle est lancée par le côté ou par l'arrière, ou par submersion si elle se trouve dans une cale inondable ; un petit bateau sera simplement mis à l'eau par une remorque ou une grue. La superstructure est posée et les travaux de finition permettent d'installer les emménagements et équipements.
Une fois terminé, le bateau est livré au client. Le lancement et la livraison donnent souvent lieu à une cérémonie pour un bateau d'une certaine importance : la cérémonie de baptême est l'occasion de donner un nom au bateau. Le prix typique d'un bateau est de quelques dizaines d'euros pour une petite barque, 1 000 euros pour un hors-bord de petite taille, plusieurs dizaines de milliers d'euros pour un petit voilier de compétition et plus de 2 millions d'euros pour un voilier du Vendée Globe. Un chalutier de 25 mètres peut coûter 2,5 millions d'euros, et un ferry rapide pour 1 000 passagers plus de 50 millions d'euros. Le prix d'un cargo dépend de sa complexité : un petit cargo polyvalent coûte 20 millions de dollars, un vraquier Panamax 35 millions de dollars, un superpétrolier 105 millions de dollars et un grand méthanier près de 200 millions de dollars. C'est toutefois parmi les navires militaires que l'on trouve les plus coûteux, notamment à cause de l'électronique embarquée : 2 milliards de dollars pour un sous-marin de classe Seawolf, et 3,5 milliards de dollars pour un porte-avions géant.

### Attribution du nom
Concernant la marine française, durant toute la période de la marine à voile, le genre (masculin-féminin) des noms de baptême des navires était généralement choisi en fonction de leur type. Ainsi les vaisseaux ou bricks portaient le plus souvent un nom masculin, tandis que les frégates, goélettes ou flûtes se voyaient attribuer un nom féminin.
Pour les désigner, on employait les articles définis « le », « la », « l' » et « les » : le Glorieux, le Soleil Royal, la Boussole, la Belle Poule, l'Étoile ou les États-de-Bourgogne. Au XXe siècle, le noms de baptême de certains navires et sous-marins ont intégré l'article. C'est le cas notamment pour les patrouilleurs des classes La Confiance et P400, sept des treize avisos de la classe Élan et pour les quatre sous-marins nucléaires de la classe Le Triomphant.

### Réparation et conversion

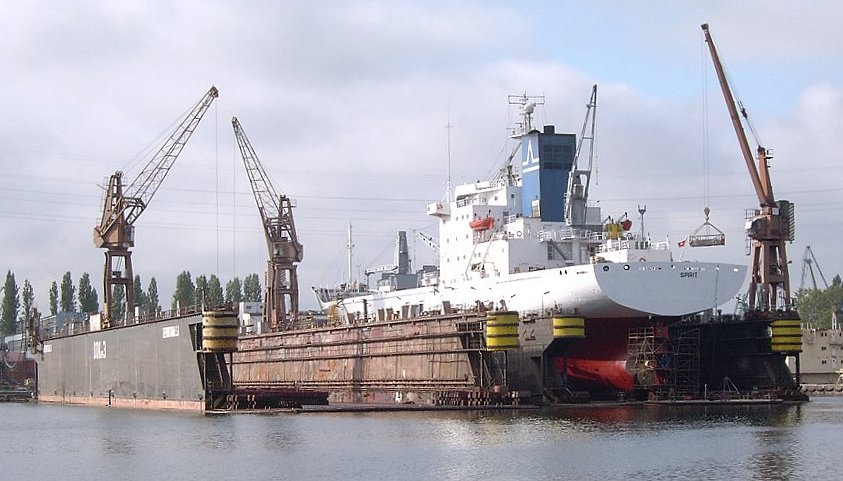
Dock flottant en Pologne servant aux réparations du porte-conteneurs Spirit.

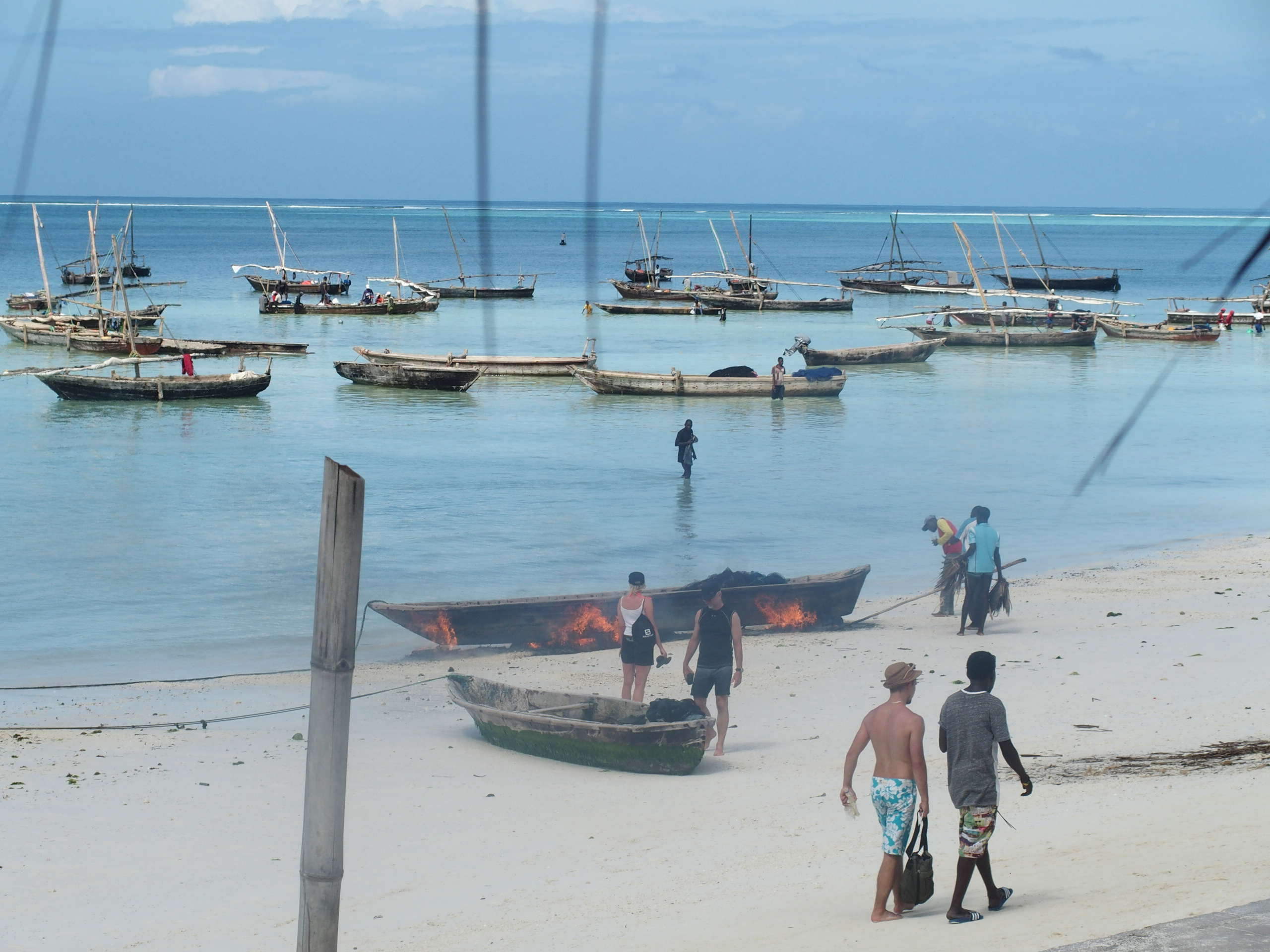
Pêcheurs de Tanzanie débarrassant la coque des algues en les brûlant.

Lors de son service actif, le bateau connaît des périodes de navigation, des temps d'attente / chargement / déchargement aux ports, et des périodes d'hivernage entre les saisons de navigation. Cependant, le bateau fatigue : une visite en cale sèche est nécessaire à intervalles réguliers (tous les ans pour un paquebot, tous les deux ans et demi pour un navire de charge) afin de débarrasser la coque des animaux incrustés comme les pouces-pieds, de refaire la peinture et de renouveler les zincs, anodes solubles servant à éviter la corrosion de l'hélice, de la coque et du tuyautage eau de mer. À d'autres intervalles, une plus longue visite dans un chantier peut être nécessaire pour changer certaines pièces, notamment de l'appareil propulsif et directionnel qui fatiguent vite. C'est l'occasion de tester la résistance de la structure, le câblage électrique, de mettre à niveau les installations selon les réglementations, etc.
Si le bateau a subi une avarie et qu'il n'est pas déclaré « perte totale » (auquel cas il est le plus souvent mis à la casse), il entre en chantier pour réparations, ce qui peut parfois se faire à flot. Enfin, les reconversions ont plusieurs buts, comme adapter un navire non rentable à un autre but (un pétrolier en FPSO par exemple) ou sauver ce qui peut l'être après une grosse avarie (conversion en barge d'un navire de charge).

### Fin de vie

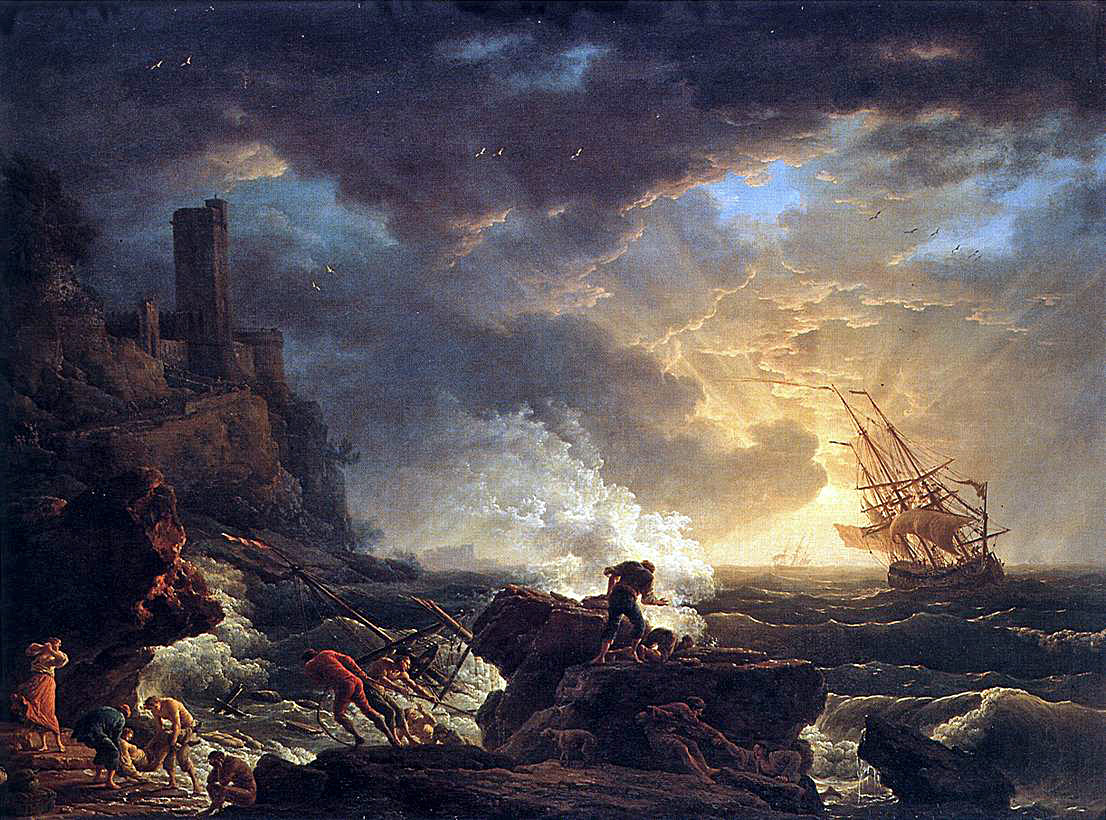
Naufrage, de Claude Joseph Vernet, 1759,, musée Groeninge de Bruges.

Un navire de charge a une durée de vie comprise entre vingt et trente ans ; un voilier en contreplaqué peut durer entre trente et quarante ans, à peu près comme un bateau en plastique. Les navires en bois bordé sur membrure ont une durée de vie virtuellement infinie, n'importe quelle pièce de leur structure pouvant être remplacée : le plus ancien grand voilier en état est le HMS Victory (lancé en 1765, et mis en cale sèche en 1920), le plus ancien grand voilier encore à flot et navigable est le USS Constitution (lancé en 1797). Les navires en fer peuvent souvent dépasser la centaine d'années (les navires en acier, plus résistants mécaniquement le sont beaucoup moins face à la corrosion) : le plus vieux grand voilier en fer est l'Elissa (lancé en 1877 et naviguant toujours). Avec le vieillissement, la solidité de la coque est compromise par la corrosion (rouille, électrolyse), l'osmose, différentes réactions chimiques dans les résines et colles, la pourriture, ou les xylophages, et il devient trop dangereux de faire naviguer le bateau. Celui-ci peut être sabordé en mer, abandonné comme épave ou mis à la casse pour démolition. Il peut aussi être réutilisé pour former une digue près d'un port ou comme navire musée.
Un destin prématuré peut l'attendre sous la forme d'une fortune de mer : incendie, collision, échouement ou chavirage peuvent entraîner une perte totale du bateau ou nécessiter d'importantes réparations en cale sèche. D'un autre côté, il peut être préservé notamment s'il a une forte valeur : c'est parfois le cas des grands voiliers ; ces navires représentent leur pays ou région d'origine lors de manifestations nautiques en servant « d'ambassadeurs ».
Enfin, de nombreux bateaux détruits ou perdus « survivent » tout de même pour les personnes qui y étaient attachés grâce à des maquettes ou des reliques : certains objets symboliques sont conservés, comme une ancre, une plaque d'identification, une pièce d'accastillage ou la cloche du bord.

## Utilisations et classification
La classification des bateaux est un exercice ardu et on trouve quasiment autant de classifications que d'auteurs ; la raison principale est la quantité de paramètres pouvant être utilisés, qui incluent :
- le nombre de coque (monocoque, catamaran), leur forme (dériveur, quillard, étrave « brise-glaces »), leur matériau de construction ;
- le type de propulsion : humaine, mécanique, ou à voiles. Dans ce dernier cas, le type de gréement donne lieu à de nombreuses variations, types et sous-types, en fonction du nombre, de la taille respective et de la position des mâts, ainsi que de la forme des voiles ;
- l'époque et l'origine géographique : certains bateaux sont typiques d'une région (tels les pinasses du bassin d'Arcachon, les gondoles de Venise ou les jonques chinoises) ou de leur époque (trières de la Grèce antique, Man'o'wars du XVIIIe siècle) ;
- le constructeur, la série ou la jauge déterminent des « classes » de bateaux dans le domaine militaire, ou de la compétition comme la classe J des années 1930. La « patte » d'un architecte naval peut aussi se reconnaître, notamment pour les voiliers.

Ces critères sont décrits dans les articles correspondants, notamment gréement. Une autre façon de catégoriser les bateaux est selon leur utilisation, telle que décrite par Dominique Paulet et Dominique Presles : bâtiments militaires, navires de commerce et de services, bateaux de pêche, bateaux de plaisance et de compétition. C'est cette classification qui est présentée ci-dessous, en y ajoutant les bateaux fluviaux et les « inclassables ».

### Navires de commerce
Les navires de commerce comprennent trois grandes catégories : les cargos, les navires à passagers et les navires de service et spécialisés. Les navires de charge servent au transport de marchandises sèches ou liquides. Les marchandises sèches peuvent être transportées en vrac (vraquiers), emballées (cargos polyvalents), en conteneurs (porte-conteneurs), sur camions (rouliers)… Les marchandises liquides utilisent des navires-citernes tels que les pétroliers ou méthaniers. Certains pétroliers sont aussi les plus grands navires et les plus grandes structures flottantes au monde.
Les navires à passagers transportent des personnes ; leur taille va du transbordeur fluvial aux grands paquebots et liners. Les navires de servitude servent à apporter leur concours à d'autres bateaux : remorqueurs, bateaux-pilotes, de sauvetage, etc.
Enfin, les navires spécialisés ne servent pas au transport mais accomplissent d'autres tâches : pose de câbles sous-marins (câbliers), recherche scientifique (navires océanographiques), dégagement de passages (brise-glaces)…
La plupart des navires de commerce ont des formes ventrues afin de contenir une cargaison maximale. Leur coque est en acier, voire en aluminium pour les plus rapides ; seuls les petits bateaux de servitude sont en plastique. Ils comprennent un équipage dirigé par un commandant et des officiers spécialisés, ainsi qu'un équipage spécialisé si besoin (par exemple sur un navire scientifique). Ils sont généralement propulsés par une hélice mais parfois deux pour plus de sécurité et être plus manœuvrants, entraînées par un moteur Diesel ; les bateaux à grande vitesse emploient des hydrojets et parfois une turbine à gaz. Certains sont propulsés par des pods électriques.

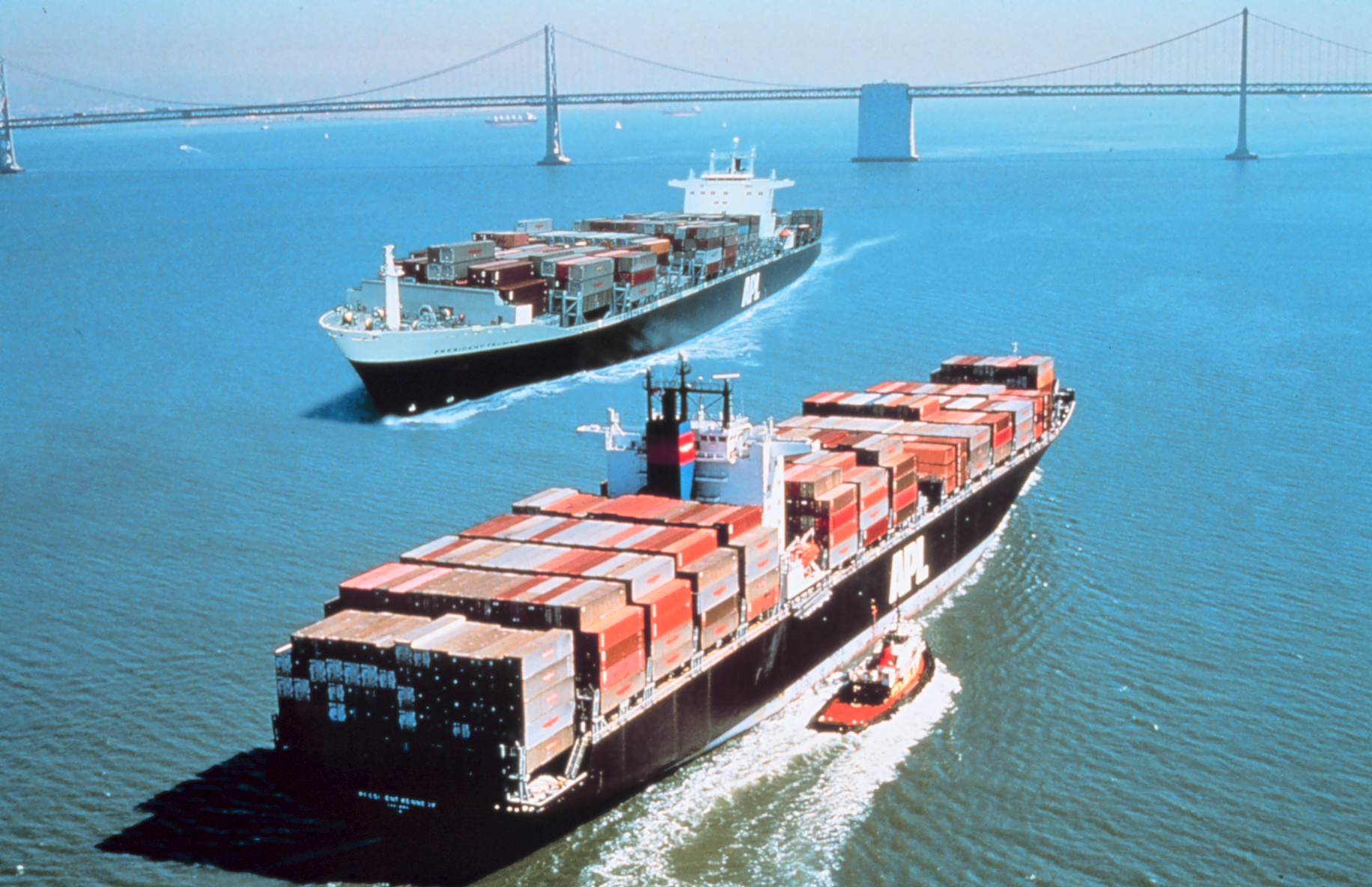
Deux porte-conteneurs modernes à San Francisco.
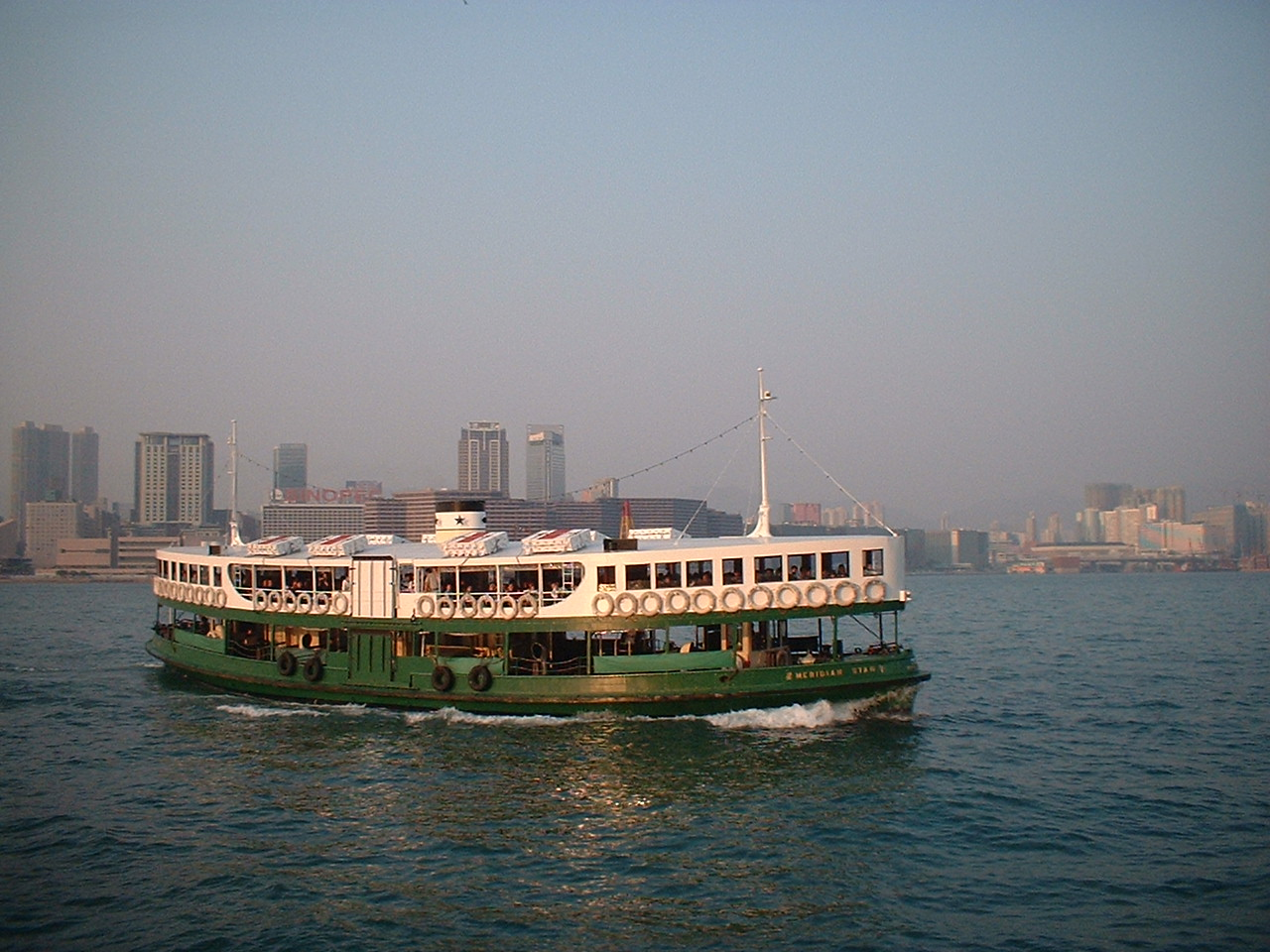
Ferry à Hong Kong.
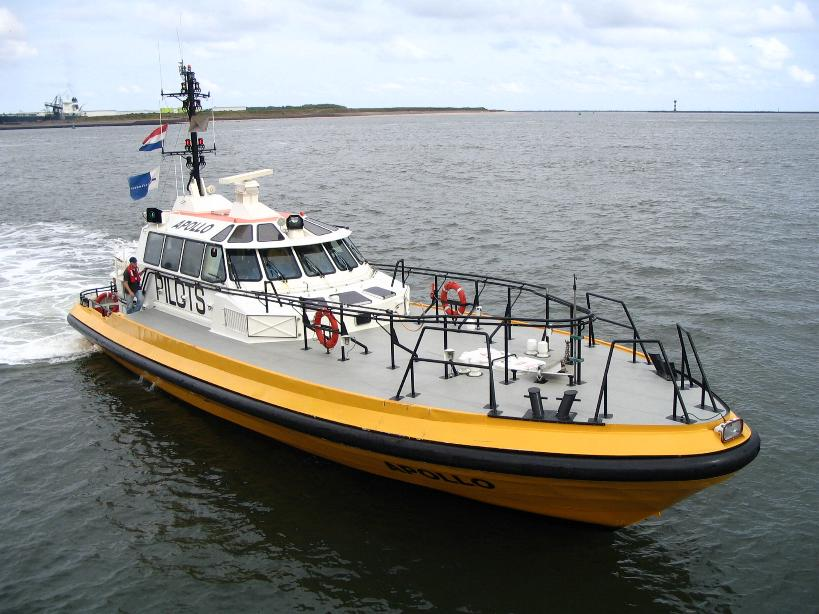
Bateau pilote dans le port de Rotterdam.
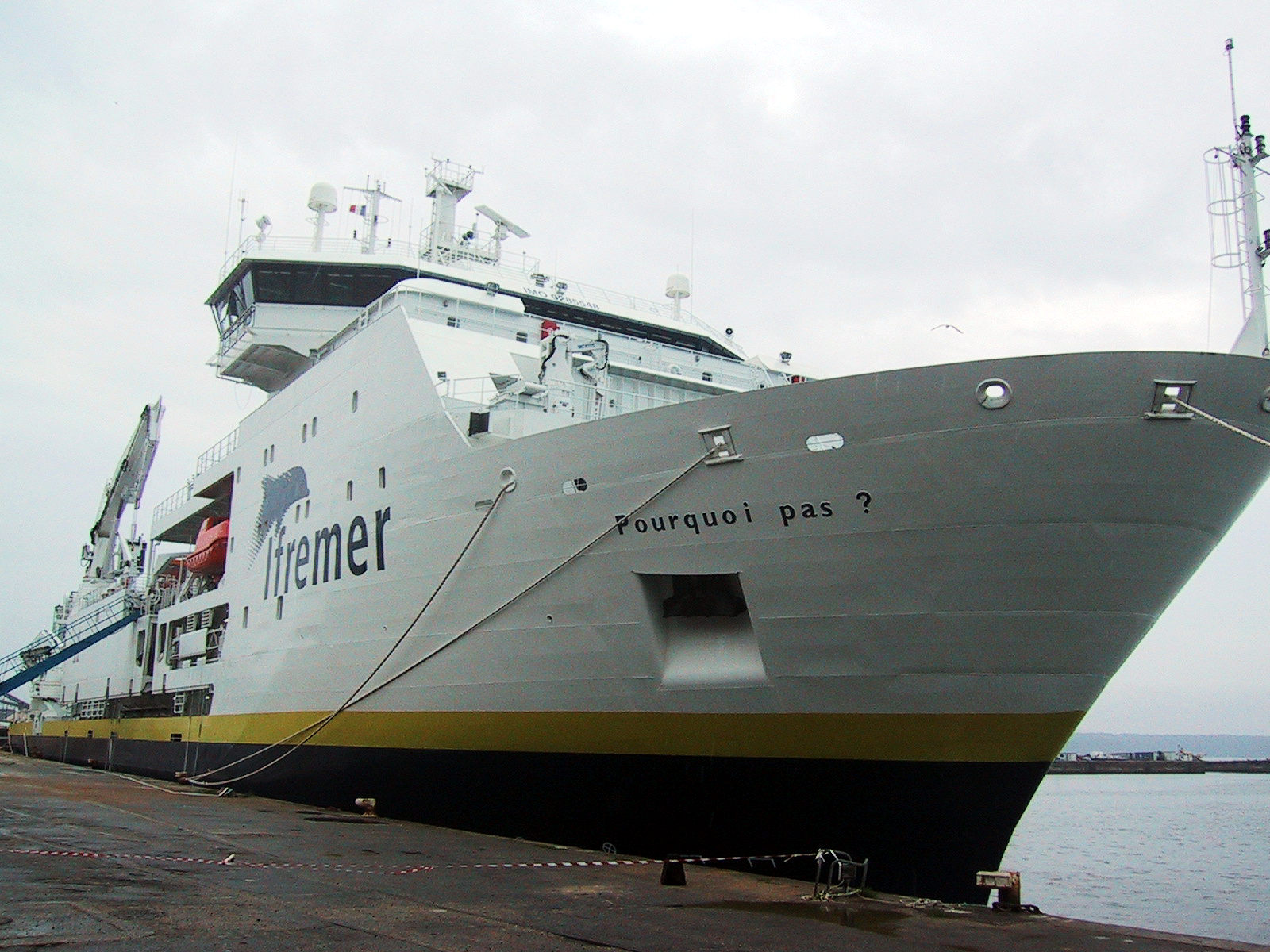
Le Pourquoi pas ?, navire océanographique à Brest.

### Bâtiments militaires
Les navires de guerre modernes sont divisés en différents types de bâtiments qui correspondent à leurs capacités militaires, leurs déplacements et leurs missions. Les plus courants sont les patrouilleurs, les corvettes, les frégates, les destroyers et les croiseurs. Ils constituent l'« épine dorsale » des flottes modernes. Les porte-aéronefs et les porte-hélicoptères mais surtout les porte-avions ont des dimensions impressionnantes. Les porte-avions peuvent mesurer jusqu'à 330 mètres, déplacer 100 000 tonnes et embarquer plus d'une soixantaine d'appareils. Sous la mer les sous-marins nucléaires d'attaque, les sous-marins nucléaires lanceurs d'engins possèdent une autonomie quasi illimitée, et celle des sous-marins à propulsion conventionnelle Diesel/électrique n'a plus rien à voir avec la faible autonomie des submersibles. Les bâtiments de débarquement peuvent embarquer un état-major, transporter des aéronefs, des troupes, des blindés et des véhicules ainsi que des engins de débarquement, en particulier aéroglisseurs. Ils peuvent avoir une capacité de bateau hôpital.
D'autres bateaux ne sont pas forcément destinés au combat mais sont utilisés par les forces navales : chasseurs de mines, collecteurs de renseignements, pétroliers-ravitailleurs d'escadres et bâtiments de soutien logistique, bateaux et voiliers pour la formation dans les écoles navales. Dans certains pays, l'État assure aussi des missions scientifiques (hydrographie, océanographie) grâce à des bâtiments armés par sa marine militaire. Enfin, la marine a aussi souvent une mission de surveillance et de protection des frontières maritimes assurée par des bateaux patrouilleurs, dits bâtiments de souveraineté.
Les bâtiments de combat ont généralement des formes de carènes élancées et des machines alliant une bonne vitesse, une grande souplesse de variations d'allures et un grand rayon d'action. Ils doivent être très manœuvrants. Ils utilisent des systèmes de communication souvent satellitaires, ainsi des systèmes électroniques destinés à la navigation et à la conduite de l'artillerie, des missiles et des torpilles, tout cela embarqué dans un espace restreint avec des équipages de moins en moins nombreux et dont la tendance est à la réduction à bord des futurs bâtiments pour en diminuer le coût de possession.

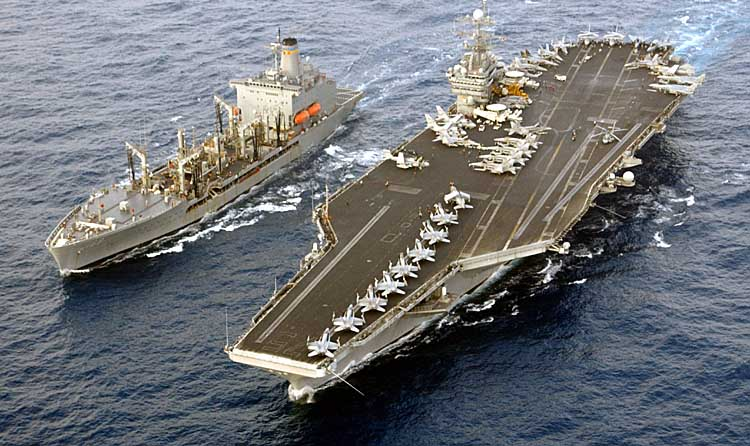
Le porte-avions américain Harry S. Truman et un ravitailleur.
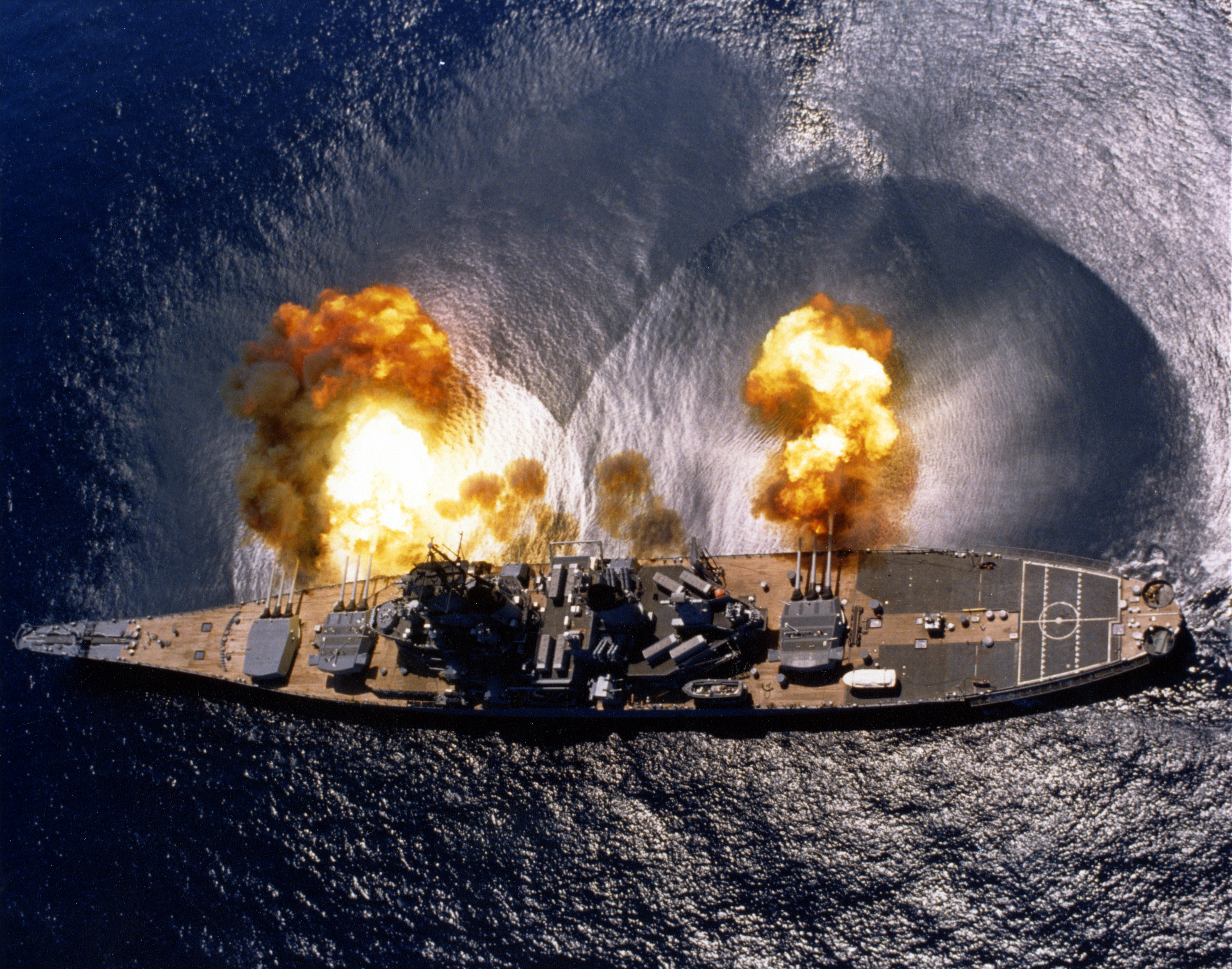
Le cuirassé américain USS Iowa tirant une bordée de ses 3 pièces triples de 406 mm.
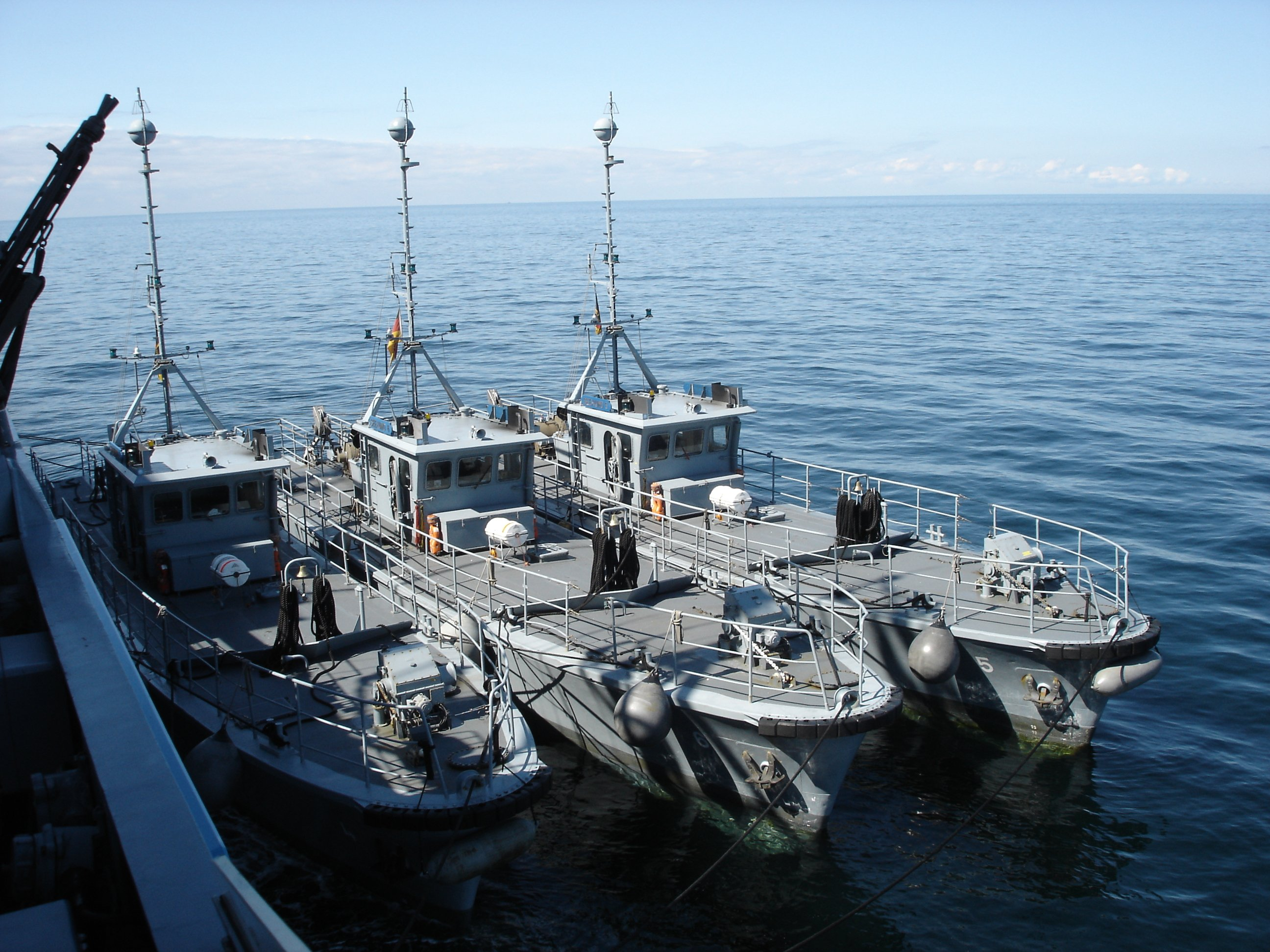
Chasseurs de mines téléguidés allemands Seehunde.
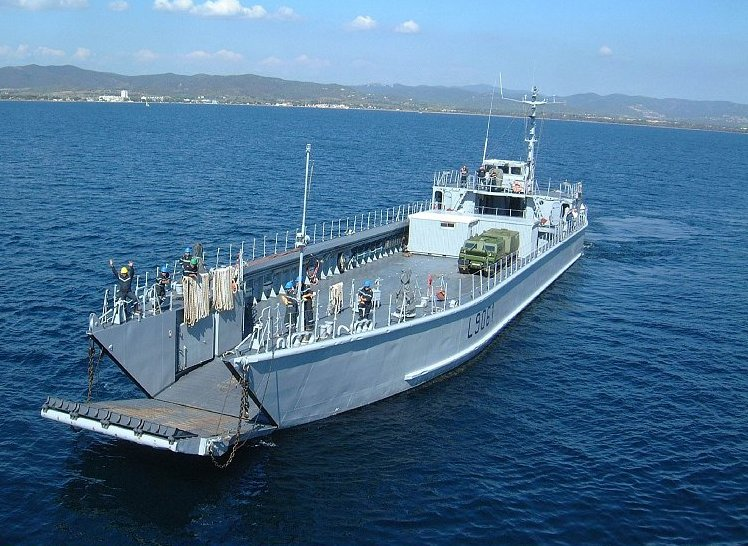
Le chaland de débarquement d'infanterie et de chars français Rapière.

### Bateaux de pêche
Les bateaux de pêche peuvent être assimilés à des navires de commerce, mais leurs dimensions réduites et leur utilisation souvent « artisanale » les font souvent classer à part. Ils sont classés selon plusieurs critères : selon le type de poisson qu'ils pêchent (ainsi les thoniers, sardiniers, crevettiers…) ; selon la méthode de pêche utilisée (d'où les chalutiers, les fileyeurs, les bolincheurs…) ; ou selon leur origine géographique ou caractéristiques techniques tels que le gréement : sinagos, lanches, bisquines…
Les grands thoniers ou baleiniers peuvent atteindre une longueur d'une centaine de mètres, mais les bateaux de pêche ne dépassent souvent guère plus de 20 à 30 mètres, ventrus pour disposer de cales suffisamment grandes pour une bonne autonomie. Le poisson pêché peut être simplement stocké dans de la glace, ou traité directement à bord pour pouvoir être vendu plus rapidement une fois au port ; on parle alors de navire-usine. Dans leur forme la plus simple pour un canot de pêche, on peut trouver un petit rouf abritant la barre, un pont destiné à accueillir la pêche et divers outils pour mettre à l'eau les filets ou les lignes. Sur un chalutier, on trouvera d'autres apparaux de pêche comme des treuils et des portiques. D'autres dispositifs sont utilisés : rampe inclinée sur un chalutier, skiff sur un thonier senneur, « scoubidou » sur un bateau goémonier…

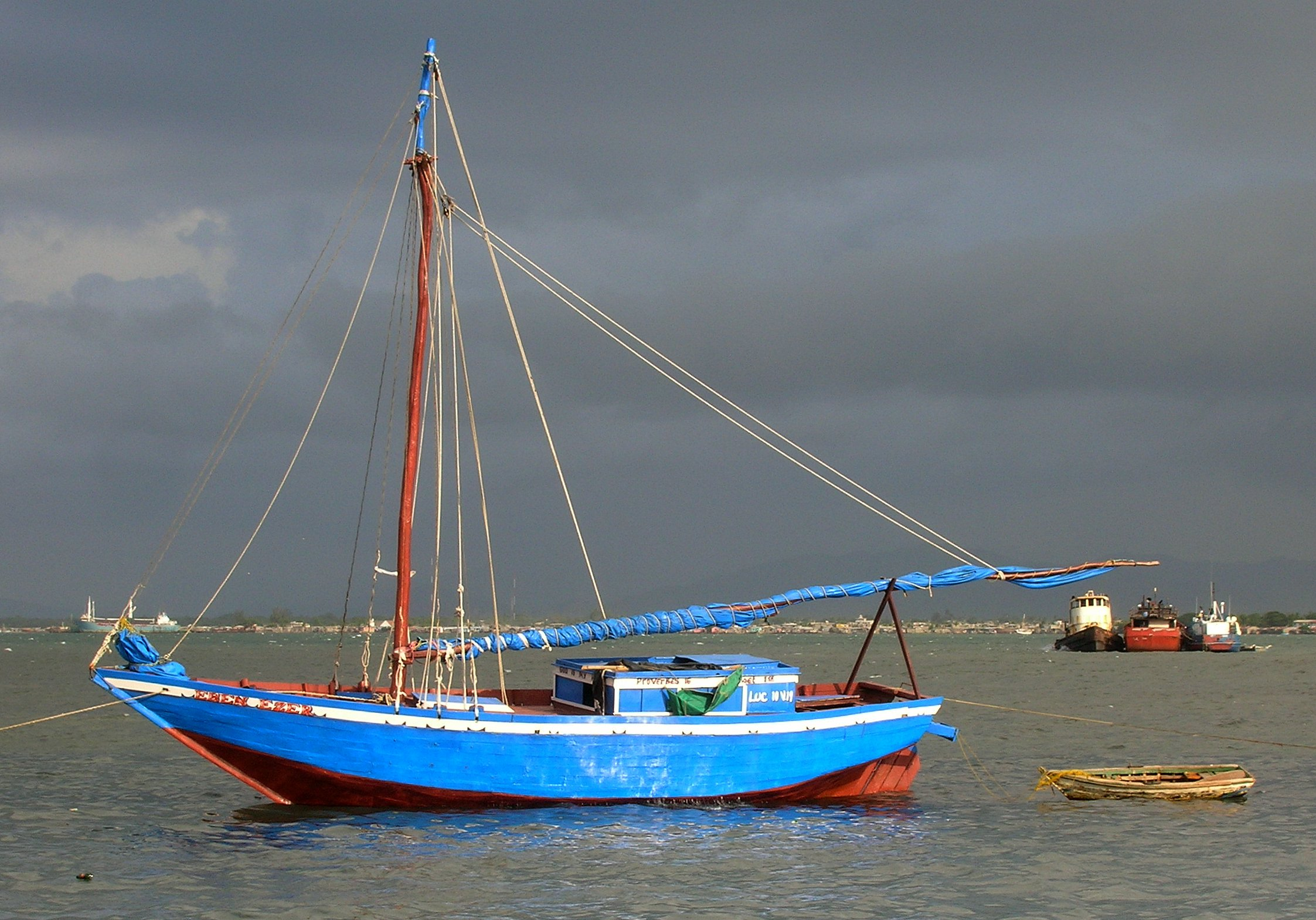
Voilier de pêche à Cap-Haïtien en Haïti.
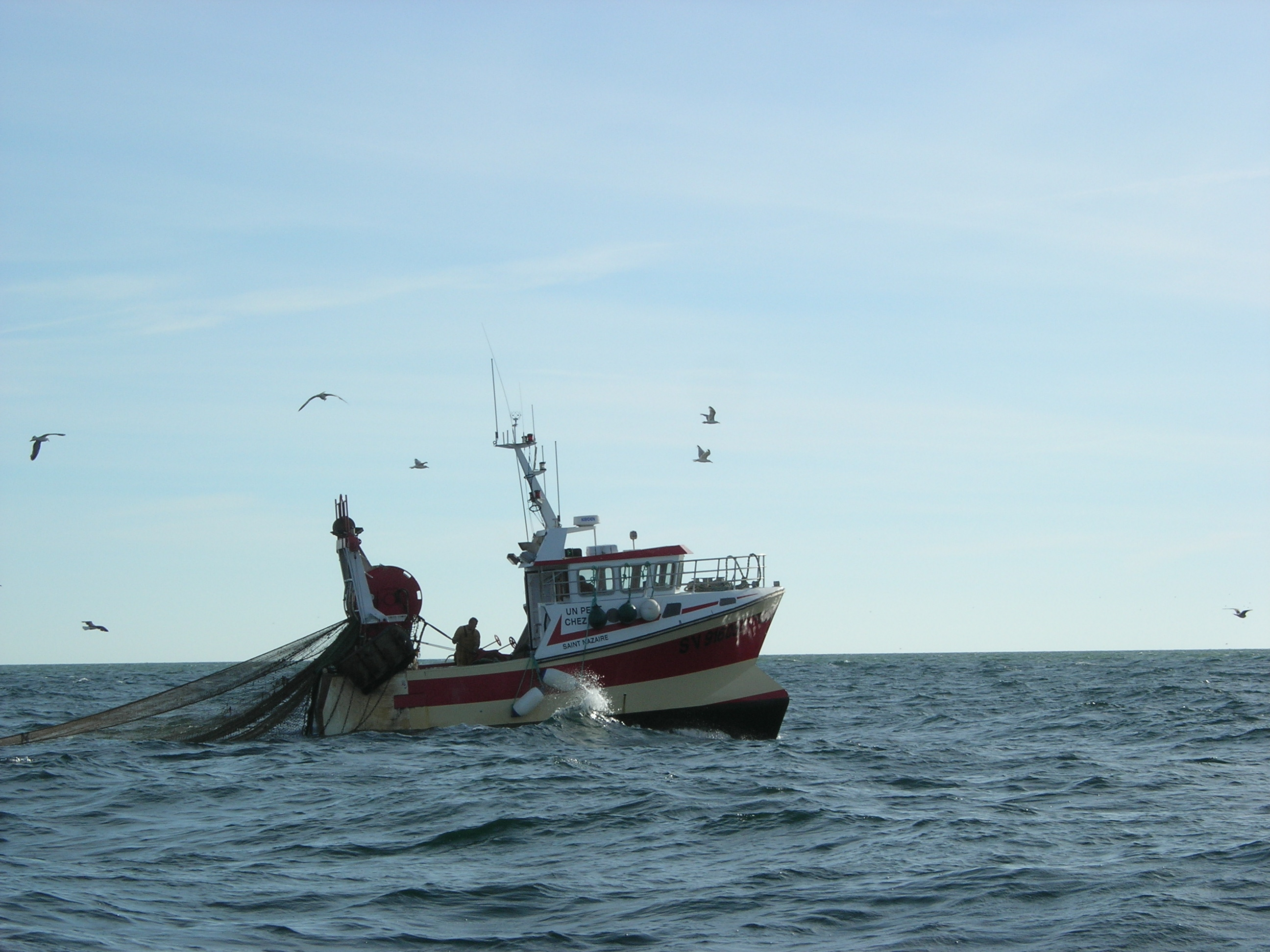
Chalutier de Saint-Nazaire.
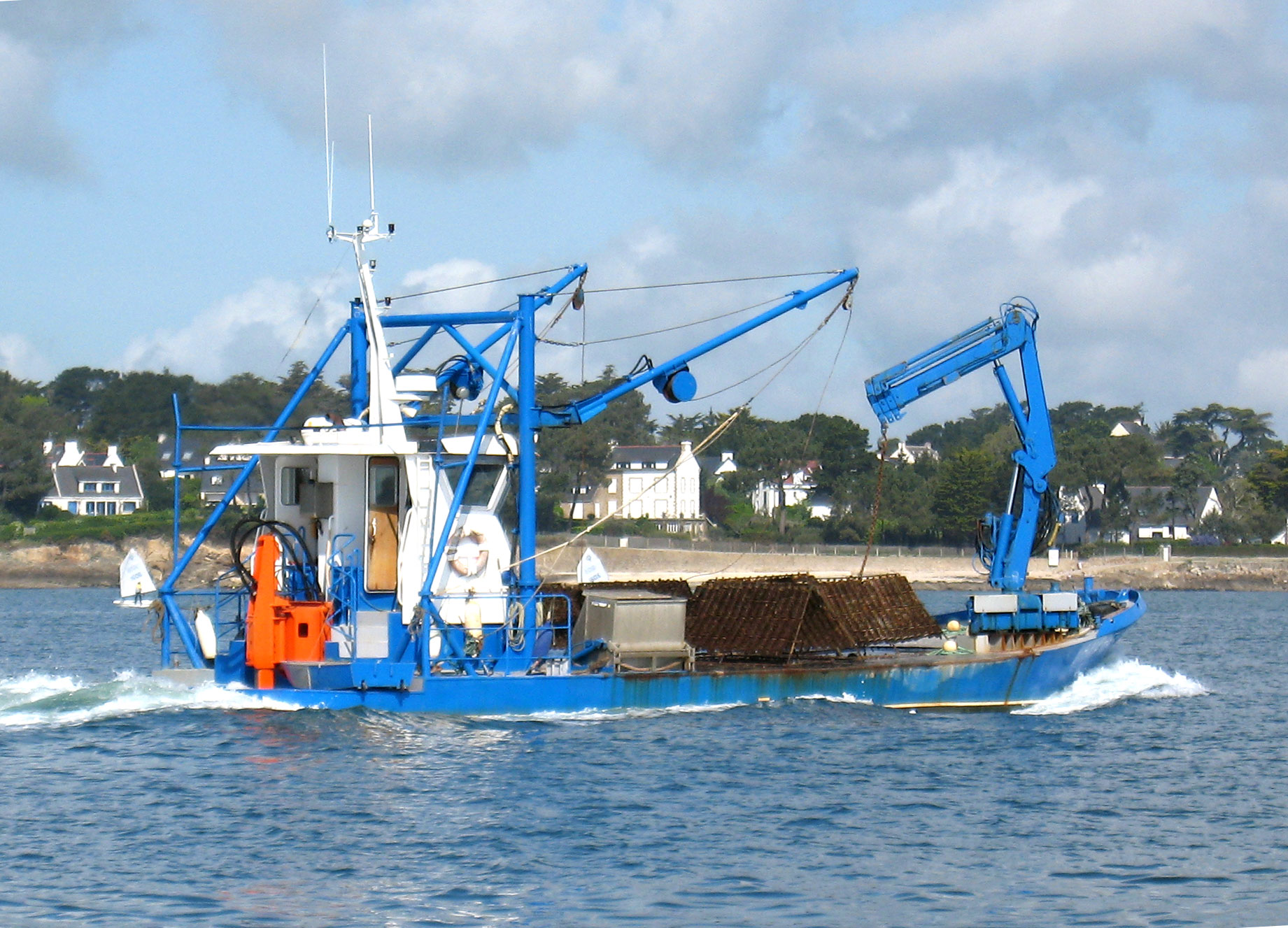
Bateau ostréicole à La Trinité-sur-Mer.
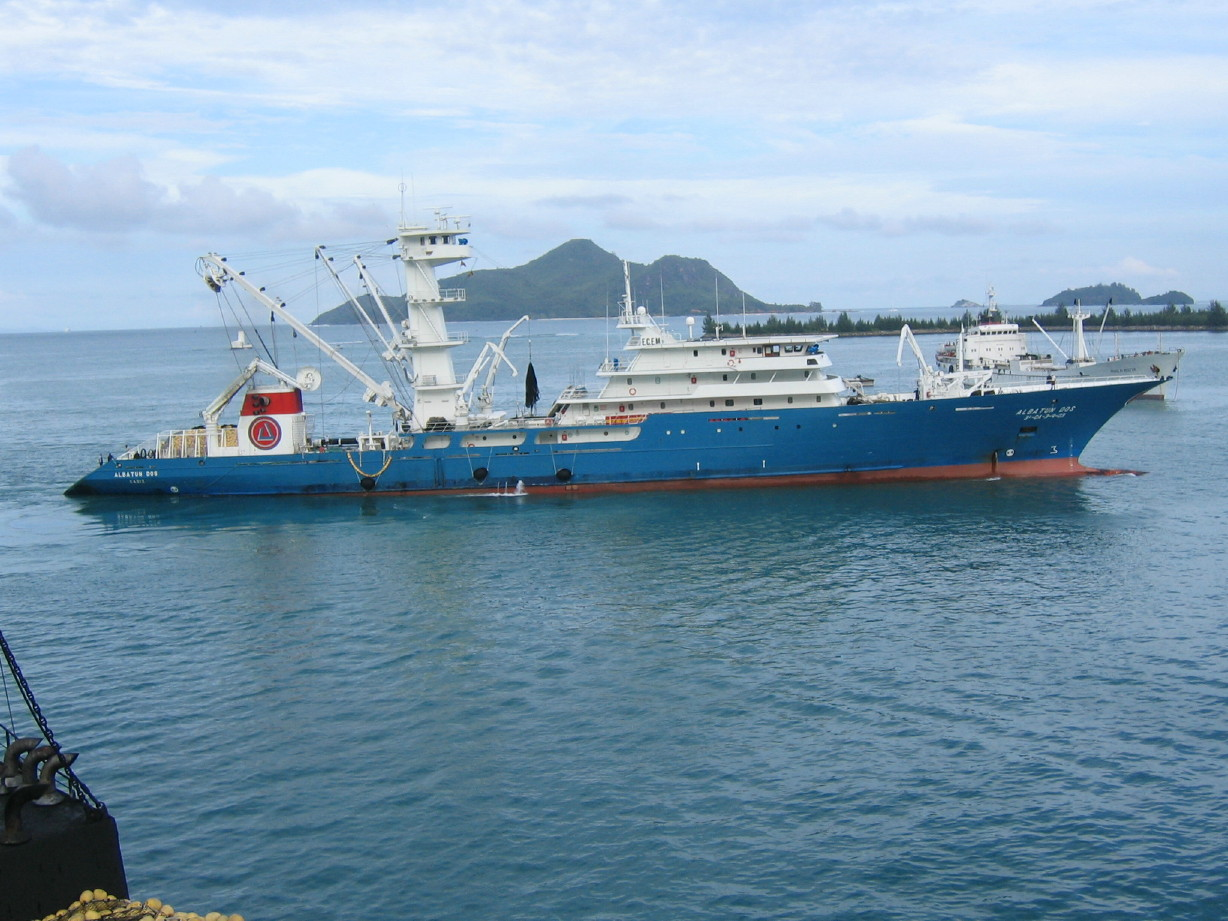
L’Albatun Dos, thonier senneur congélateur à Victoria (Seychelles).

### Bateaux de loisir
Les bateaux de plaisance regroupent notamment les voiliers et les yachts qui servent aux loisirs ; ceux-ci incluent le nautisme à voile ou motorisé, la croisière côtière et hauturière, la promenade, voire le simple fait de rester à bord au port. Les voiliers vont de l'Optimist, petit bateau d’initiation de 2,30 m, aux grands yachts de haute mer ; on y trouve des gréements simples (sloops, cotres) ou plus extravagants, des emménagements suffisamment confortables pour accomplir le programme désiré.
Les bateaux à moteur de plaisance incluent les embarcations pneumatiques dotées de moteurs hors-bord et les runabouts (comme les Rivas), et pour les plus grands les vedettes et cabin cruisers. Les plus grands sont souvent très luxueux, disposant de nombreuses cabines et d'emménagements (salons, piscine, etc.), et sont sources de prestige pour leurs riches propriétaires.

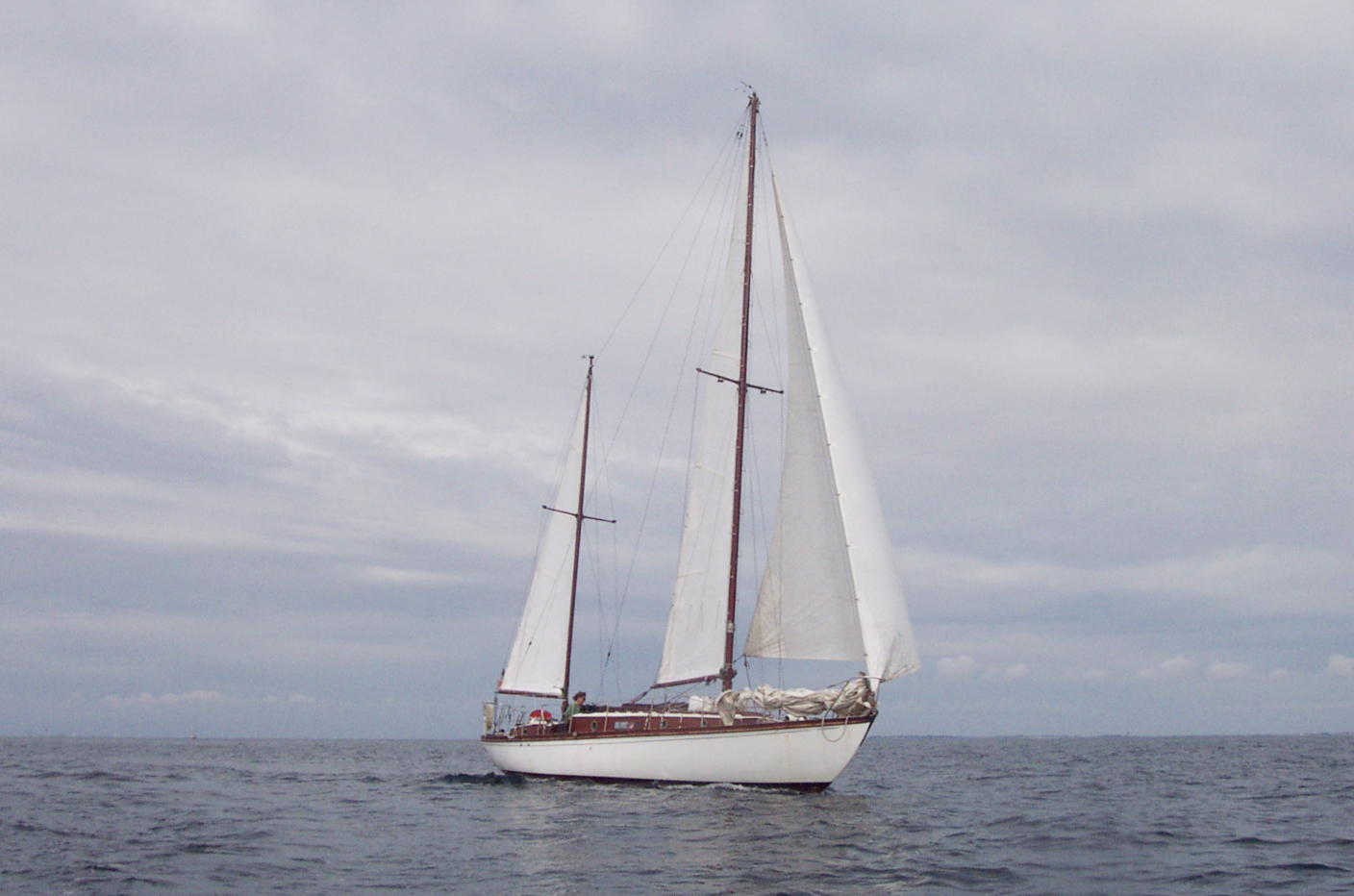
Aquarius, ketch de croisière français des années 1950.
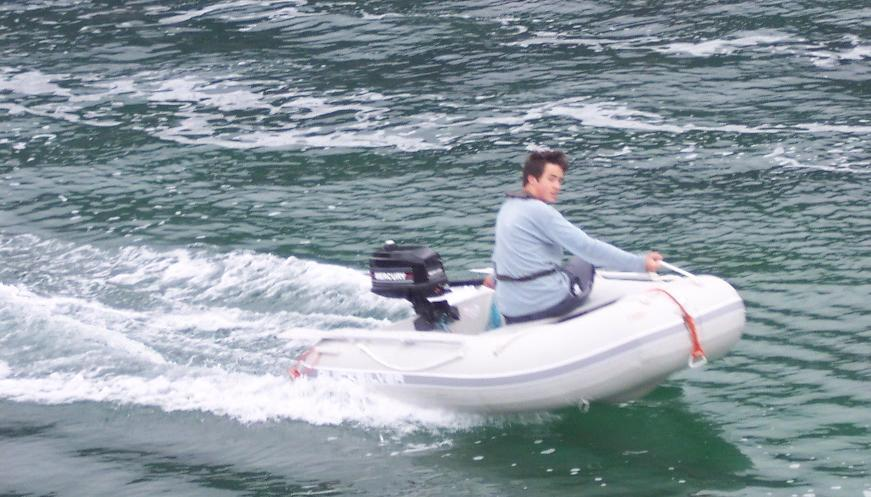
Petit pneumatique hors-bord en Norvège.
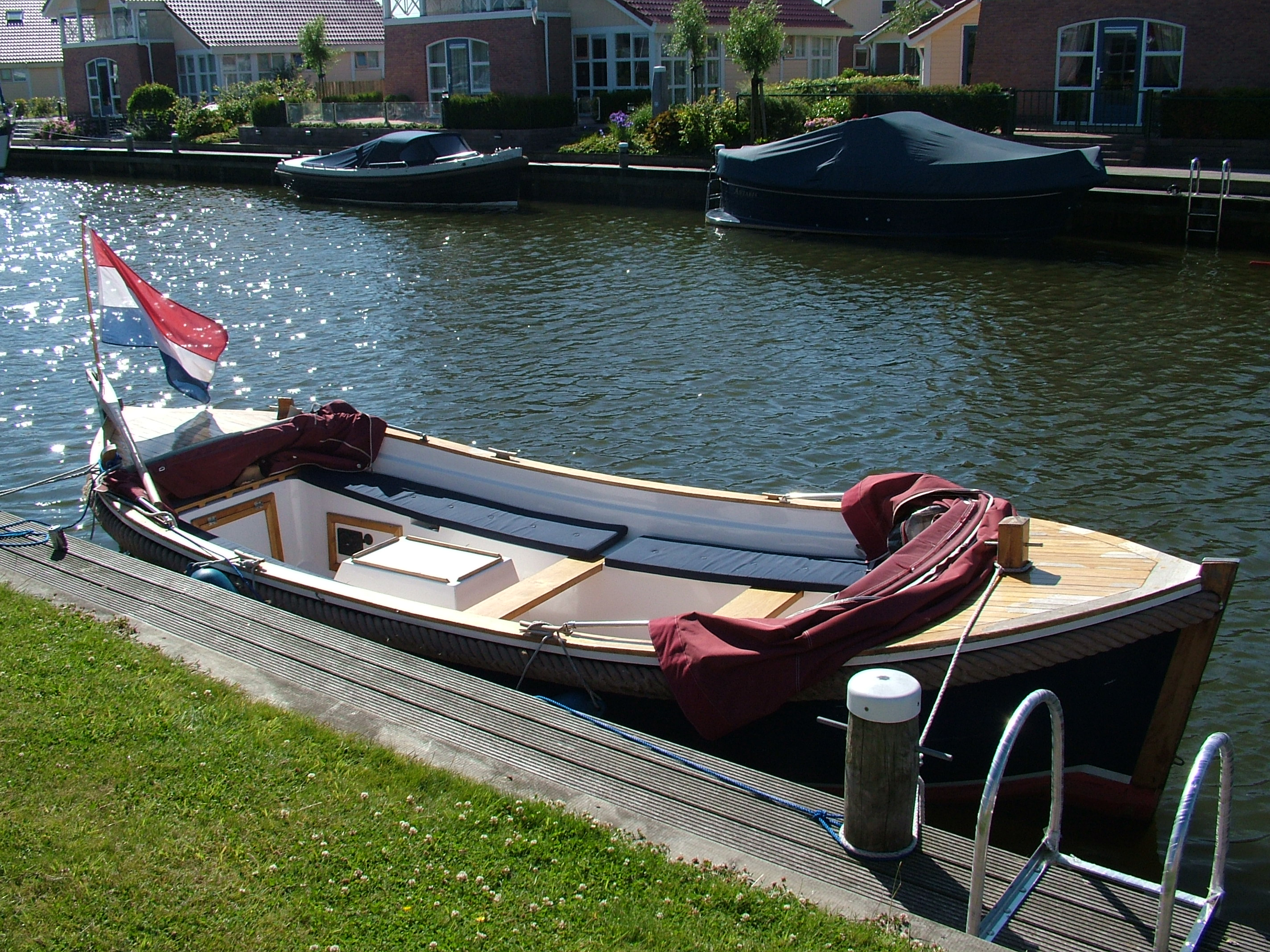
Day-cruiser hollandais.
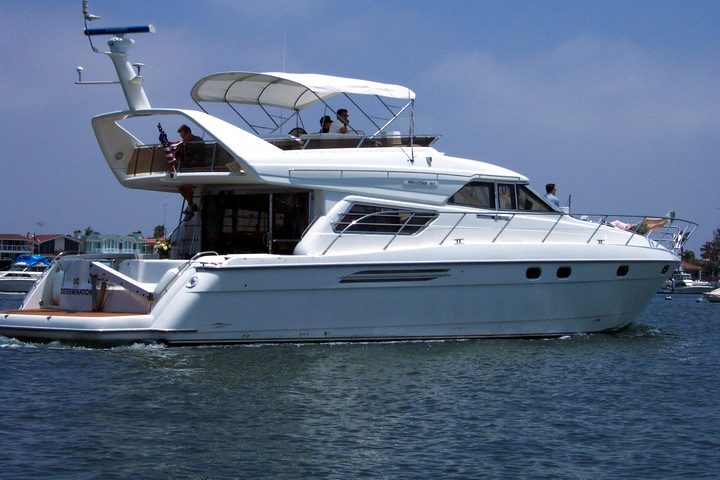
Yacht de luxe à Newport Beach.

### Bateaux de compétition
Les bateaux de compétition sont ceux destinés aux régates et autres compétitions sportives telles que les records de vitesse ou de distance. Parmi les voiliers, les dériveurs et catamarans de sport sont utilisés pour la navigation sportive ou l'initiation à la voile ; on trouve également les planches à voile et les sports similaires tels le kitesurf mais il devient alors difficile de parler de « bateau » en raison de la taille. Les plus grands voiliers participent à des régates côtières ou océaniques, les plus connues étant souvent les plus extrêmes comme le Vendée Globe en solitaire. Certaines courses n'acceptent que les bateaux d'une certaine classe, donnée par une jauge de course, comme la Coupe de l'America. Avec la propulsion humaine, l'aviron (sport) est connu pour ses bateaux extrêmement fins, offrant peu de résistance à l'avancement. Il existe également de nombreuses catégories de vitesse et même d'endurance pour les compétitions de bateaux propulsés par des moteurs, on trouve en motonautisme des catégories « inshore » et « offshore » avec des épreuves nationales et des championnats du monde.
Cette catégorie peut inclure les bateaux expérimentaux, souvent destinés à améliorer la vitesse pour battre un record ou tester une particularité technique. Il peut arriver qu'un type de bateau expérimental devienne un modèle courant, comme pour les hydroptères.

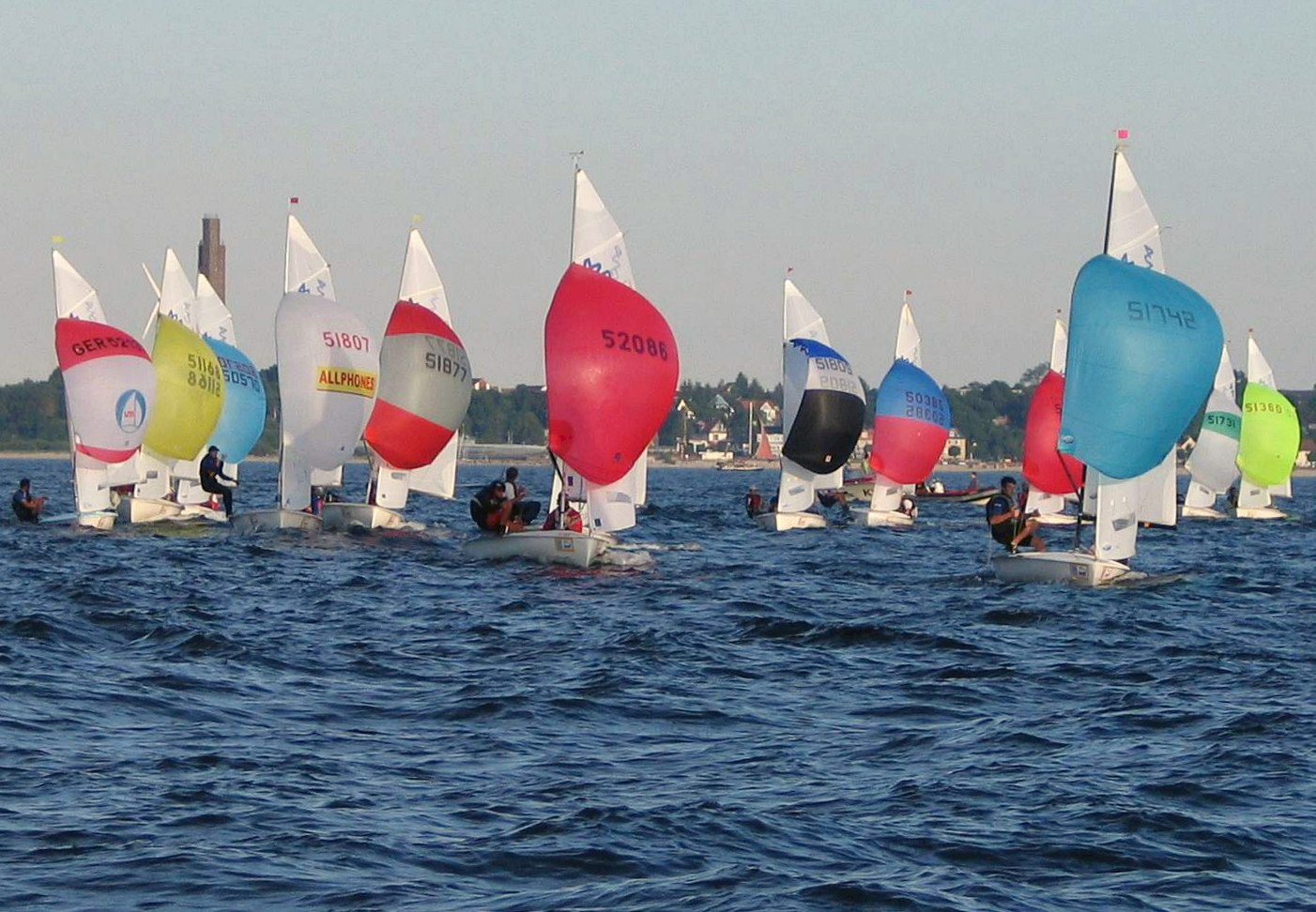
Régate de dériveurs de type 420.
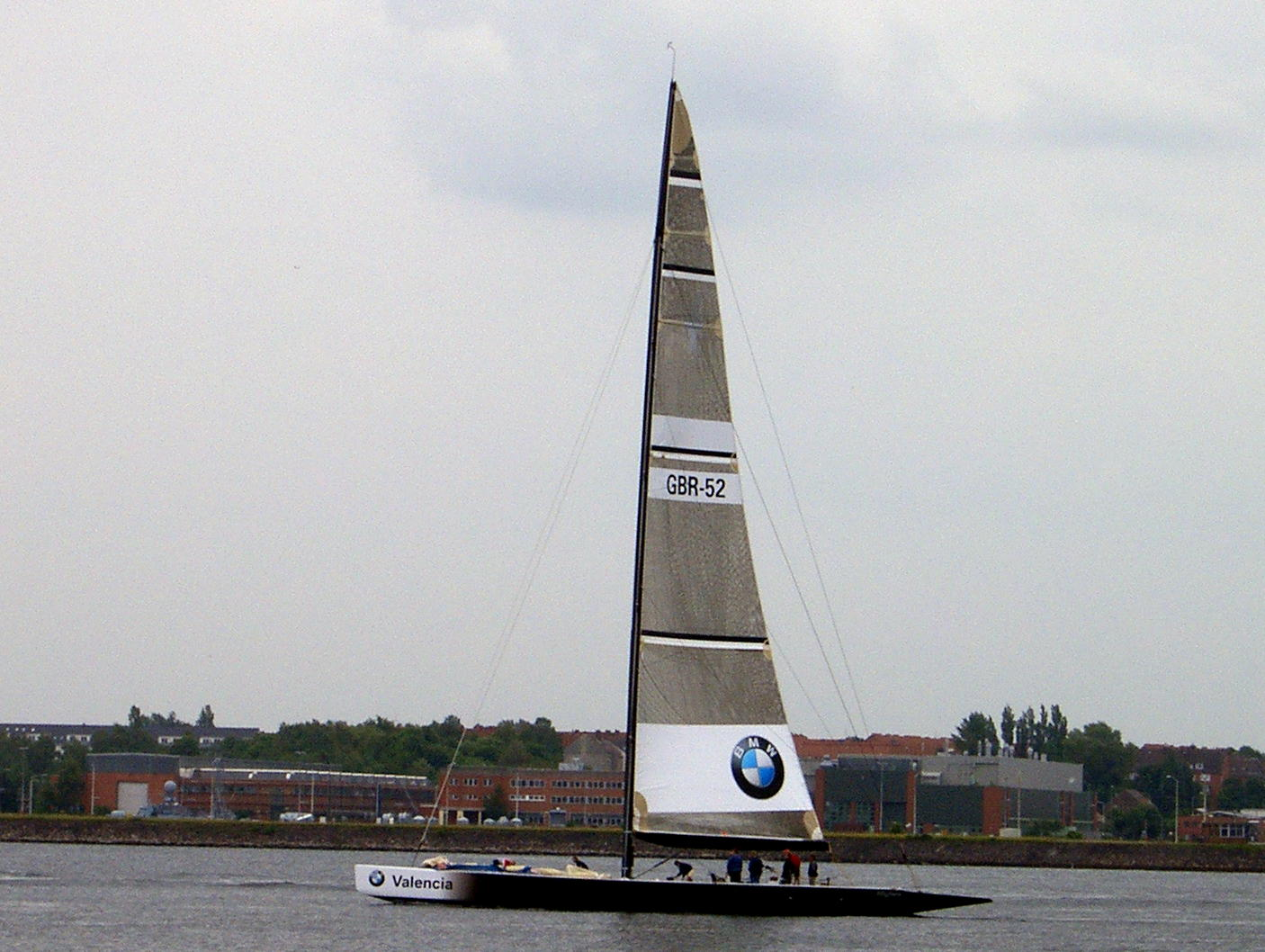
GBR52, Class America : les voiliers les plus avancés.
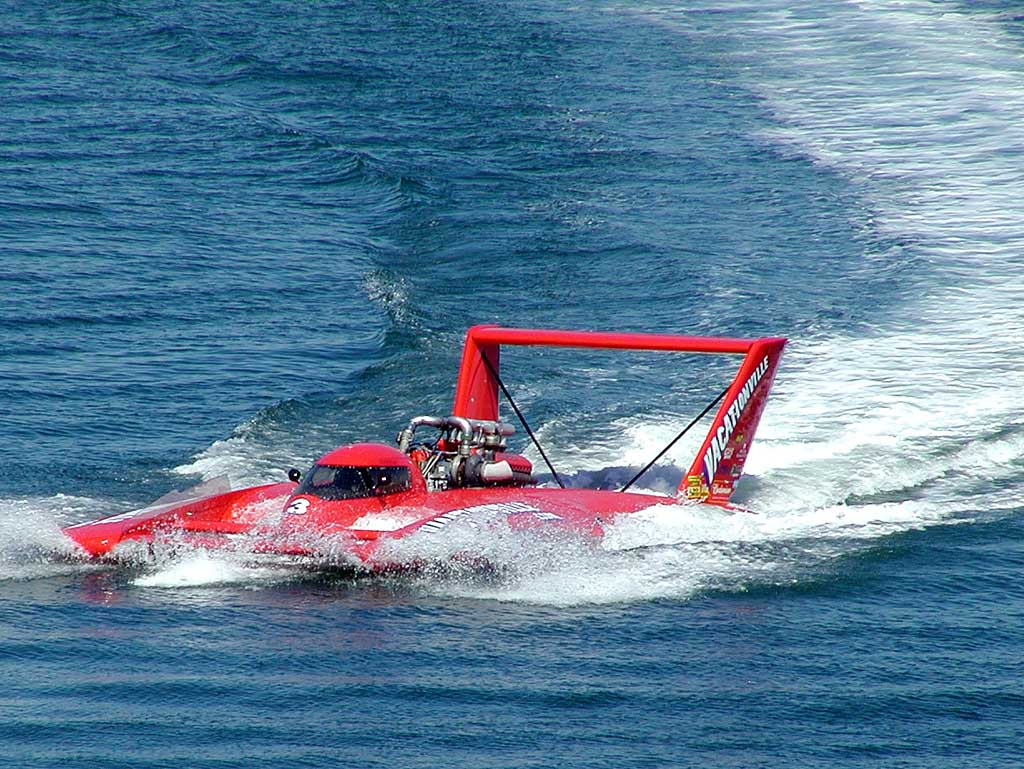
Bateau à moteur expérimental aux courses de Mission Bay.
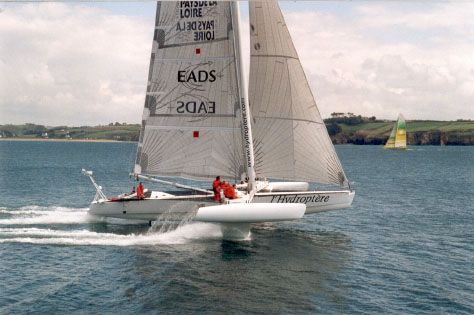
L'hydroptère, bateau expérimental.

### Bateaux fluviaux
La navigation fluviale a de tous temps représenté un moyen privilégié pour le déplacement des hommes et des marchandises, avant même le développement de la navigation maritime. Le symbole de la Louisiane est souvent lié à ces célèbres bateaux à fond plat mus par des roues à aubes.
Ce mode de déplacement, notamment à l'aide de péniches, longtemps considéré comme la voie principale de transport terrestre, a connu un déclin récent, datant du début des années 1970, qui s'explique par les évolutions structurelles de l'économie : déclin des industries lourdes traditionnelles et des transports de pondéreux, importance croissante de la rapidité des acheminements, vétusté du réseau et manque d'entretien entraînant des difficultés d'exploitation, rigidité des pratiques professionnelles, obsolescence du cadre législatif et réglementaire, et d'une manière générale, mauvaise insertion technique et commerciale dans les « chaînes logistiques » de l'économie post-industrielle.
Une autre contrainte intervient dans le fonctionnement de ce mode de transport, qui est l’irrigation des régions en voies navigables. Ce mode de transport représente aux Pays-Bas 42 % du trafic total de marchandises, environ 13 % en Allemagne, et seulement 3 % en France, pays dont les deux tiers des régions ne sont pas irrigués par des voies navigables à grand gabarit.
La principale utilisation moderne de la navigation fluviale reste le transport des marchandises et le tourisme fluvial, qui recouvre essentiellement les activités de promenade et de croisière (« transport de passagers ») et les activités de plaisance.

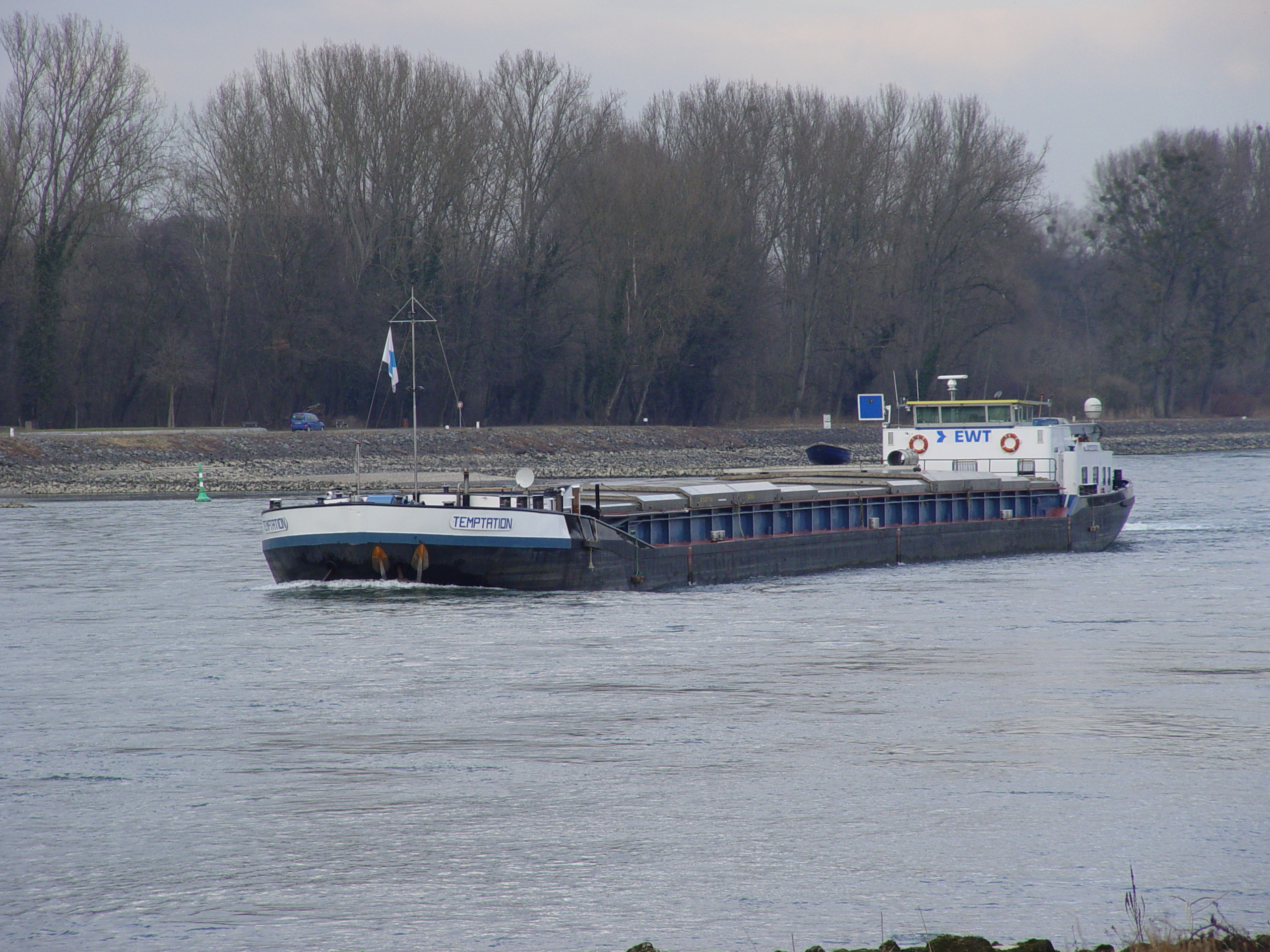
Péniche Temptation sur le Rhin.
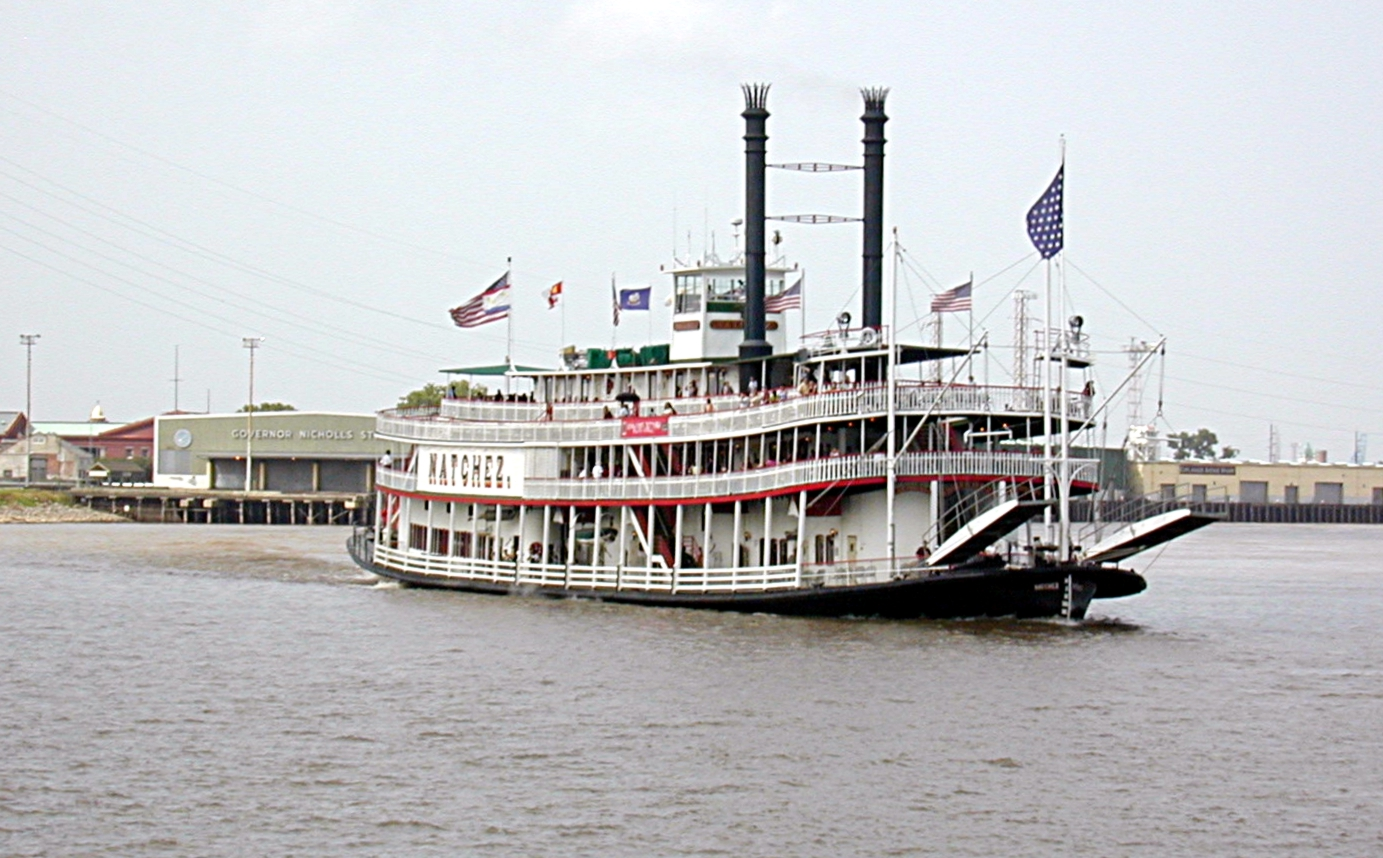
Bateau fluvial Natchez sur le Mississippi.
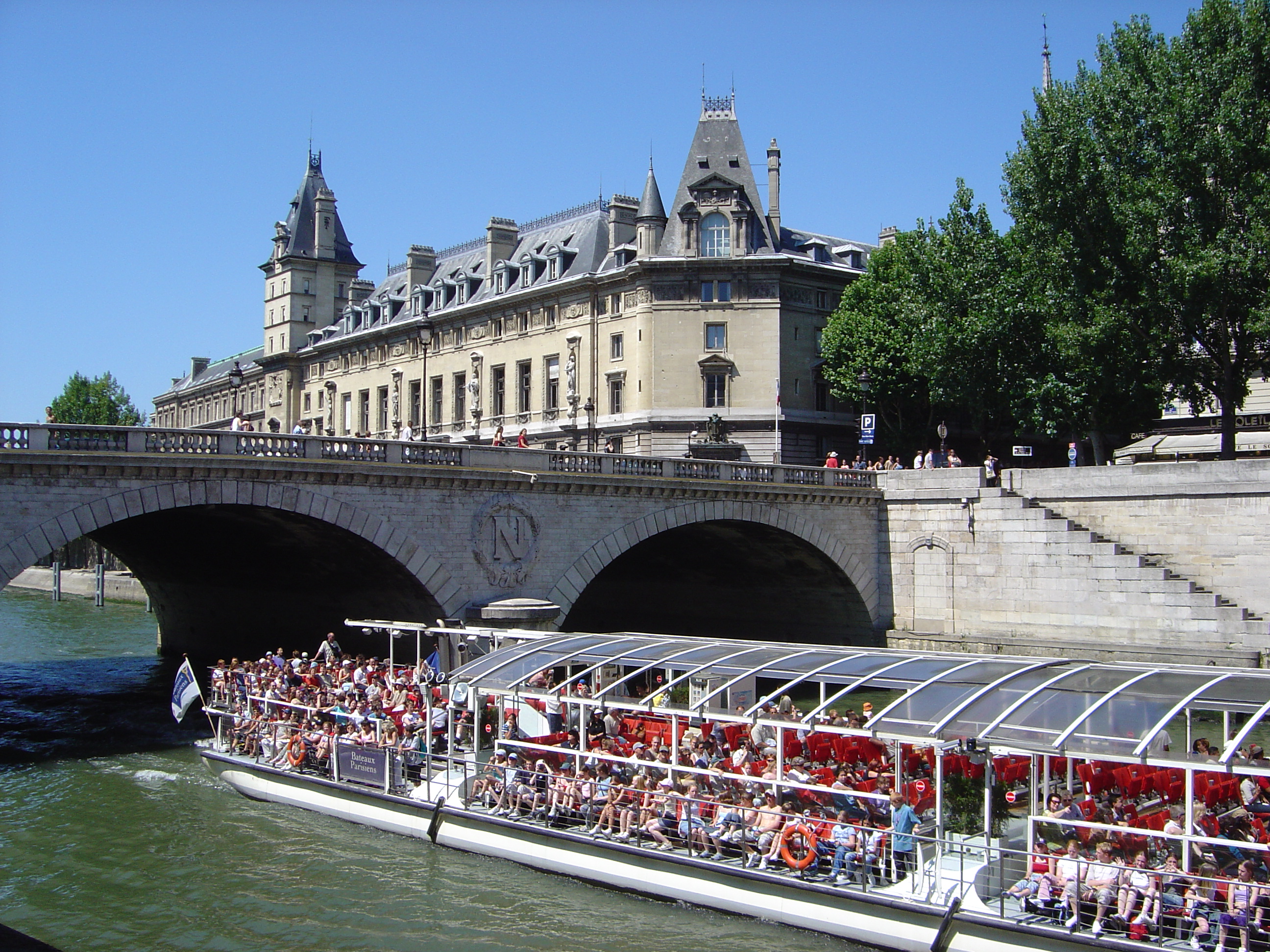
Bateau-omnibus sur la Seine.

### Autres
Comme toute classification, celle-ci est incomplète même si elle reflète l'essentiel de la production de nouveaux bateaux actuellement. Il faut aussi noter que la différenciation entre les différentes utilisations des navires ne s'est faite que vers le XIXe siècle. Parmi les autres types de bateaux, on peut citer :
- les anciens voiliers, préservés ou restaurés, dans le but de conserver une partie de l'héritage maritime d'une région ou d'un pays. Ils servent fréquemment « d'ambassadeurs » d'un pays à l'étranger et de navires-écoles pour les marines nationales ou marchandes. On peut trouver aussi bien des bateaux de dimensions modestes (comme les bisquines) que des navires parmi les plus grands comme le Sedov, ou des navires historiques comme l’Hermione ;
- les « bateaux-maisons », structures flottantes servant d'habitations ;
- les bateaux historiques, qui ne sont plus construits de nos jours ou seulement dans un but de restauration et de préservation ;
- les plates-formes industrielles flottantes (plate-forme pétrolière, champ d'éoliennes offshore flottantes, plate-forme météo ou scientifique…) sont vouées à se développer fortement, et il est parfois difficile de savoir s'il s'agit ou non d'une construction entrant dans la catégorie des bateaux ;
- les sous-marins, destinés à la navigation et l'exploration subaquatique.

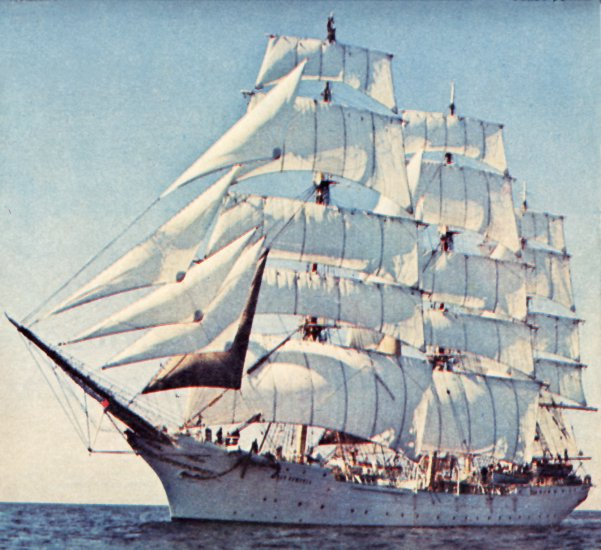
Le Dar Pomorza, trois-mâts carré.
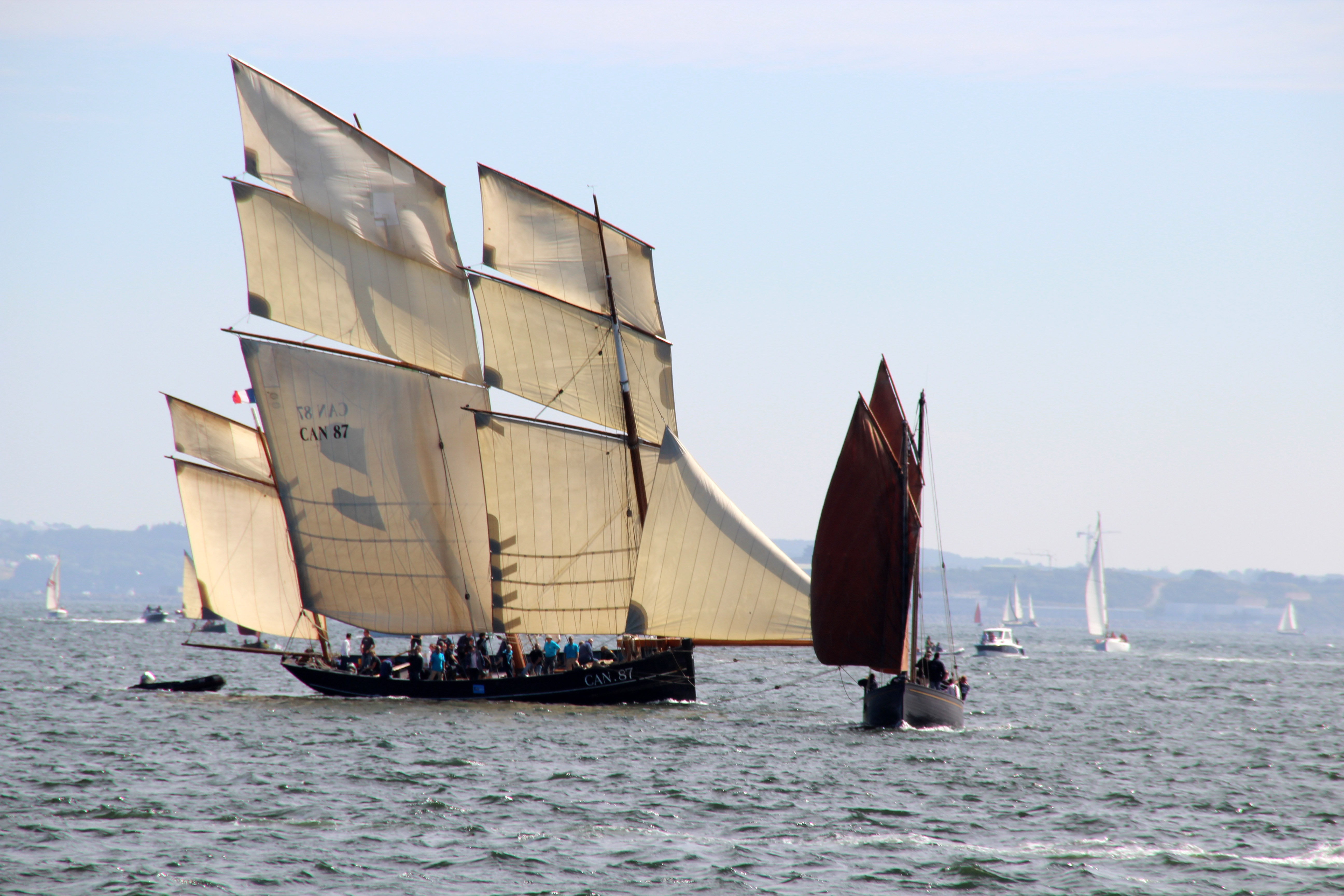
La bisquine La Cancalaise et la chaloupe Eulalie.
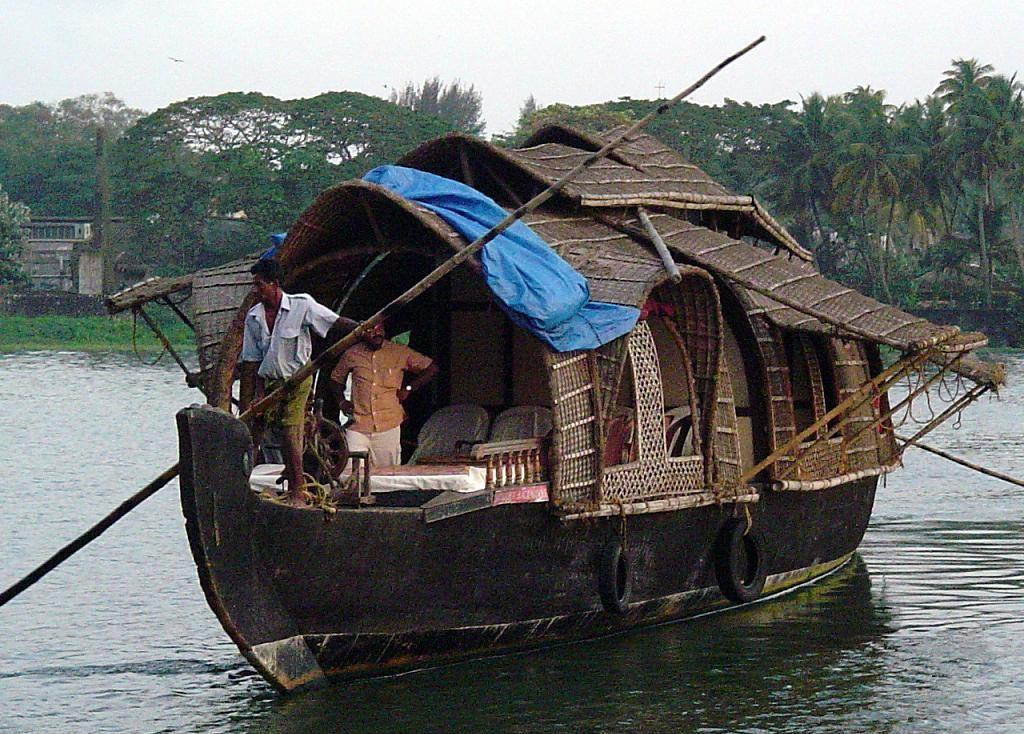
Bateau-maison au Kerala.
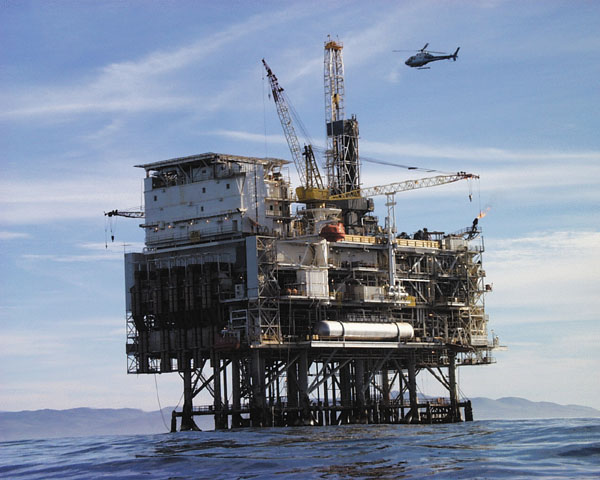
Plate-forme pétrolière en Norvège.
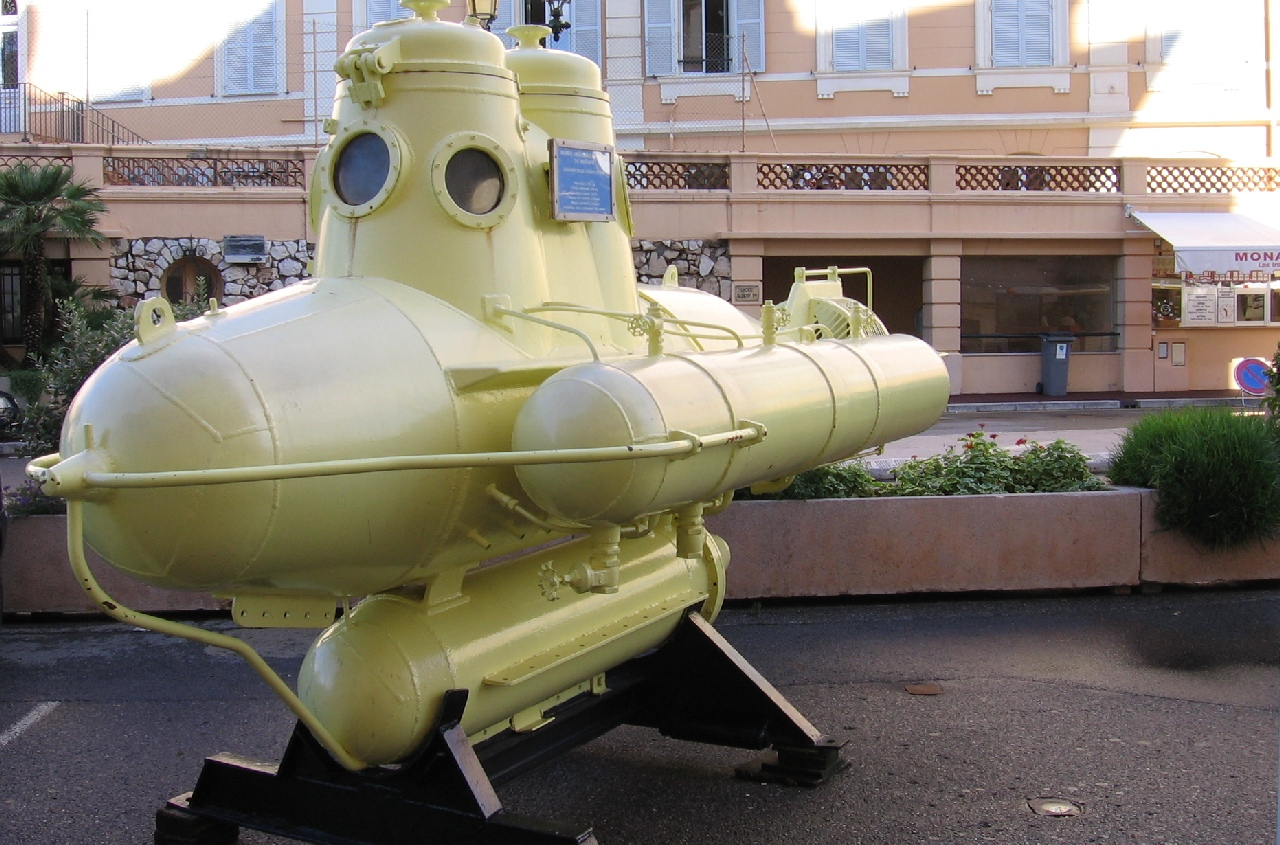
Bathyscaphe au musée océanographique de Monaco.

## Exemples de bateaux notables
Certains bateaux sont devenus célèbres à la suite d'un évènement spécial ou à cause de leurs caractéristiques. On peut ainsi trouver certains domaines où des bateaux sont devenus célèbres : les naufrages et le monde du sauvetage associé ; les navires ayant des dimensions ou caractéristiques techniques exceptionnelles ; les bateaux associés à un exploit humain ou à un record ; les bateaux associés à une légende ou à une anecdote.

### Naufrages et sauvetage

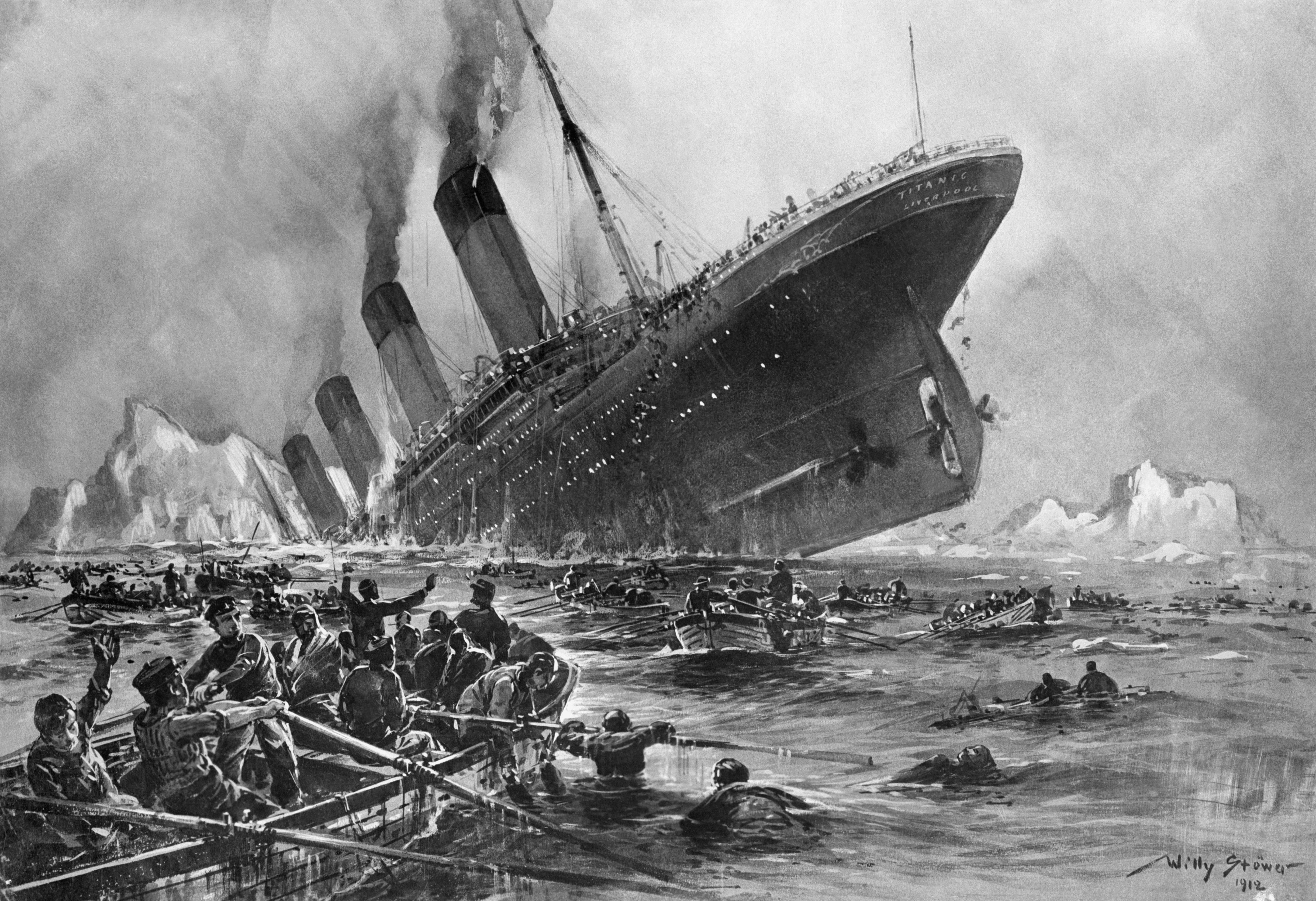
Le naufrage du Titanic, dessiné par Willy Stöwer.

S'il se produit chaque année plusieurs dizaines de naufrages, les plus notables sont ceux entraînant une catastrophe humaine ou écologique. La plus grande catastrophe maritime fut le naufrage du Wilhelm Gustloff (paquebot) qui entraîna la mort de plus de 9 000 personnes en 1945, pendant la Seconde Guerre mondiale, suivie par le naufrage du Cap Arcona avec environ 8 000 morts. En temps de paix, la plus grande catastrophe serait celle du Titanic en 1912 (plus de 1 500 morts), largement médiatisée en raison du caractère supposé « insubmersible » du navire. L'Empress of Ireland, qui coula en mai 1914 dans le fleuve Saint-Laurent, entraîna, quant à lui, la mort de 1 012 personnes, ce qui en fit la deuxième plus grande catastrophe maritime hors guerre. Cependant, les tragédies du Joola en 2002 (près de 2 000 victimes) et du Doña Paz en 1987 (1 565 victimes officiellement, 4 000 officieusement) seraient pires.
Parmi les naufrages notables, on peut encore citer le Lancastria en 1940 avec 5 200 morts au moins, la Blanche-Nef en 1120 qui transportait l'héritier du trône d'Angleterre, la Méduse dont le radeau inspira un tableau célèbre, le Vasa qui coula à son lancement en 1628 car il était surchargé dans sa partie hors d'eau. D'autres naufrages n'ont pas nécessairement causé une catastrophe humaine de grande ampleur mais ont entraîné de profonds changements dans les réglementations maritimes : outre le Titanic qui a entraîné le code Solas, on trouve le Herald of Free Enterprise (portes étanches sur les rouliers), l’Amoco Cadiz (contrat de sauvetage), le MV Derbyshire (structure des vraquiers) ou l’Exxon Valdez (double coque sur les pétroliers).

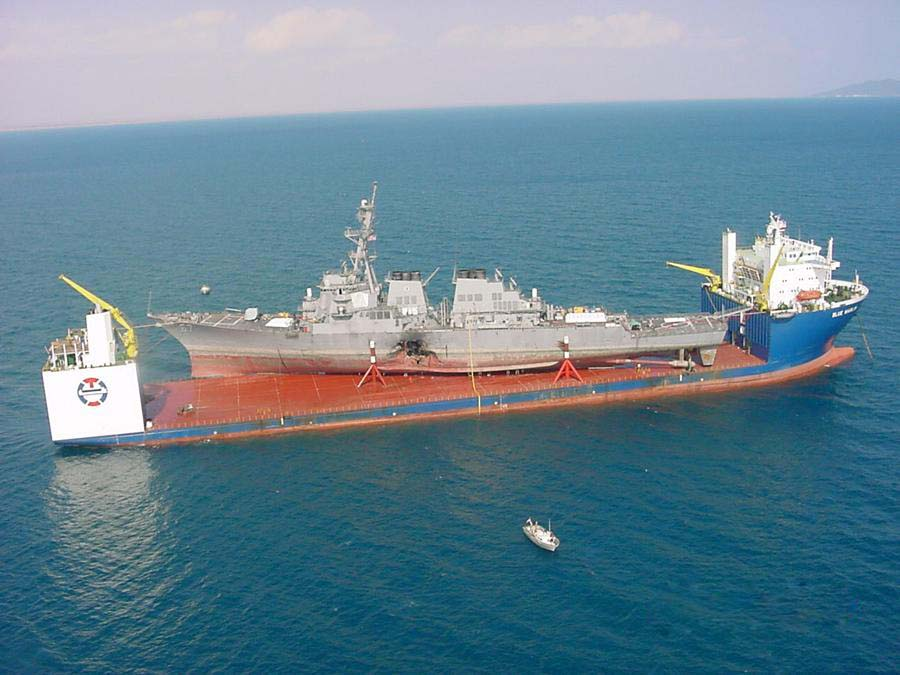
Le Blue Marlin transportant l’.

Les marées noires causées par le naufrage d'un pétrolier peuvent entraîner de graves dommages écologiques. La plus grande marée noire provenant d'un navire est celle de l’Atlantic Empress en 1979 avec 287 000 tonnes de pétrole. Cependant, les pires catastrophes sont celles qui ont lieu près des côtes, comme pour l’Amoco Cadiz ou l’Erika en France, l’Exxon Valdez aux États-Unis, le Prestige en Espagne ou le Torrey Canyon en Angleterre. Les chimiquiers représentent aussi un grand risque pour l'environnement comme avec le Ievoli Sun en 2004. Enfin, les sous-marins à propulsion nucléaire posent des risques de contamination, comme le Koursk K-141 ou le Komsomolets.
Les moyens de sauvetage employés peuvent aussi être impressionnants et employer des moyens spécialisés : les bateaux de sauvetage s'attirent souvent l'admiration du public, ainsi que les remorqueurs de haute mer ou de sauvetage, tels l’Abeille Bourbon ou l’Abeille Flandre en France ou le navire semi-submersible Blue Marlin.

### Caractéristiques techniques

Comparaison de quelques-uns des plus grands navires : le Knock Nevis, le Emma Mærsk, le Queen Mary 2, le Berge Stahl et le.

Le navire à la fois le plus long et le plus lourd est le superpétrolier Knock Nevis de 458 m de longueur hors-tout et d'un déplacement de 647 955 tonnes ; puisqu'il ne navigue plus, le plus long navire en activité est le porte-conteneurs Emma Mærsk. Le plus grand pétrolier à double coque est le Hellespont Fairfax de 380 m de long et de 441 585 tpl. Le plus grand vraquier est le Berge Stahl de 343 m de long et de 364 768 tpl. Le plus long paquebot est le Oasis of the Seas de 360 m et de 220 000 tonnes pour environ 6 300 passagers. Le plus long navire de guerre est le porte-avions américain USS Enterprise (342 m) tandis que les plus lourds sont ceux de la classe Nimitz comme l’USS Carl Vinson (104 000 tonnes). Le plus grand yacht motorisé est celui du cheik de Dubaï, le Golden Sun de 160 m. Le plus long voilier jamais construit est le France II, tandis que Royal Clipper est le plus grand naviguant encore. Le Statsraad Lehmkuhl est le plus ancien et le plus grand trois-mâts barque.
D'autres bateaux sont notables pour leurs avancées techniques : ainsi, le Pyroscaphe est le premier bateau à vapeur en 1783 ; le Nautilus de Robert Fulton est le premier sous-marin en 1800 ; le Great Eastern de 1858 est le premier paquebot géant ; le Dreadnought de 1908 est le premier cuirassé moderne à utiliser des turbines à vapeur et une artillerie mono-calibre ; le contre-torpilleur français Le Terrible a été de longues années bâtiment le plus rapide du monde, filant lors de ses essais en 1935, la vitesse de 45,03 nœuds ; l'USS Nautilus est le premier navire à propulsion nucléaire en 1951. La sustentation dynamique par hydrofoils est utilisée par les hydroptères ; la propulsion assistée par turbo-voiles par certains navires expérimentaux comme l’Alcyone.

### Exploits humains et exploration

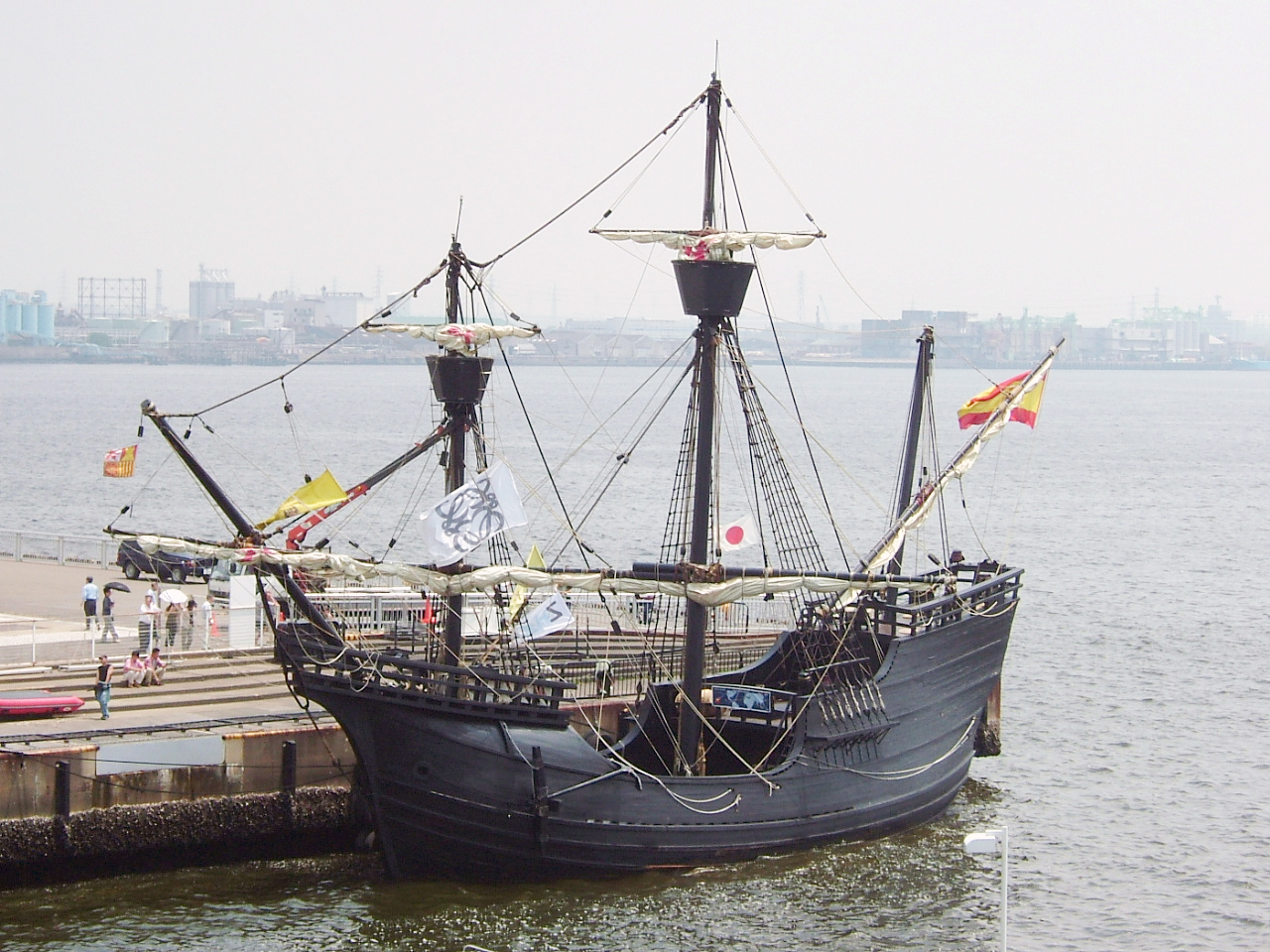
Réplique du Victoria, un des navires de Magellan.

Les bateaux d'exploration se distinguent car leur équipage parvient à son but parfois dans des conditions dantesques avec des moyens qui semblent maintenant dérisoires. Christophe Colomb atteint l'Amérique en 1492 à bord de la caraque Santa Maria, aidée par les caravelles La Niña et La Pinta. Le Victoria est le premier navire à accomplir un tour du monde lors de l'expédition de Magellan. Roald Amundsen se rendit en Antarctique avec le Belgica puis le Fram ; Bougainville utilisa La Boudeuse, Dumont d'Urville navigua sur L'Astrolabe, Baudin partit en expédition sur le Géographe, Darwin voyagea sur le HMS Beagle et Charcot utilisa la série des Pourquoi-Pas ?.
Dans l'histoire américaine, le Mayflower apporta les premiers colons de l'Angleterre en Amérique du Nord, tandis que l’Hermione amena le Marquis de La Fayette aux Amériques lors de la guerre d'indépendance. On peut également noter les exploits de certains navigateurs solitaires, notamment Joshua Slocum qui accomplit le premier tour du monde en solitaire à bord du yacht Spray, Marcel Bardiaux, ou encore le voilier Joshua de Bernard Moitessier qui reste une référence en matière de voilier hauturier.

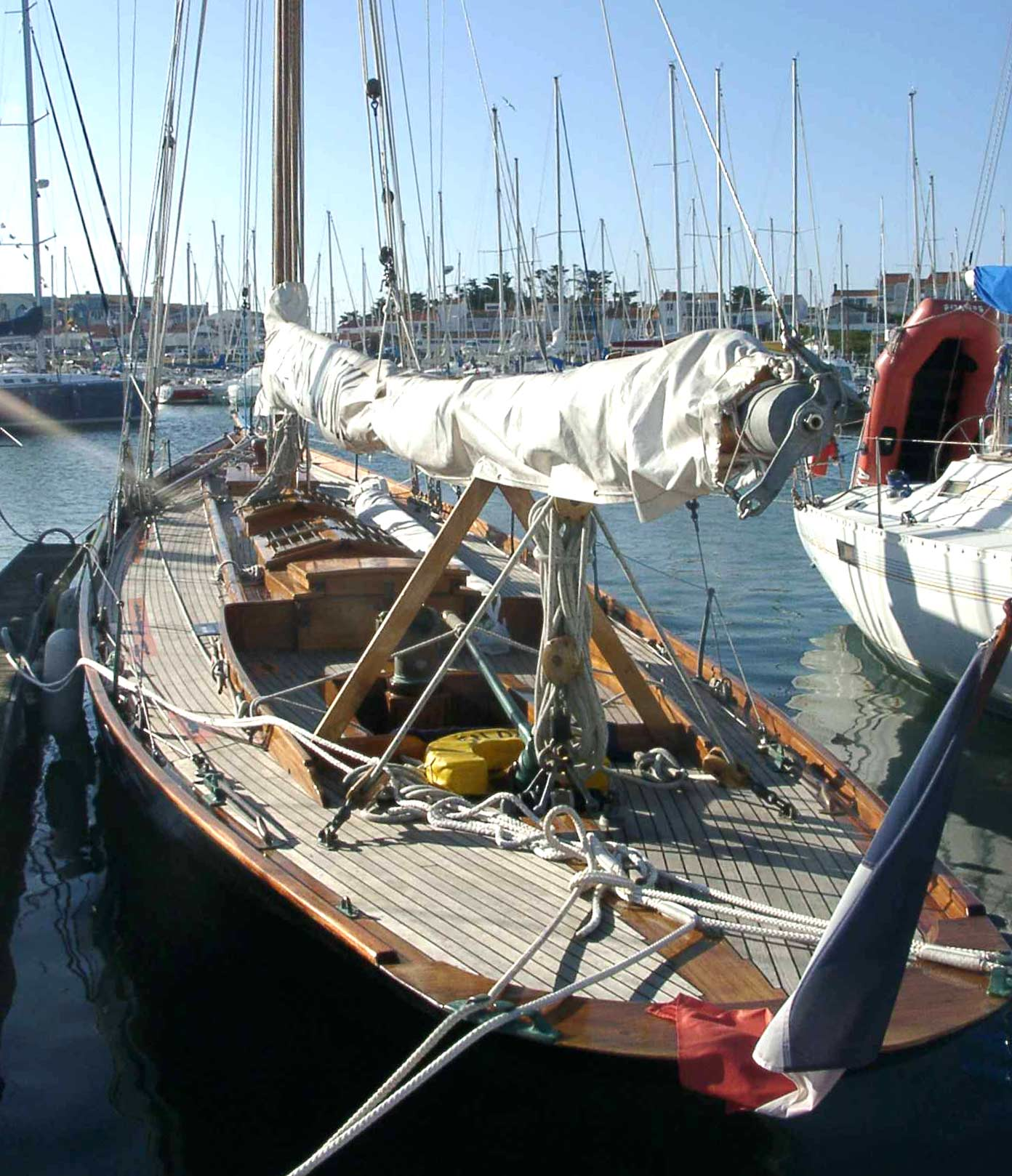
Pen Duick, plan Fife souvent admiré pour son élégance sous voiles.

### Bateaux imaginaires ou historiques
Quelques bateaux imaginaires ont marqué la littérature : ils se trouvaient déjà dans les récits religieux et mythologiques comme l'Arche de Noé dans la Bible ou Argo dans la mythologie grecque, ils ont continué à travailler notre imaginaire avec le Hollandais volant dans les récits de pirates, le Péquod dans le roman Moby Dick, Vingilótë dans l'œuvre de Tolkien, ou le Nautilus dans Vingt mille lieues sous les mers de Jules Verne.
D'autres bateaux ont pris une importance historique : le HMS Bounty est connu pour sa mutinerie, le Grand Saint Antoine pour avoir apporté la peste à Marseille, le Rainbow Warrior de Greenpeace pour son sabotage, Le Renard pour les exploits de son capitaine, Robert Surcouf. De nombreux paquebots ont marqué l'histoire maritime en raison de leur taille ou de leur élégance, tels le Normandie, le Norway (ex-France), le Queen Mary ou le Queen Elizabeth 2. Enfin, certains voiliers ont marqué l'histoire de la course par leurs performances (tels Dorade ou Poulain) ou par leur esthétique (tel Endeavour, un des Classe J), voire les deux (comme la série des Pen Duick d'Éric Tabarly).

## Autour des bateaux
Si la navigation est l'activité la plus évidente, les bateaux sont présents d'autres façons dans les activités humaines :

### Vie en mer et attachement

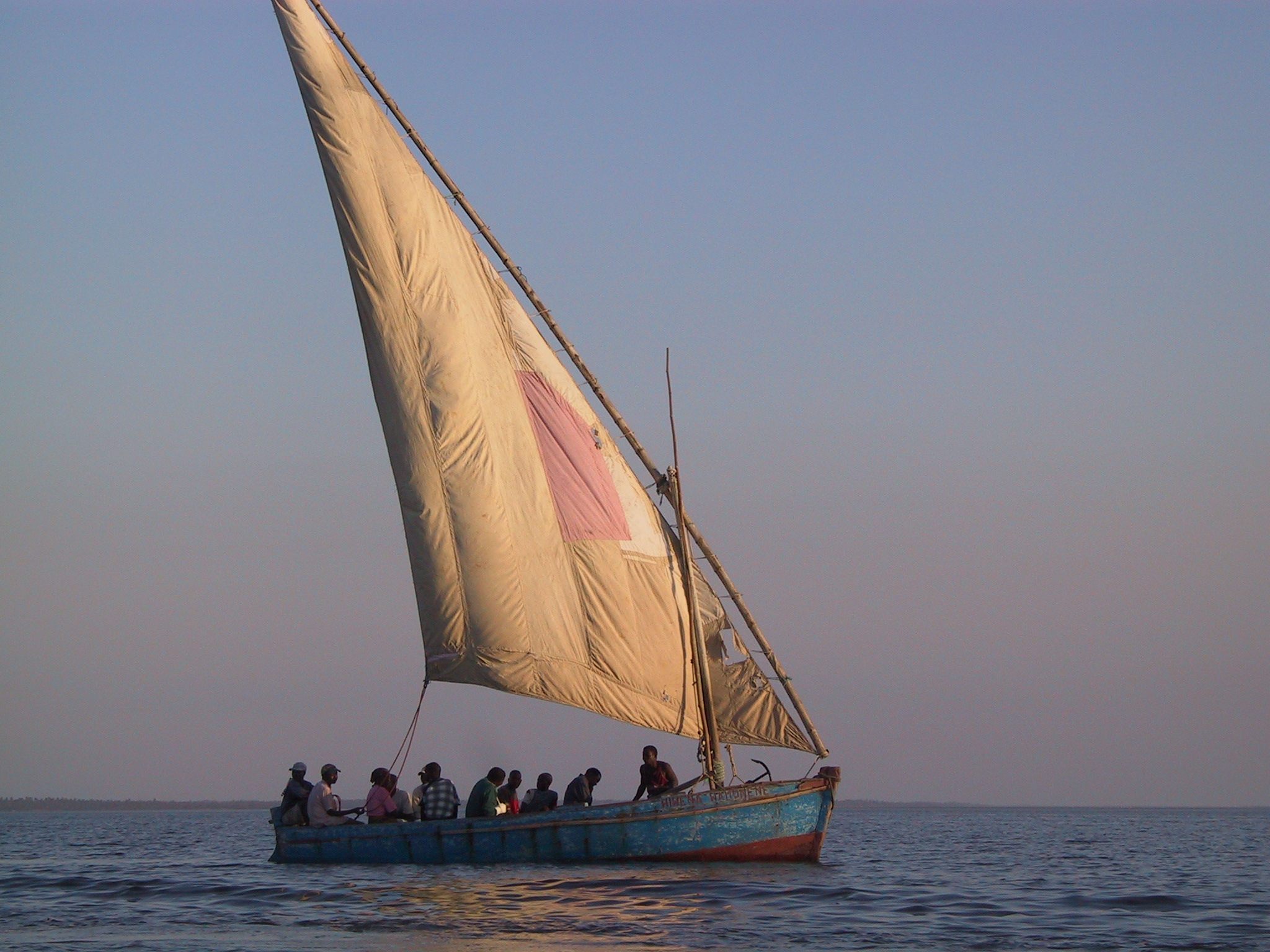
Dhow en Mozambique.

La navigation s'est développée avec les avancées technologies mais aussi avec les capacités de manœuvre des bateaux. Si les navires modernes ont ajouté un certain confort et si les instruments de navigation ont rendu les routes maritimes plus sûres, la vie en mer a longtemps été associée à des conditions spartiates et des dangers omniprésents, la mer rappelant aux Hommes la supériorité de la nature. Tant qu'il n'atteint pas une taille suffisante, un bateau reste un objet soumis aux caprices du vent et des vagues : la vie à bord est alors une lutte constante contre l'humidité, les mouvements brusques ou le mal de mer. Aux débuts de la plaisance, les pêcheurs bretons disaient d'ailleurs :
Qui va en mer pour son plaisir
irait en enfer pour passer le temps.
Un bateau peut ainsi être qualifié selon ses aptitudes nautiques : sa façon de « tenir la route », de remonter au vent, « d'étaler » un coup de vent, ou de répondre aux sollicitations de son barreur. De nombreux dictons sont associés au comportement des bateaux, tels que « grand rouleur, grand marcheur ». On finit même par prêter des caractères aux bateaux : l'un sera réputé capricieux, l'autre docile à la barre ; les expressions associées au comportement humain ou animal sont aussi employés : tel bateau « se vautre » dans les vagues, tel autre « file doux » à la cape. Jeremy Guiton explique le fait que les bateaux soient féminins en anglais par la ressemblance avec le caractère supposé imprévisible des femmes… La vie à bord d'un bateau a enfin légué dans de nombreuses langues des expressions courantes, dont on oublie souvent l'origine en les employant: on se souhaite « bon vent… », untel « a mis les voiles », tel autre « largue les amarres »…
L'équipage d'un « bon » navire pourra légitimement en être fier et l'on trouve fréquemment des marins attachés sentimentalement à leur bateau, finissant par lui donner un surnom ou refusant sa démolition. À l'inverse, une série d'évènements ou certaines superstitions peuvent donner une mauvaise réputation à un bateau, qui sera supposé « maudit ». L'attachement aux bateaux se retrouve aussi dans le modélisme nautique visant à construire des modèles réduits, mobiles ou non, de navires existants. Les bateaux en bouteille étaient traditionnellement réalisés par les gardiens de phares.

### Symbolique

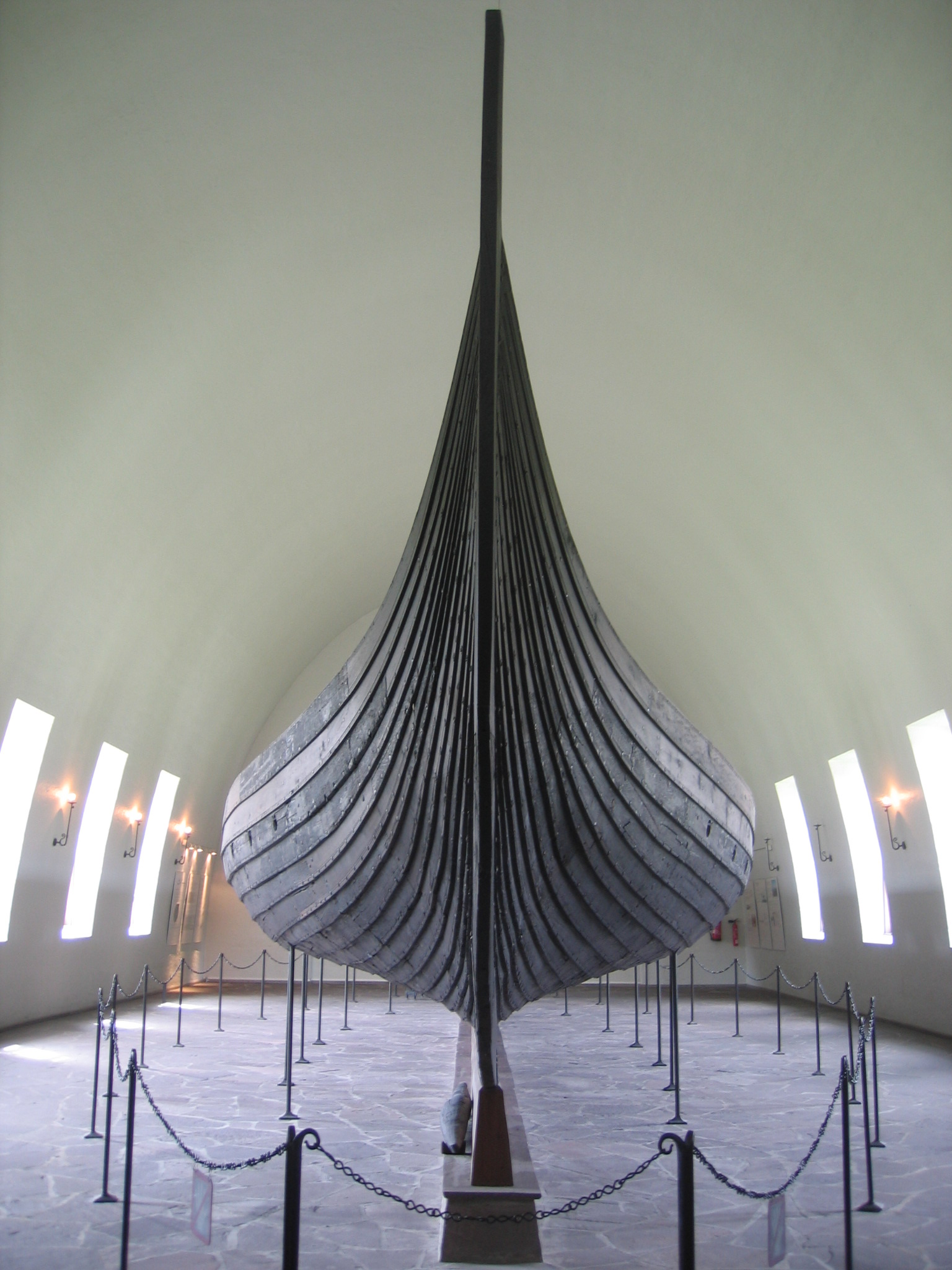
Le bateau de Gokstad au Musée des bateaux vikings, Oslo, Norvège.

L'homme a longtemps considéré l'eau comme la frontière vers le royaume de ses dieux, et le bateau est naturellement l'outil qui permet d'aller vers l'au-delà. Les Égyptiens, civilisation résolument fluviale où le Nil occupe la place prépondérante, rejoignent le royaume des morts à bord d'une barque fluviale. La barque solaire en est l'exemple le plus connu. On parle ainsi de bateau tombe lorsqu'il sert à enterrer une personne : les Vikings honorent leurs morts en les enterrant avec leur bateau dans un tumulus. Le bateau de Gokstad en est l'un des exemples les plus célèbres, mais aussi ceux des tombes royales du Vestfold, au bord du golfe d'Oslo, à Tune ou à Oseberg.
Les noms de bateaux sont aussi chargés de sens : résultant généralement d'une décision du propriétaire, le changer n'est pas forcément bon signe. On trouve ainsi des noms glorieux pour des bateaux de guerre (le Téméraire), des noms de femmes en leur honneur, des références à des personnes illustres, et bien souvent des noms de poissons ou d'oiseaux marins. Plus récemment, le monde de la compétition a vu les noms des bateaux refléter ceux de leurs sponsors. Les navires commerciaux construits en série ont parfois également des noms en série (comme la CMA-CGM qui utilise des noms d'opéras pour ses porte-conteneurs). Le baptême d'un bateau se fait souvent juste avant son lancement, en la présence d'un parrain ou d'une marraine.
La superstition enfin n'est pas absente de l'univers des bateaux. L'animal à longues oreilles, cousin du lièvre, dont le nom ne doit jamais être prononcé à bord d'un navire en est l'exemple le plus connu.

### Archéologie marine

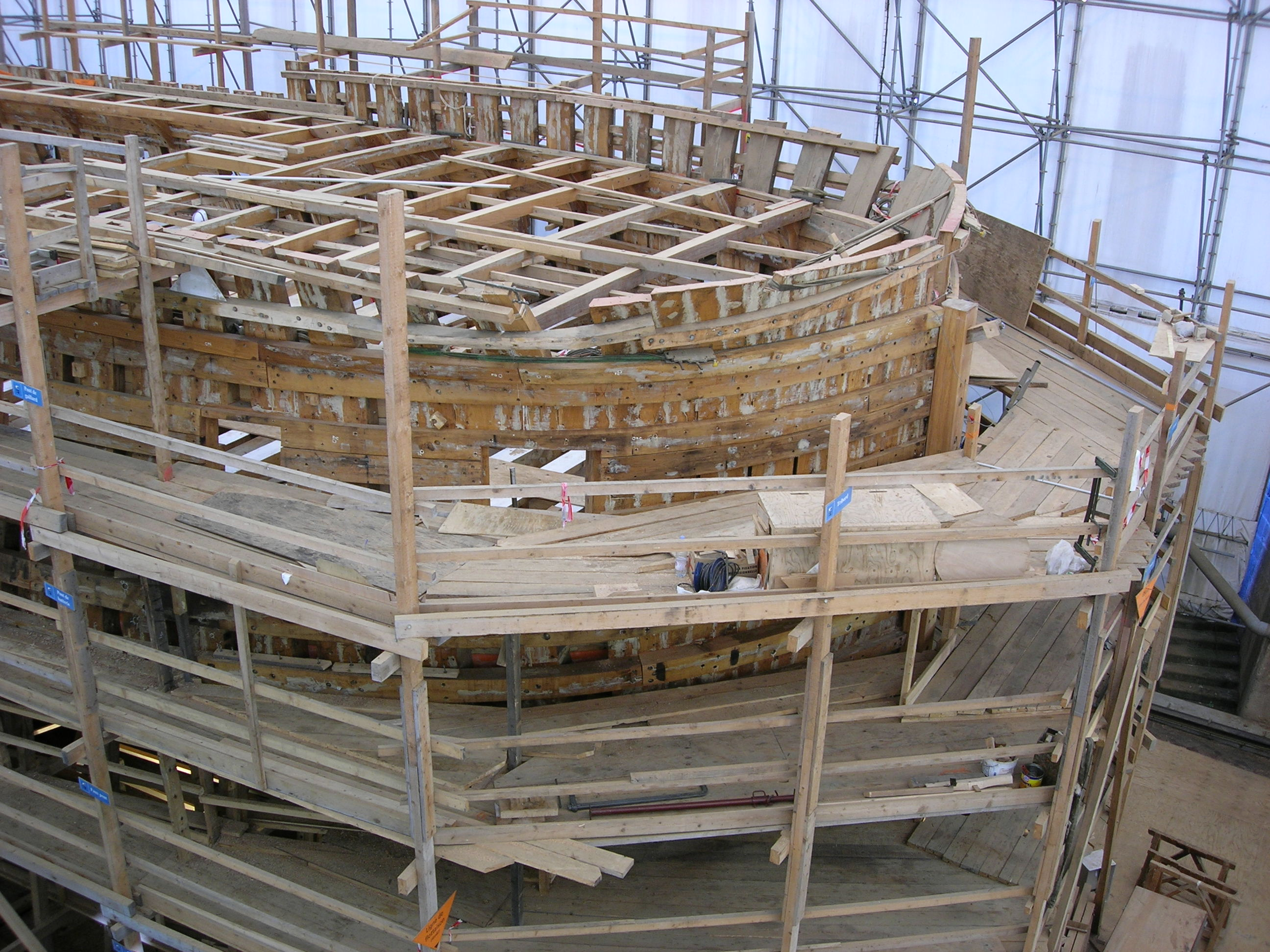
Chantier de l’Hermione.

L'archéologie marine consiste à retrouver et restaurer les restes de bateaux que l'on peut retrouver enfouis sur les plages ou à l'état d'épaves au fond de l'eau (on parle alors d'archéologie sous-marine, la branche principale) ; la campagne de 2003 menée sur le site des épaves de La Pérouse sur l’île de Vanikoro a fait connaître au grand public cette discipline scientifique. Un navire qui a sombré, sauf s'il a été pillé par des plongeurs clandestins et des chercheurs de trésors, livre une partie de sa structure et, souvent, sa cargaison intacte. Chaque épave est un moment d'histoire échoué au fond des mers. Cette activité archéologique, relativement récente, permet de beaucoup mieux comprendre le riche passé de l’histoire des bateaux, qu’il s’agisse de pirogues préhistoriques ou des grands vaisseaux du XVIIe siècle. L'épave d'un bateau ancien est un microcosme de la technologie et de la culture de son temps.
C’est en partie grâce à cette activité par exemple que l’association Hermione-La Fayette s'est lancée dans la reconstruction de la frégate Hermione, navire qui, en 1780, permit à La Fayette de rejoindre les insurgés américains en lutte pour leur indépendance. D'autre part, les épaves servent aussi de sites privilégiés pour la plongée sous-marine et peuvent aussi servir d'abri à la flore et la faune.

### Arts et culture

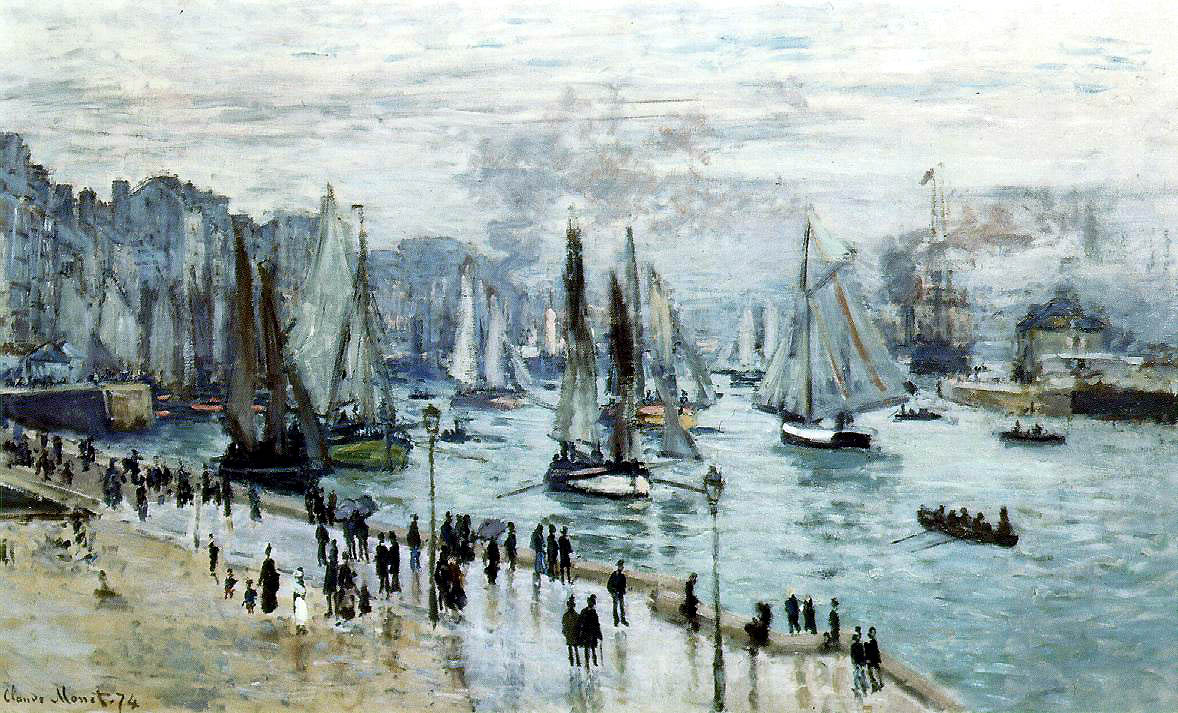
Bateaux quittant le port, Le Havre, Claude Monet, 1874,, collection privée.

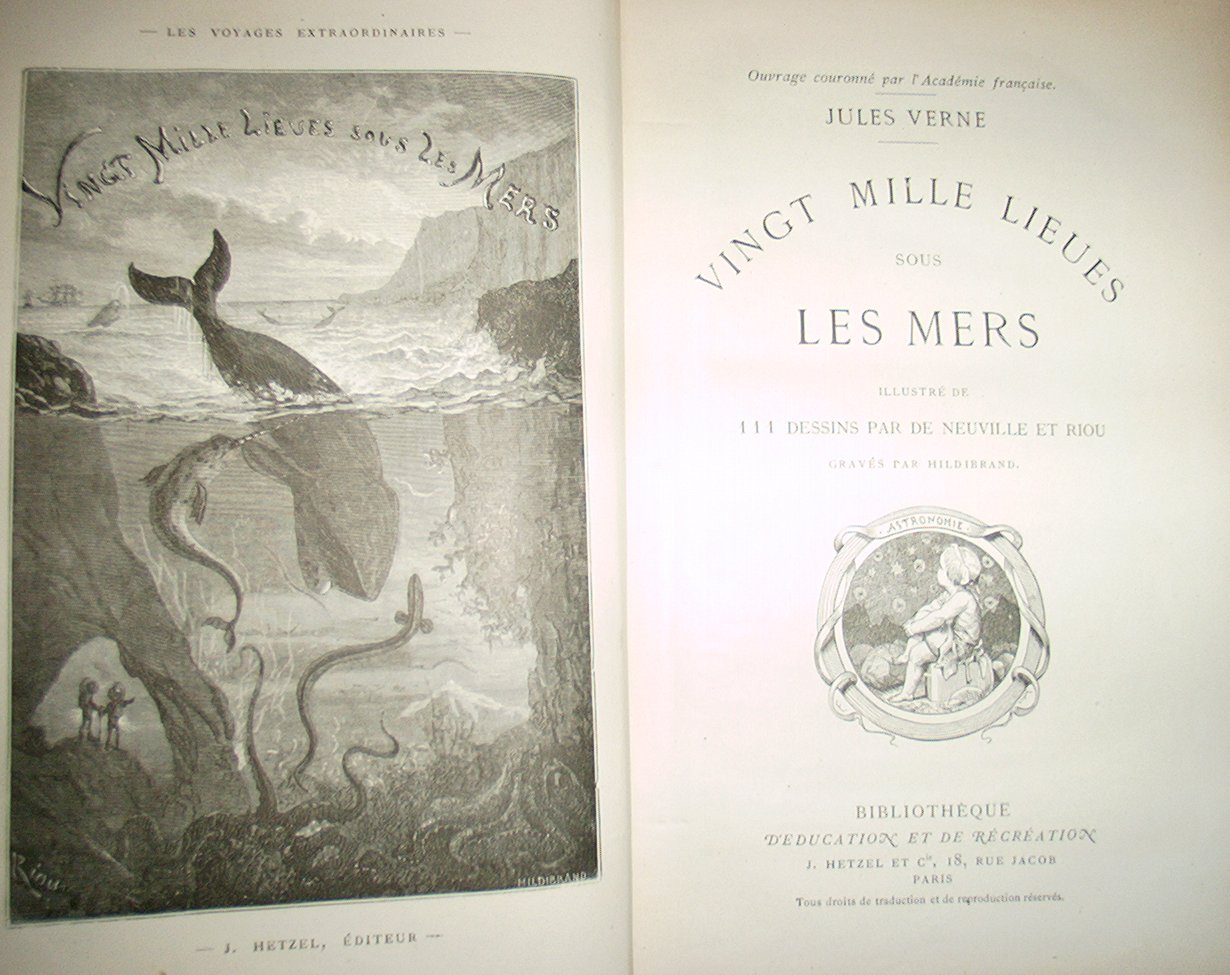
Vingt mille lieues sous les mers. Une des premières éditions de Hetzel.

Le monde de la navigation a inspiré certains genres artistiques propres comme les chants de marins ou les marines ; mais les bateaux ont également été une source d'inspiration dans d'autres genres. On les retrouve dans de nombreuses disciplines : dans les arts picturaux, le romantisme a fait la part belle aux bateaux et notamment aux naufrages avec Turner, puis l'impressionnisme quand Monet parle de « sa chose » faite au Havre : « Du soleil dans la buée et, au premier plan, quelques mâts de navire pointant. » Plus récemment, la photographie de mer et de bateaux a acquis ses lettres de noblesse lorsque des photographes comme Philip Plisson ont été nommés peintres de la Marine en France.
Les récits d'exploration, de batailles navales ou de piraterie sont aussi à l'origine d'une riche littérature, remontant à Homère et son Odyssée. Les genres sont nombreux :
- récits de voyage comme Le Jacques de Jean de Léry ou le Voyage autour du monde de Bougainville
- romans d'aventures comme L'île au trésor, de Robert Louis Stevenson, Vingt mille lieues sous les mers, Les Enfants du capitaine Grant de Jules Verne, Capitaines courageux de Rudyard Kipling, la série des Horatio Hornblower et l' African Queen de C. S. Forester, Cyclone à la Jamaïque, de Richard Hughes, ou les aventures du capitaine Jack Aubrey de Patrick O'Brian
- récits plus poétiques comme Moby Dick d'Herman Melville; Le Vieil Homme et la Mer d'Ernest Hemingway; Typhon, Le Nègre du Narcisse, de Joseph Conrad
- fables et contes comme le Conte du pêcheur et du voyageur de Beaumont.

Plus récemment, en France, les bandes dessinées telles que H.M.S. (Casterman) ou Tramp (Dargaud) reprennent aussi ces thèmes, déjà abordés dans Les Passagers du vent de François Bourgeon, sans oublier Tintin et Le Secret de La Licorne d'Hergé.
Certains chants de marins ont fini par être connus du grand public francophone, comme Santiano de Hugues Aufray qui chante son « fameux trois-mâts, fin comme un oiseau » ou le nostalgique Maman les p'tits bateaux qui vont sur l'eau de notre enfance ; d'autres navires d'actualité ont inspiré des chanteurs comme le France pendant son désarmement qui inspirera Michel Sardou.
L'opéra s'inspire d'histoires plus mythiques, comme Le Vaisseau fantôme de Wagner.
Enfin, le cinéma a abondamment utilisé les histoires de grands navires comme Les Révoltés du Bounty ou Titanic, ou des bateaux imaginaires tel le Black Pearl inspiré de la Marie-Céleste dans le film Pirates des Caraïbes.

### La poésie des bateaux
« Les formes élancées des navires, au gréement compliqué, auxquels la houle imprime des oscillations harmonieuses, servent à entretenir dans l'âme le goût du rythme et de la beauté. »

À l’image de Baudelaire, les hommes sont de tout temps fascinés par l’eau. Existe-t-il un poète qui n’ait à un moment évoqué la source de la vie terrestre, admirant et craignant tout à la fois cet élément magique qui lui refuse sa présence ? Sans bateau, point d'évasion sur l'eau !
Paul Verlaine rêve cette évasion en bateau :

« Cependant la lune se lève

Et l'esquif en sa course brève

File gaîment sur l'eau qui rêve. »

Vaincre héroïquement la violence de la mer, comme le décrit Victor Hugo dans Les Travailleurs de la mer, reste le désir souvent inassouvi de l’Homme. Platon, bien avant lui, déjà s’émerveille : Il y a les vivants, il y a les morts, et il y a ceux qui vont sur la mer[réf. souhaitée].
Enfin, Arthur Rimbaud fait s'exprimer son bateau ivre en le faisant chanter entre ciel et terre, entre paradis et enfer :

« La tempête a béni mes éveils maritimes.

Plus léger qu'un bouchon j'ai dansé sur les flots

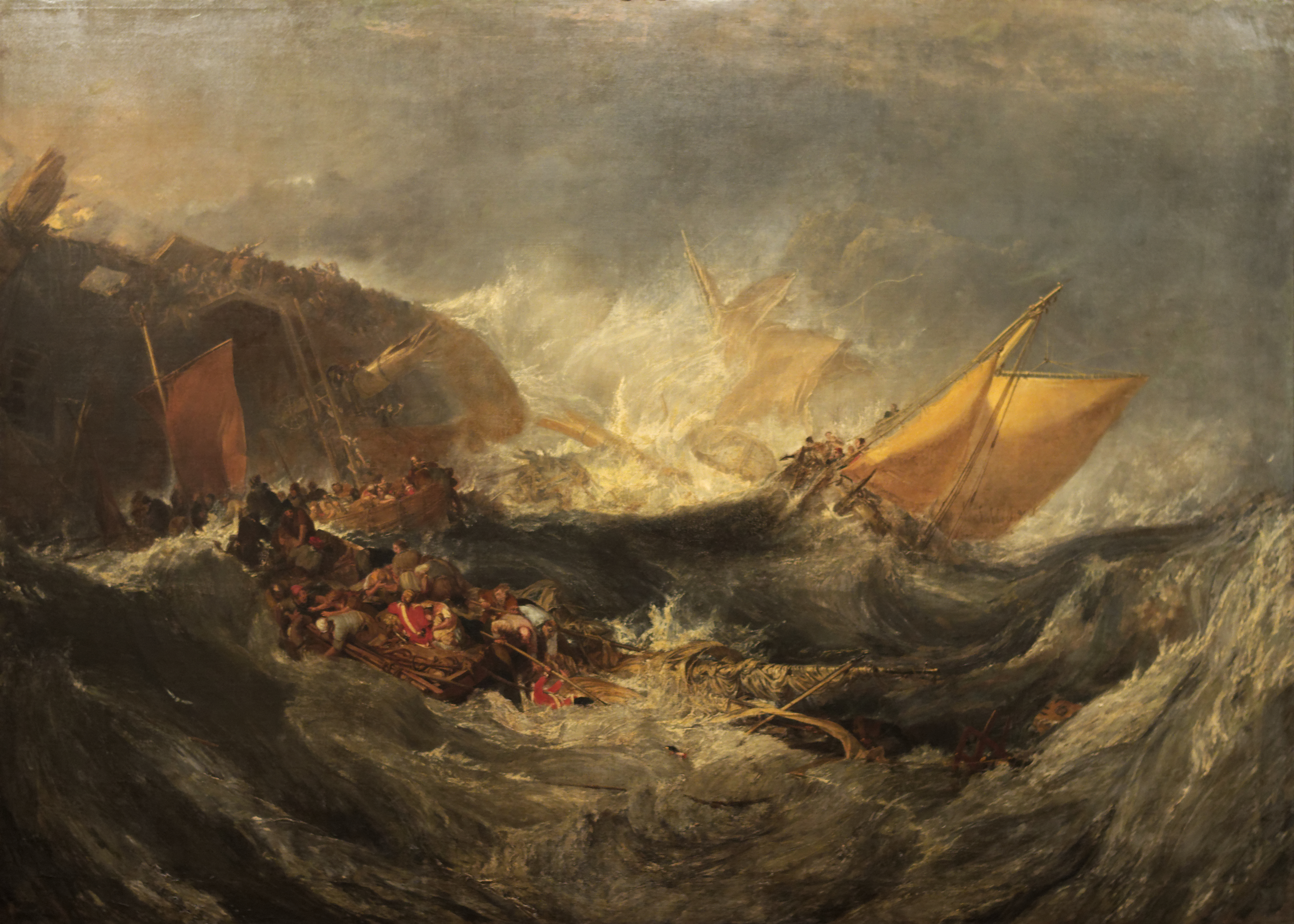
Naufrage du Minotaure, Joseph Mallord William Turner, 1905, musée Calouste-Gulbenkian de Lisbonne.

Qu'on appelle rouleurs éternels de victimes, 

Dix nuits, sans regretter l'œil niais des falots !

Plus douce qu'aux enfants la chair des pommes sûres, 

L'eau verte pénétra ma coque de sapin

Et des taches de vins bleus et des vomissures

Me lava, dispersant gouvernail et grappin.

…

Et dès lors, je me suis baigné dans le Poème

De la Mer, infusé d'astres, et lactescent, 

Dévorant les azurs verts ; où, flottaison blême

Et ravie, un noyé pensif parfois descend

…

J'ai vu des archipels sidéraux ! et des îles

Dont les cieux délirants sont ouverts au vogueur:

- Est-ce en ces nuits sans fonds que tu dors et t'exiles, 

Million d'oiseaux d'or, ô future Vigueur ?

Mais, vrai, j'ai trop pleuré ! Les Aubes sont navrantes.

Toute lune est atroce et tout soleil amer:

L'âcre amour m'a gonflé de torpeurs enivrantes.

Ô que ma quille éclate ! Ô que j'aille à la mer ! »

### Bateau et ses synonymes
De toutes les constructions humaines capables de flotter et de se déplacer sur l'eau, c'est le terme bateau qui est l'appellation la plus familière. Mais il a de nombreux synonymes.
- Le bateau sur lequel le marin est embarqué est le bord. c'est sa « maison » et aussi son outil de travail.
- Franglais : ship. Un super ship le Duperré, véritable hunter-killer de sous-marins.
- Militaire : bâtiment. L'escorteur d'escadre D'Estrée a été le premier bâtiment refondu ASM.
- Nautique : navire. Ce navire étalait bien mieux à la mer que certains marins de son équipage.
- Critique : baille. Malheur au bel esprit qui aurait qualifié l'Étourdi de baille.
- Méprisant : rafiot.
- Emphatique : vaisseau. Vauquelin mon ami, tu es le plus fier vaisseau du Ponant.
- Railleur : Reine des quais. Toujours à la mer, on ne pouvait pas dire que la Bellatrix était la reine des quais.
- Administratif : unité. Unité administrative, le Gascon gérait fort bien son personnel.
- Carriériste : commandement. Bâtiment chef de division, c'était un commandement de « cap de veau » lourd.
- Culotté : gros cul (feu le bâtiment de ligne). Loin d'être un gros cul, le Colbert n'était pas non plus un mouille cul.
- Archaïque ou poétique : nef. Duquesne, nef grise qui avec ton poisson blanc labourait l'Iroise…

#### Ouvrages historiques
- Pierre Bouguet, Traité du navire, Paris, Jombert, 1746.
- F. H. Chapman, Architectura navalis mercatoria, 1768, réédité par Arlard Coles, 1968.
- Diderot & D'Alembert, Encyclopédie ou dictionnaire raisonné des sciences, des arts et des métiers, article « Marine », 1751-1758.

#### Ouvrages modernes en français
- François Beaudouin, Le bateau, Esquisse d'une technologie générale du bateau, Cahiers du Musée de la Batellerie, Conflans Sainte Honorine, 1990.
- Duncan Haws, Les bateaux et la mer, Plantyn, 1976, 240 p.
- B. Landström, Histoire du voilier, Albin Michel, 1990, 185 p.
- Louis Le Roc'h Morgère, Navires, mémoire de la mer, Paris, Rempart, coll. « Patrimoine vivant : notre histoire », 1990, 223 p. (ISBN 978-2-904365-08-9 et 2-904-36508-7, OCLC 462069386, BNF 35073245)
- Jean Merrien, La vie quotidienne des marins au Moyen Âge, des vikings aux galères, Hachette, 1969.
- Patrice Pomey, La navigation dans l'Antiquite, Aix-en-Provence, Édisud, 1997, 206 p. (ISBN 978-2-85744-799-3 et 2-857-44799-X, OCLC 416950526)
- Rudolph Wolfgang, Bateaux, radeaux, navires, Stauffacher, 1975, 252 p.